# Cathédrale Sainte-Croix de Barcelone
Cette  cathédrale n’est pas la seule cathédrale Sainte-Croix.
La cathédrale basilique métropolitaine de la Sainte-Croix et de Sainte Eulalie de Barcelone, souvent surnommée Seu en catalan, est la cathédrale de l'archidiocèse catholique de Barcelone.
La cathédrale actuelle, de style gothique, a été construite entre les XIIIe et XVe siècles sur l'ancienne cathédrale romane, elle-même bâtie sur une église datant de l'époque wisigothe au même endroit qu'une antérieure basilique paléochrétienne dont certains vestiges sont encore visibles dans le sous-sol, au musée d'histoire de Barcelone.
Les deux grandioses tours-clochers octogonales sont à la part postérieure de l'édifice, des deux côtés de la fausse croisée du transept. La façade principale est cependant beaucoup plus récente (XIXe siècle). La grande flèche, haute de 80 m. est couronnée d'une statue colossale de Sainte Hélène portant la Croix, dont elle, selon une tradition ancienne, avait fait l'Invention. La cathédrale est classée bien d'intérêt culturel, en tant que monument historico-artistique national, depuis 1929. L'accès est gratuit sauf en début d'après-midi où il est payant.

## Histoire de la construction gothique
Les travaux de construction de la cathédrale gothique commencèrent en mai 1298, sous le règne de Jacques II d'Aragon (Jaume II el Just en catalan) et le mandat épiscopal de Bernat Pelegrí.

### Chapitre de la Toison d'or de Barcelone

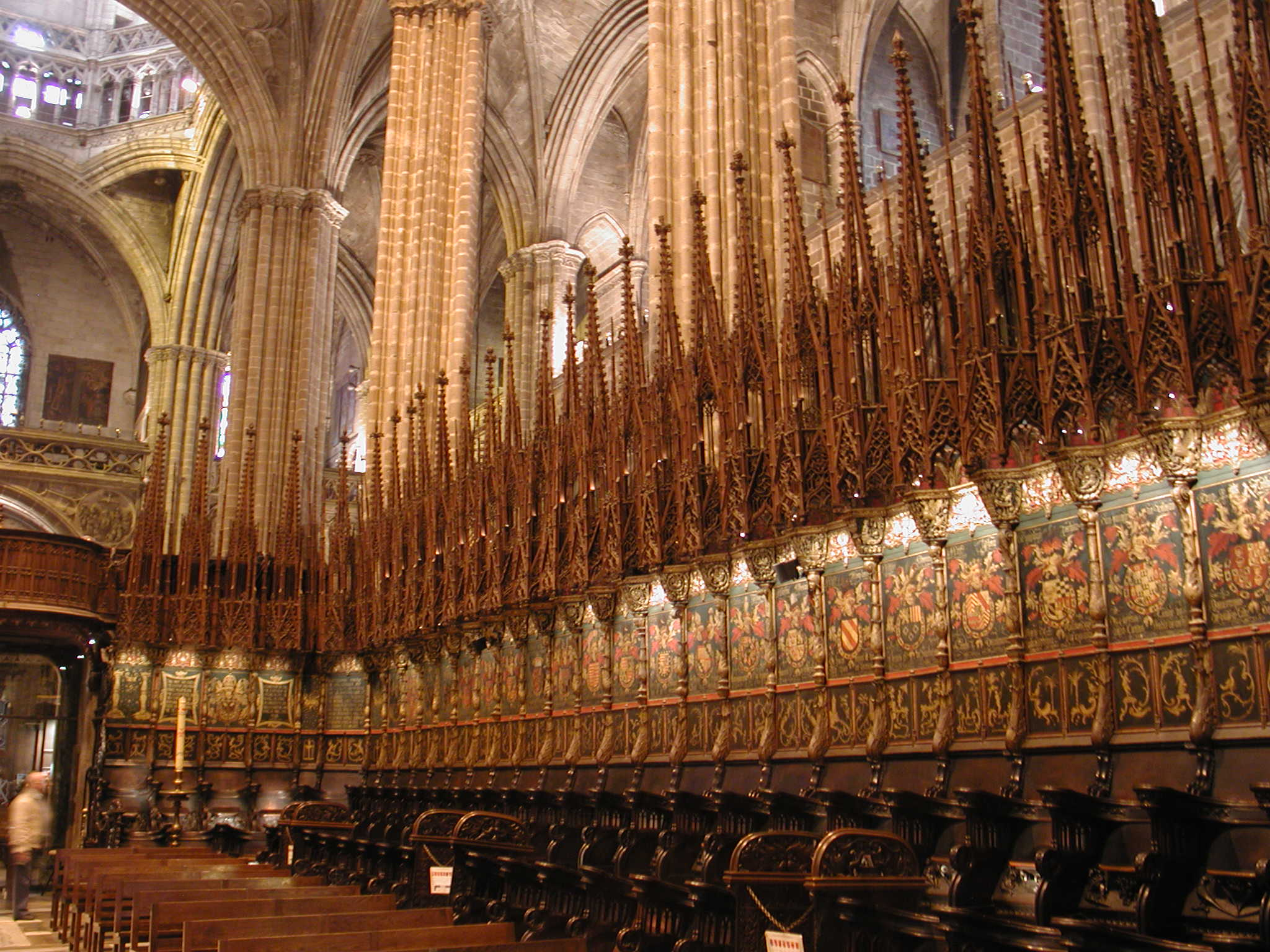
Le Chœur de la cathédrale : sur le dossier des stalles se trouvent encore les tableaux aux armes des chevaliers de l'ordre.

Lors de son premier séjour en Espagne, le futur empereur Charles Quint insista pour y tenir un chapitre de son ordre de la Toison d'or. On choisit la cathédrale de Barcelone pour des raisons de commodité : le roi devait venir dans cette ville pour recevoir l'investiture comme comte de Barcelone et la proximité de la Méditerranée assurait des communications faciles avec l'Allemagne alors que se préparait la succession de Maximilien de Habsbourg, grand-père du jeune monarque. Il fallait enfin une église aux vastes proportions pour accueillir les imposantes cérémonies de cette fête.
Dès 1518, le roi d'armes et le trésorier de l'ordre furent donc chargés de préparer le sanctuaire à la tenue du chapitre qui devait avoir lieu au début de l'année 1519. Jean Micault, le trésorier, escorta le trésor de l'ordre depuis les Pays-Bas, tandis que Thomas Isaac, le roi d'armes, devait diriger le peintre Juan de Borgonya dans la décoration du chœur de la cathédrale. Elle est toujours visible sur les dossiers des stalles des chanoines.
Outre les cinquante-et-un panneaux de bois représentant les titres et armoiries des différents chevaliers de l'ordre, Juan de Borgonya réalisa des inscriptions, et surtout une série de devises illustrant un programme très clair. On trouve en effet dans les coins du chœur deux tableaux représentant le rabot de Jean sans Peur, et de part et d'autre de l'entrée, deux tableaux à la devise de Charles-Quint : les colonnes d'Hercule. La mention de cet ancêtre du jeune roi, seul membre de la maison de Bourgogne à avoir pris part à une croisade, établissait une sorte de généalogie cherchant à montrer aux sujets espagnols du futur empereur que la nouvelle dynastie ne comptait pas rompre avec l'idéal de croisade des rois catholiques. De façon très manifeste, la titulature de Charles de Habsbourg qui accompagne ses armes dans le chœur fait mention du royaume de Jérusalem (titre sans souveraineté que le roi tenait par son royaume de Naples), alors qu'elle omet des territoires tenus effectivement.
Il s'agit d'un des ensembles monumentaux liés à l'ordre de la Toison d'or les mieux conservés, notamment car il n'a jamais été déplacé et que les devises et inscriptions sont toujours présentes. Cela tient au fait que c'est également le seul chapitre de l'ordre à s'être déroulé hors de la « couronne » de Bourgogne. Contrairement aux Pays-Bas, la péninsule Ibérique n'a connu ni l'iconoclasme calviniste (en particulier la furie iconoclaste d'août 1566) ni les destructions révolutionnaires lors de la « chasse aux armoiries » de 1793-1795, très importantes dans le Nord de la France et le Midi de la Belgique. C'est enfin un des deux seuls armoriaux capitulaires datant du XVIe siècle à avoir été conservé (avec celui de Gand). Bien qu'il n'ait pas été démonté, comme celui de Gand, deux tableaux ont été retirés lors de l'installation du doxal de marbre destiné à clore le chœur côté nef ; il a été également en partie défiguré par l'ajout de chinoiseries lors d'une restauration peu rigoureuse au XVIIIe siècle.

### Dédicace à Sainte Eulalie
La cathédrale est initialement, et toujours depuis 599, dédiée à la Sainte Croix. À partir de 877 est ajoutée à la dédicace sainte Eulalie, patronne de la ville de Barcelone.
Eulalie de Barcelone est, selon la tradition catholique, une jeune gardienne d'oies du village de Sarrià qui souffrit le martyre à l'époque romaine. La légende raconte que la jeune fille fut exposée nue sur le forum de la ville et qu'une miraculeuse chute de neige, en plein printemps, vint pudiquement la recouvrir. Furieuses, les autorités romaines décidèrent de l'enfermer dans un tonneau planté de couteaux et empli de verre brisé et de clous, et de lancer le tonneau dans la pente de la rue aujourd'hui éponyme (Baixada de Santa Eulàlia, descente Sainte-Eulalie).
Suivirent d'autres tortures qui portèrent à 13 supplices différents le martyre de la sainte, pour correspondre à son âge.
Elle fut finalement crucifiée sur une croix en forme de X, devenue symbole de la cathédrale et du diocèse de Barcelone, et attribut iconographique de sainte Eulalie.
En référence à la sainte gardienne d'oies morte à 13 ans, le cloître gothique de la cathédrale est gardé par treize oies blanches. Cependant lorsque l'une d'entre elles meurt, il arrive que seulement 12 oies vivent effectivement dans le cloître. Les oies doivent en effet être incorporées par deux pour être acceptées par le groupe[réf. nécessaire].
Les restes de sainte Eulalie sont conservés dans la crypte de la cathédrale.

## Ensemble architectural

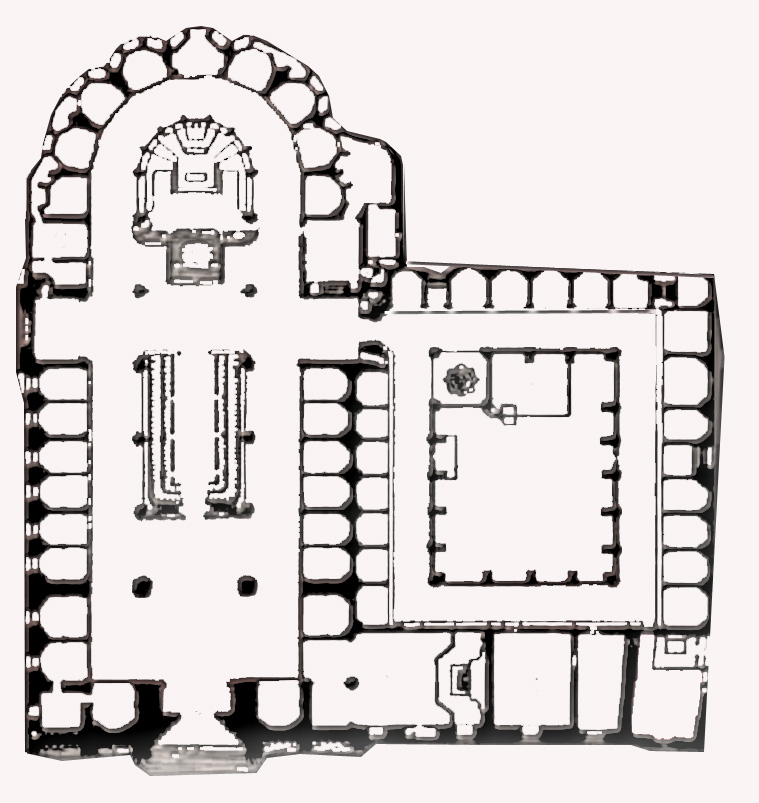
Plan de la cathédrale de Barcelone. La nef est à gauche, le cloître à droite.

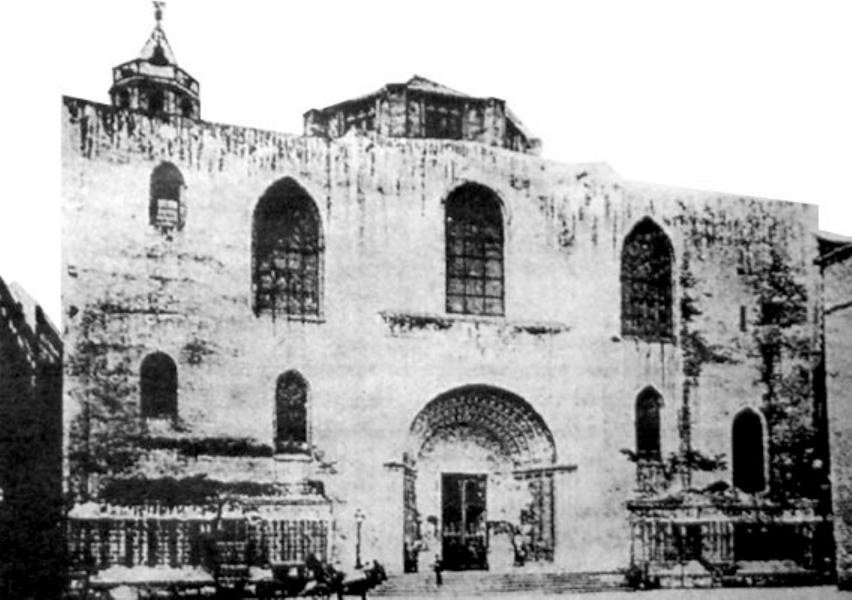
Aspect de la cathédrale en 1880.

L'église et un cloître, d'une parfaite unité de style, composent le bâtiment. La longueur de la cathédrale est de 90 mètres, sa largeur de 40 mètres. Le jardin du cloître est un carré de 25 mètres de côté. Les galeries qui l'entourent font 6 mètres de large.
La cathédrale est orientée Sud-Est - Nord-Ouest : le Nord est en bas à gauche sur le plan.
La nef de la cathédrale est formée de trois vaisseaux de même hauteur. Le vaisseau central est deux fois plus large que les collatéraux.
Les circulaires se rejoignent à la fausse croisée du transept en un déambulatoire, passant derrière le presbytère et formant un demi-cercle dans lequel se trouvent neuf chapelles coiffées d'ogives à quatre branches.
Par les vitraux gothiques qui surplombent ces chapelles passe la lumière qui éclaire l'abside, la partie en demi-cercle où se trouve l'autel.
Une galerie en forme de U court au-dessus des chapelles latérales.
Un faux triforium surplombe cette galerie et les chapelles du déambulatoire. Il fait ainsi tout le tour de la nef. Depuis le triforium, les clés de voûtes peuvent être observées de près.
Le long des vaisseaux collatéraux se trouvent dix-sept chapelles couvertes d'ogives à six branches, avec des arcs d'ogive à chaque entrée. Deux des chapelles, entre chaque contrefort, ont une projection intérieure.
La chapelle Sainte Lucie
La chapelle de Santa Llúcia ou des onze mille Verges  est située à un angle du cloître avec une entrée extérieure.
Elle a été construite entre 1257 et 1268 dans un style roman tardif, sous le mandat de l’évêque Arnau de Gurb (1252-1284). Initialement, c’était la chapelle du palais épiscopal, sans lien avec la cathédrale.
Elle est rectangulaire avec une seule nef recouverte d’une voûte en berceau pointue. Sa façade est ouverte par une porte avec arc en plein cintre à voussures et deux colonnes de chaque côté avec des chapiteaux sculptés de figures géométriques et des animaux ; Au centre de sa façade se trouve une petite épée à deux tranchants (ajoutée ultérieurement).
Il a une porte arrière qui permet l’accès au cloître.
À l'intérieur, deux arches latérales avec deux tombes. Celle du côté de l'épître (c'est-à-dire en entrant dans la porte principale, à droite) est celle de l'évêque Arnau de Gurb, de style gothique, et le côté de l'évangile (en entrant, à gauche) de Francesc de Santa Coloma, du XIVe siècle, avec un calvaire taillé dans la pierre sur  fond de verre bleu, le personnage apparaît représenté agenouillé près de la croix.

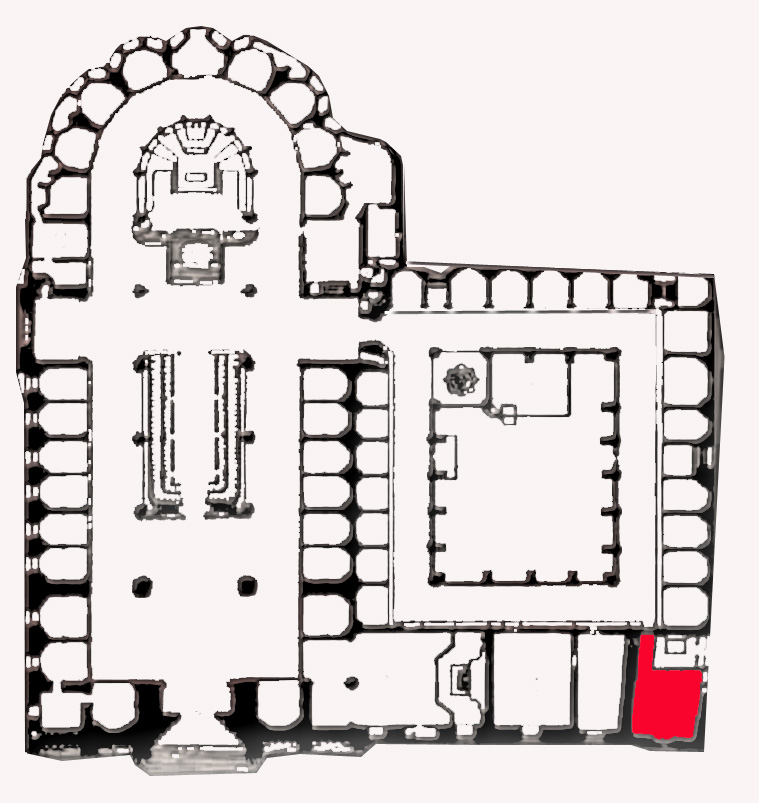
La chapelle saint Lucie.
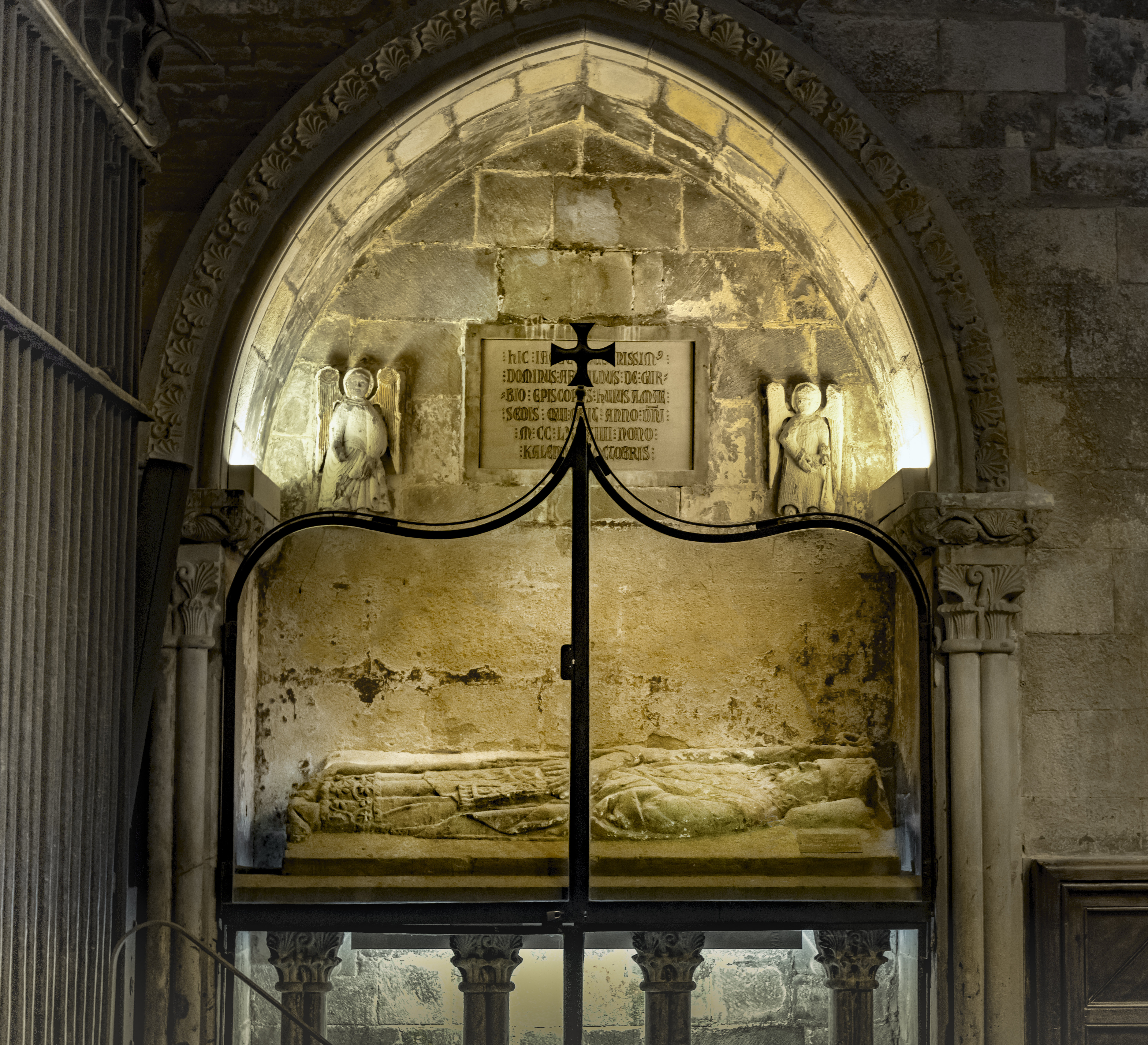
Tombeau d'Arnau de Gurb.
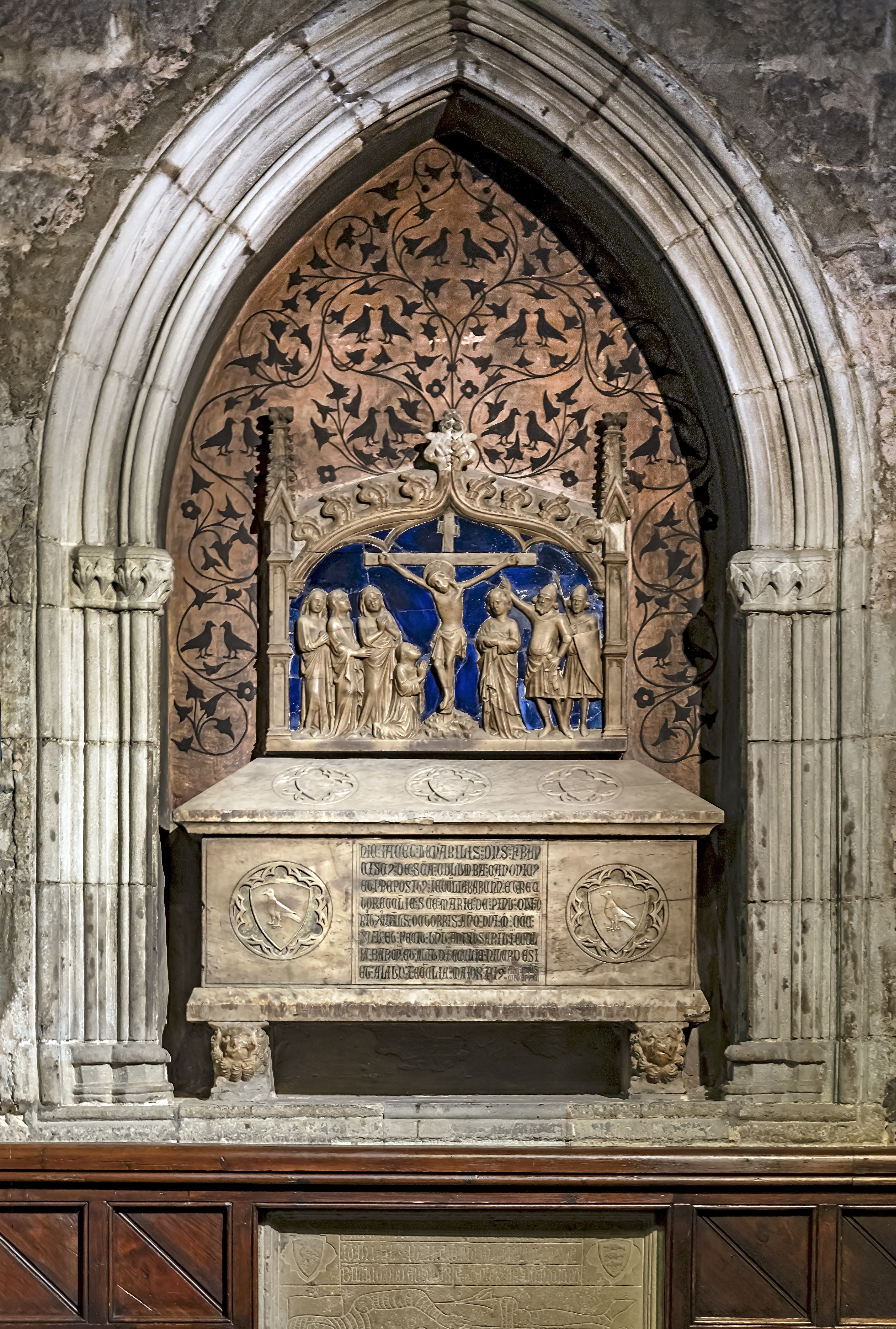
Tombeau de Francesc de Santa Coloma.

### Le dôme
Une caractéristique singulière est que le dôme n'est pas, comme d'habitude, au centre du transept, mais au début  de la nef, adjacente à la façade principale. C'est alors le premier élément architectural que l'on voit dès l'entrée. La façade est érigée sans ses décors en 1417, la construction du dôme a commencé en 1422, mais six ans plus tard est interrompue. Seule la galerie gothique octogonale, les garde-corps et le début des arcs, les clés et les médaillons œuvre décorative étaient terminés par les frères Antoni et Joan Claperós. À la mort de Clément SaperaIl en 1430, la construction a été arrêtée et une plate-forme en bois a été mise en place. Ce n'est qu'en 1906, qu'August Font et Carreras ont terminé le dôme.

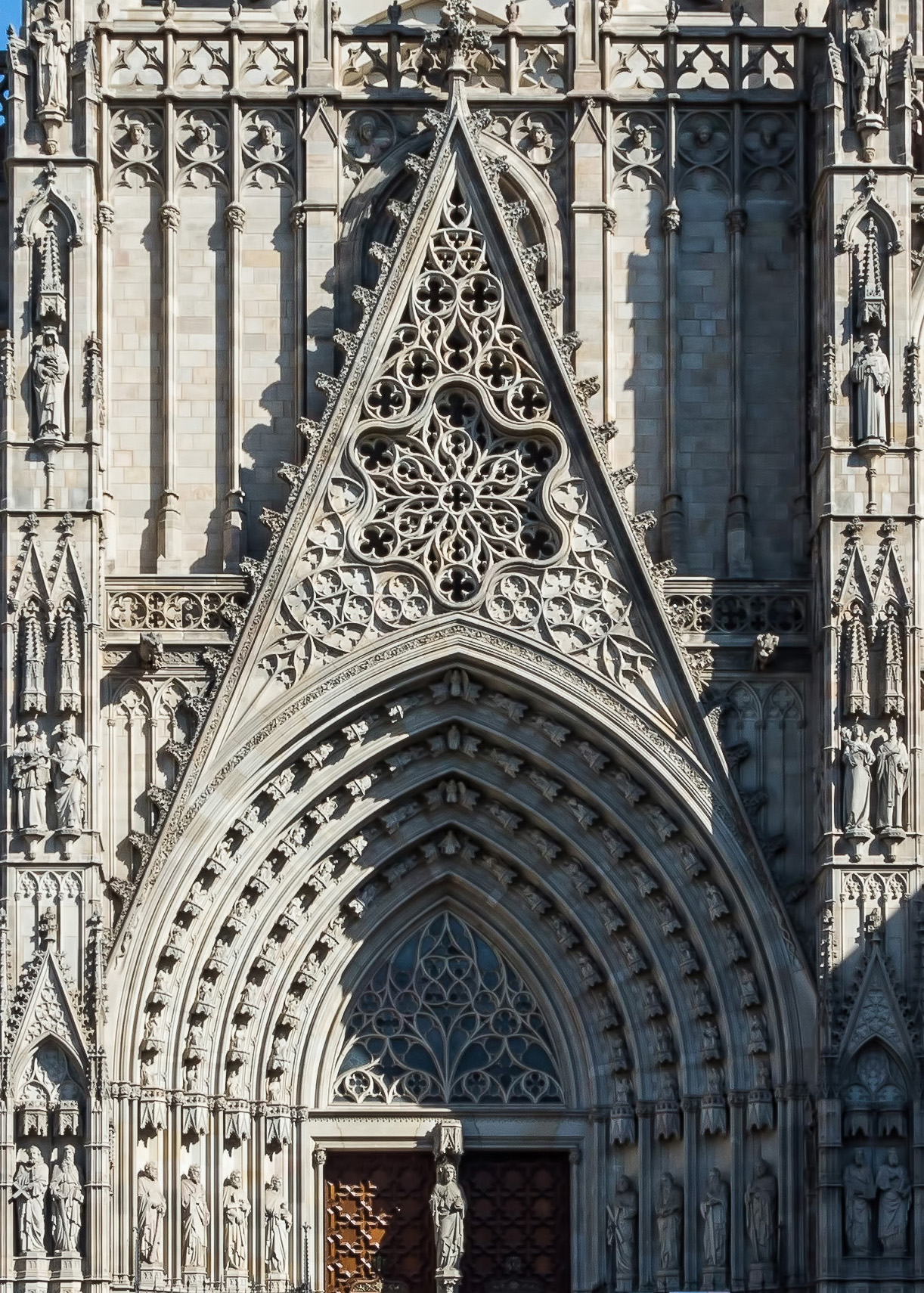
Portail principal.
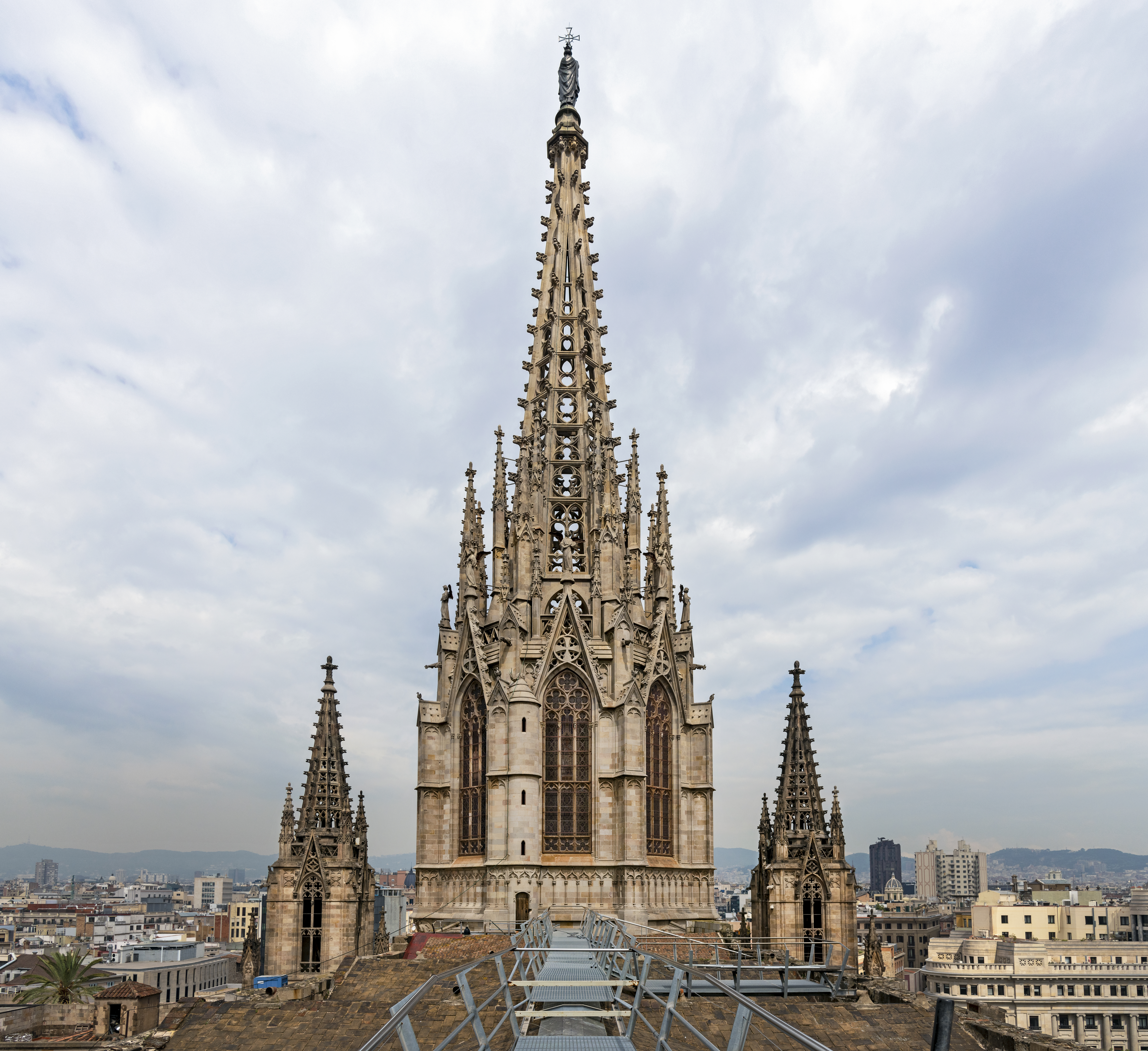
Pinacles de la cathédrale.
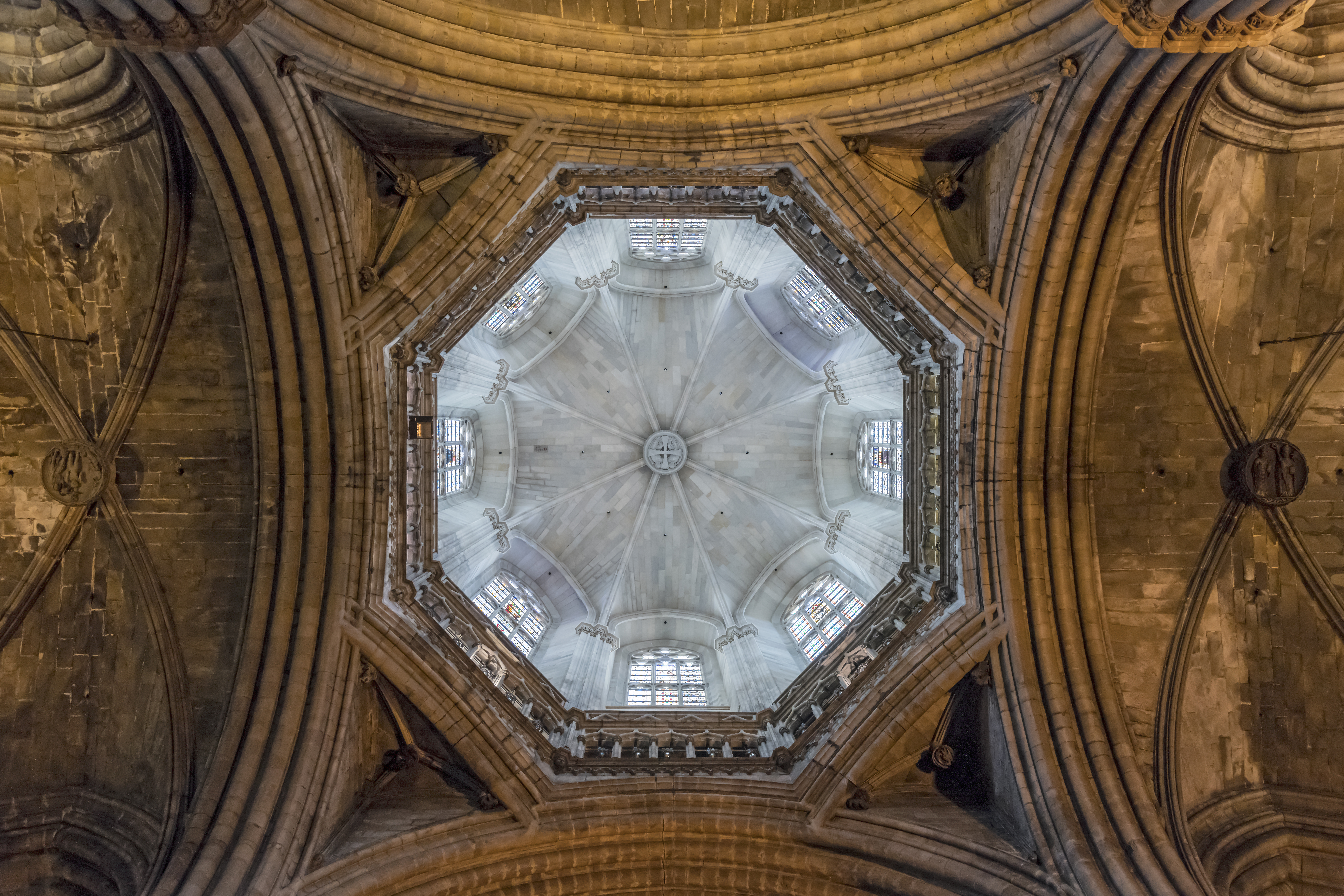
Plafond à l'entrée, vue inférieure du dôme.
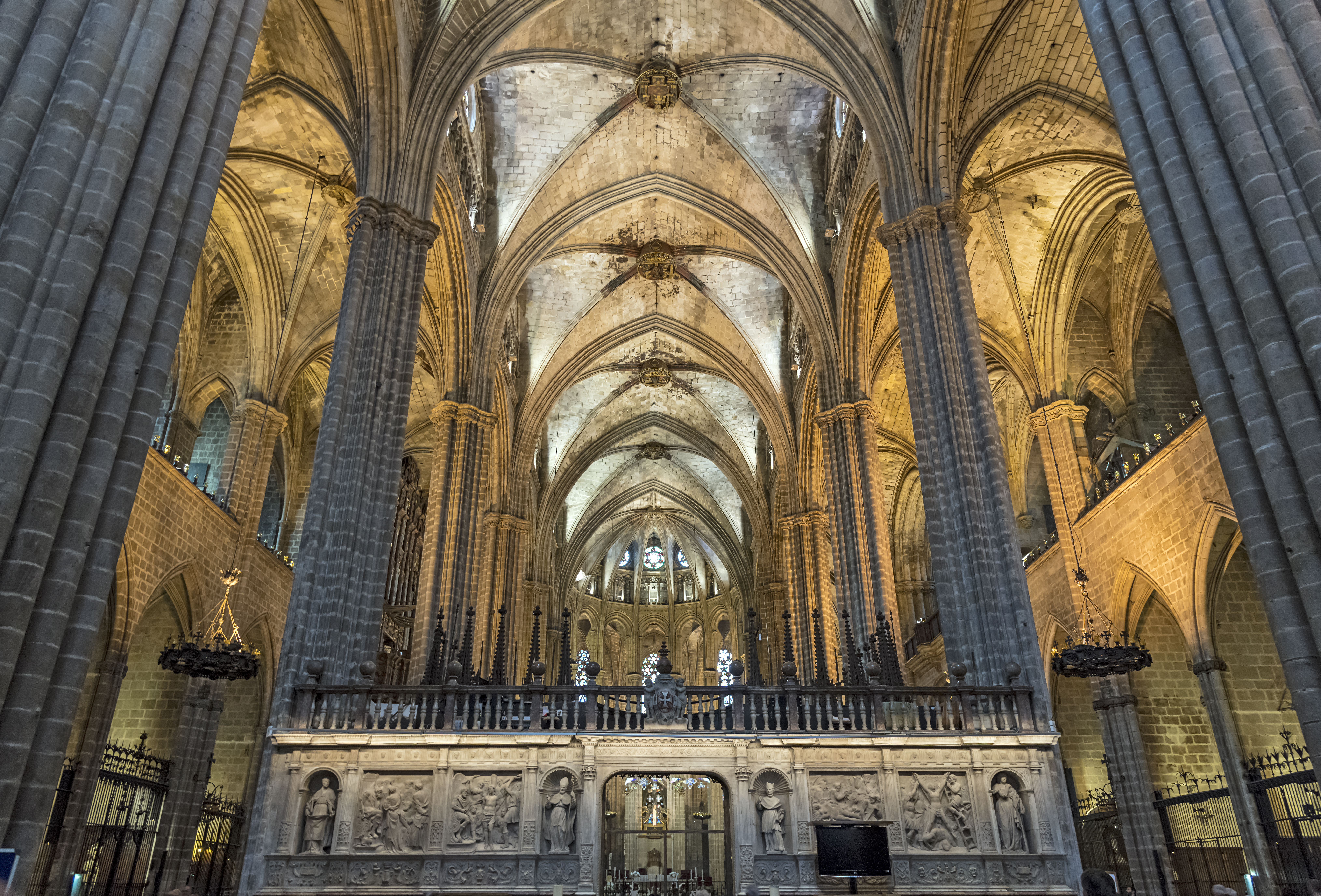
La nef, son vaisseau central et ses deux vaisseaux collatéraux.
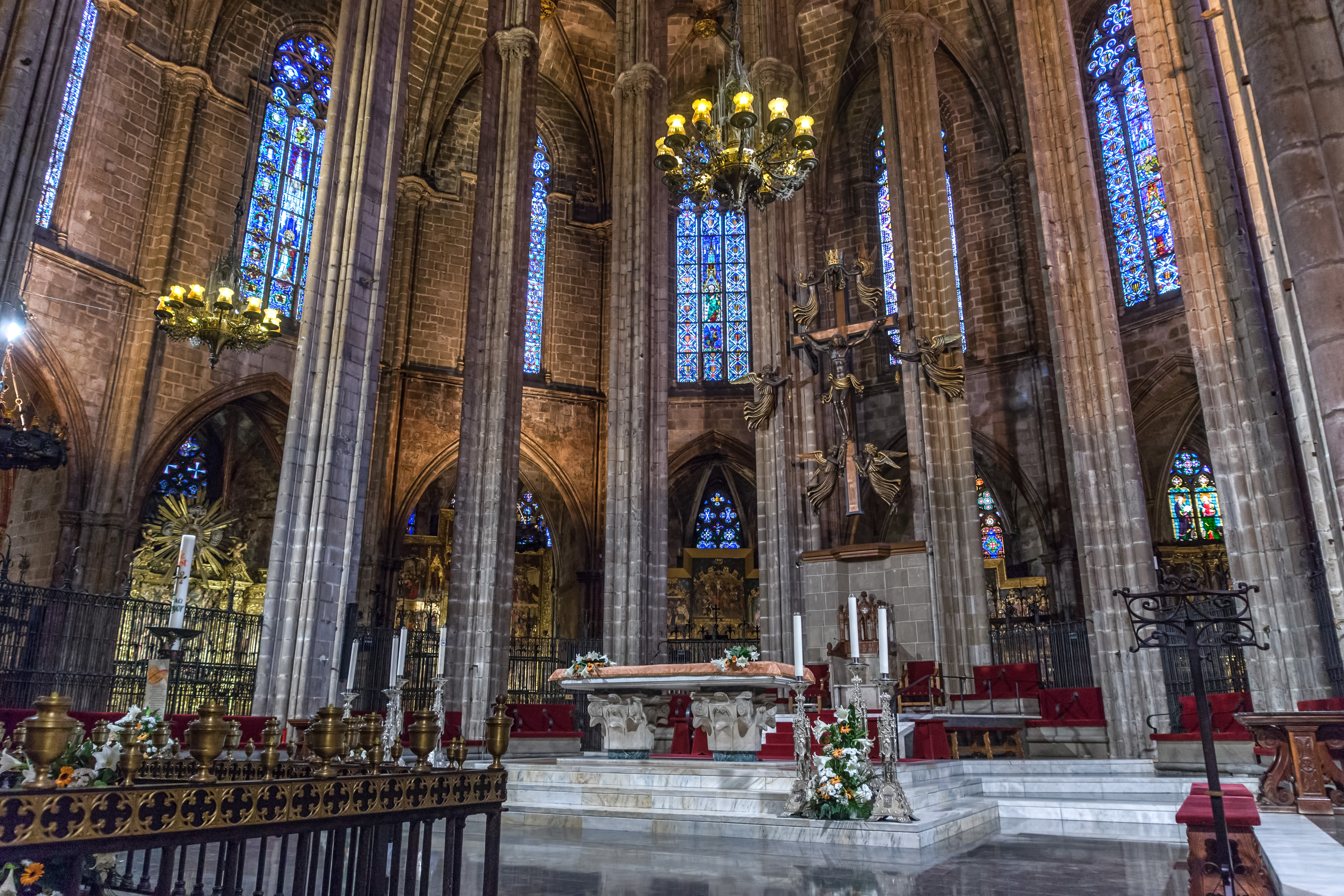
Le chœur.

### La contre-façade
La chapelle Des fonts Baptismaux (côté gauche)
Les fonts baptismaux sont en marbre blanc de Carrare, sculpté par l'artiste florentin Onofre Julià en 1433. L'ornementation en pierre de la porte à droite et le placard à gauche sont d'Antoni Canet en 1405. Le bas-relief, représentant le Baptême du Christ, est un travail du XXe siècle. Sur le côté, une tablette nous apprend que les six premiers Indiens arrivés d'Amérique en Europe, conduits par Christophe Colomb en avril 1493, furent baptisés dans Cette chapelle.
La chapelle de l'Immaculée Conception (côté droit)
La chapelle s'est consacrée à cette invocation en 1848, lorsqu'elle devint le siège de la Confrérie de l'Immaculée. La statue est une copie récente de l'original de Joan Massat en 1603, détruite dans un incendie en 1936. Le musicien Joan Pau Pujol y a été enterré. Sur le mur gauche de la chapelle, le mausolée de l'évêque de Barcelone, Francesc Climent Sapera († 1430) date de 1899.

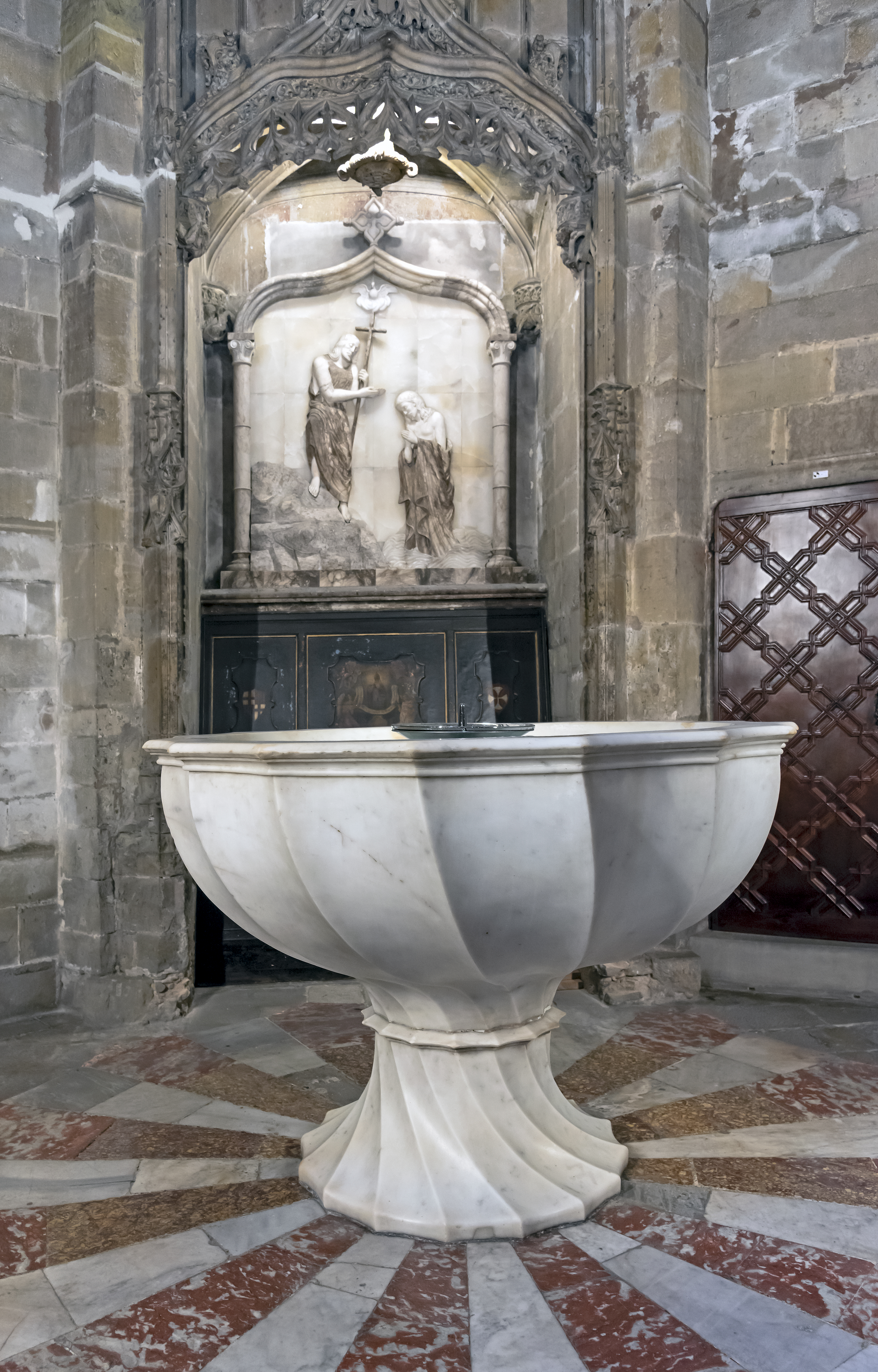
La chapelle Des fonts Baptismaux.
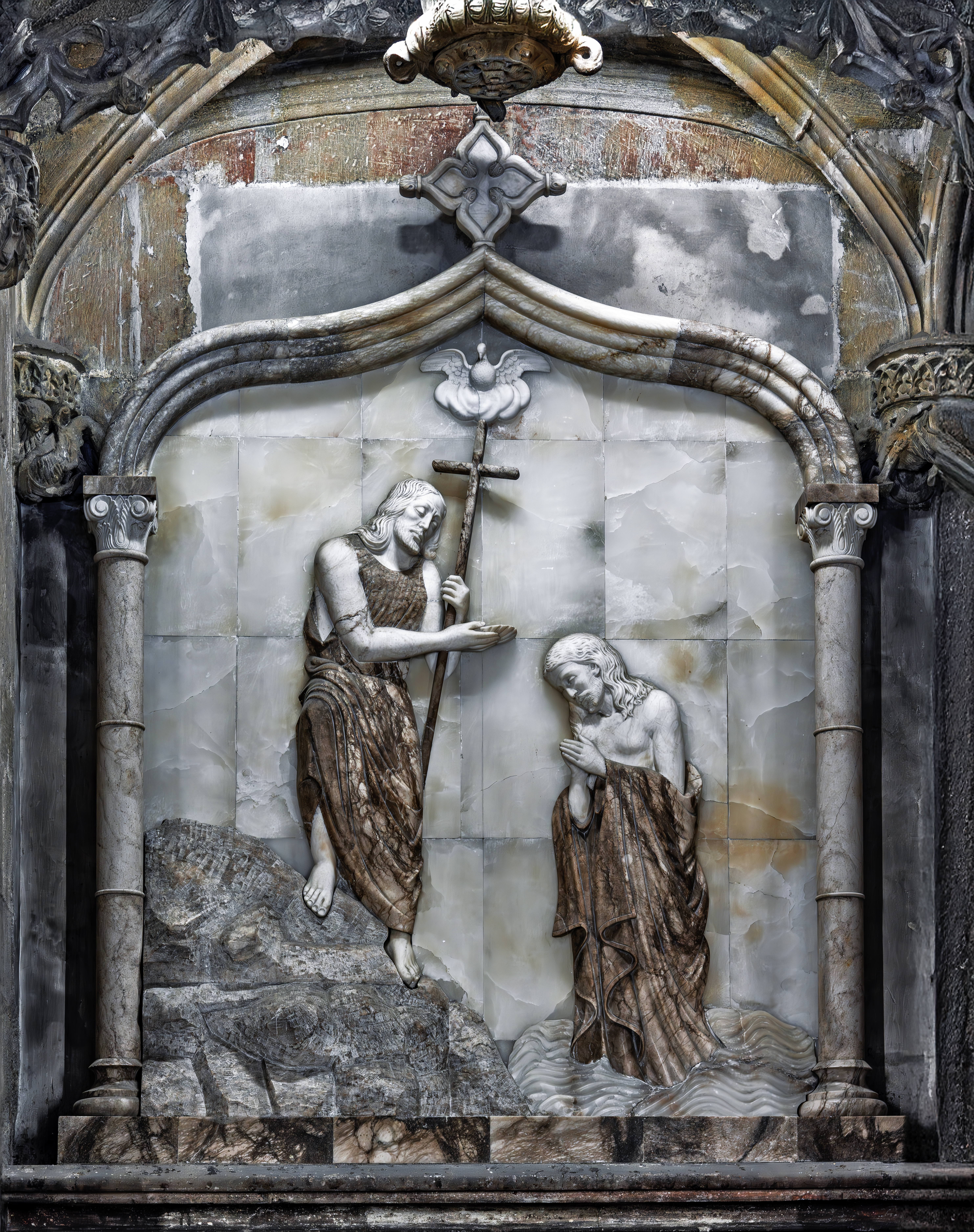
Bas relief du baptême du Christ
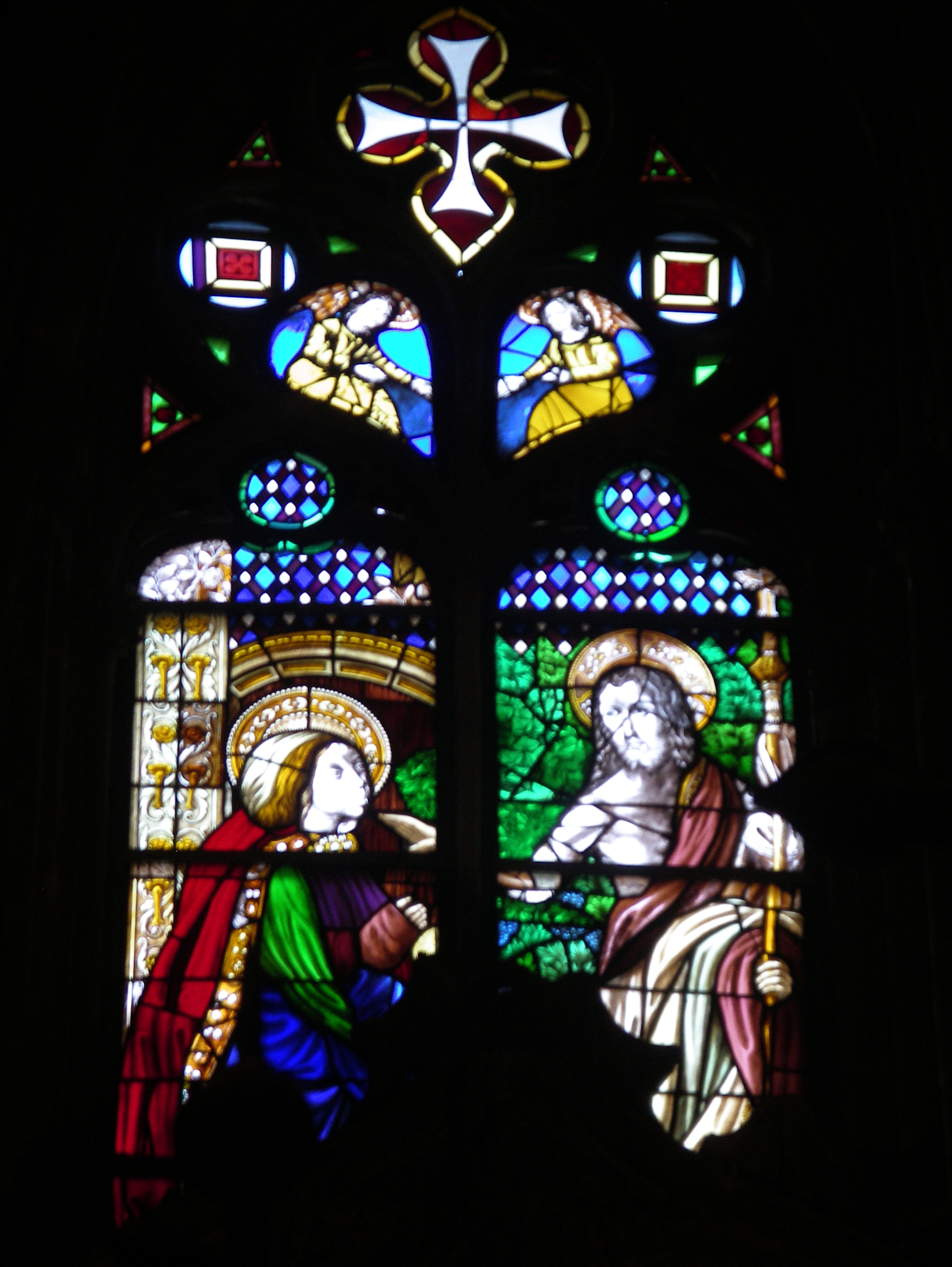
Vitrail de B. Bermejo et G. Fontanet.
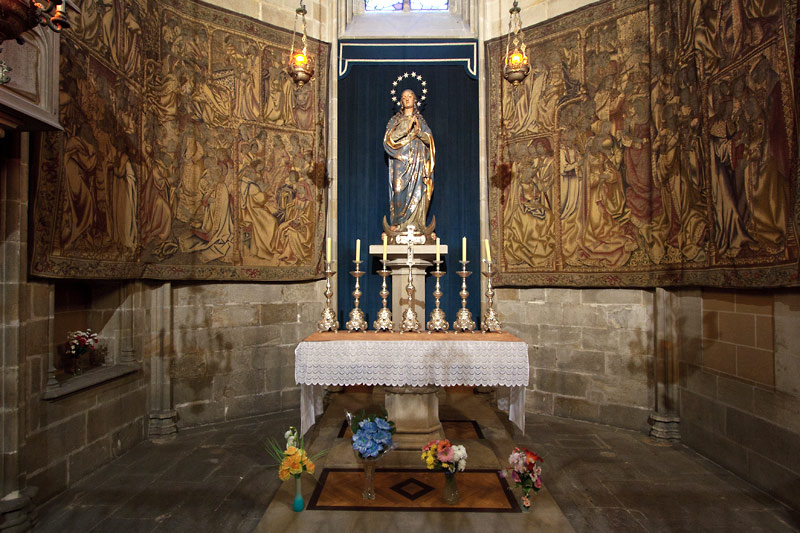
La chapelle de l'Immaculée Conception.

### Les chapelles de gauche

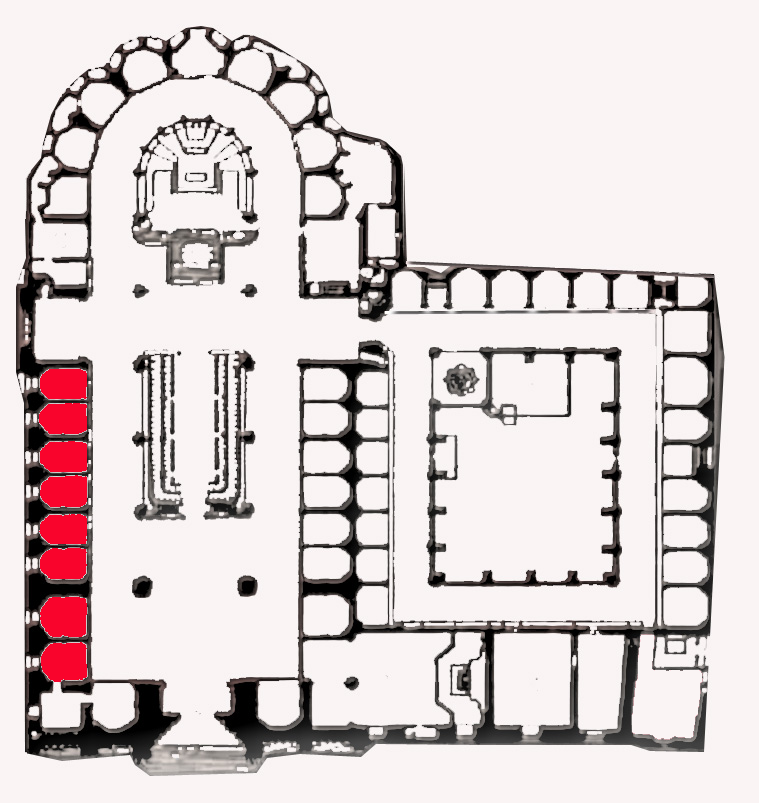
Les chapelles de gauche.

Chapelle de saint Sévère de Barcelone
Première chapelle du côté gauche. Le retable baroque, l'un des plus travaillés de la cathédrale, est l'œuvre du sculpteur Francesc Santacruz et Artigas en 1683. Le charpentier Agustí Llinàs et le doreur Pau Llorenç ont collaboré. Il montre des scènes de la vie du saint.
Chapelle de saint Marc
Son retable gothique primitif a été financé par la guilde des cordonniers de la ville, placé sous l'invocation du saint, et peint en 1346 Arnau Bassa. Il a été transféré à la basilique collégiale de Santa Maria de Manresa, où il est actuellement conservé, et a été remplacé en 1443 par un autre de Bernat Martorell, aujourd'hui disparu, avec une prédelle montrant la Flagellation, par Jaume Huguet. Plus tard, il a été remplacé par le retable baroque actuel par le sculpteur Bernat Vilar terminé en 1683, une date qui apparaît sur les médaillons individuels de chaque côté des portes latérales, et dorée par Josep et Francesc Vinyals entre 1691 et 1692, comme il apparaît dans un médaillon sur l'image du saint. Sur les deux côtés de la chapelle, il y a deux peintures à l'huile de Francesc Tramullas Roig de 1763 : saint Marc écrivant l'Évangile et le Martyre de saint Marc. La voûte et la fermeture supérieure de la chapelle montrent d'intéressantes peintures murales sur toile avec des scènes de la Sainte Cène et du dîner à la maison d'Emmaüs, ainsi qu'un riche répertoire d'anges et de fleurs avec des scènes évoquant l'Eucharistie. Ces peintures sont attribuées à Francesc Tramullas et son disciple Francesc Pla, dit le Vigatà.
Chapelle de Bernardin de Sienne
C'est la dernière chapelle construite pendant la première période de construction. En 1349, elle a été consacrée sous l'invocation de saint Marc. En 1431, cette dernière a été transférée à son emplacement actuel de plus grande capacité. La chapelle fut laissée intacte jusqu'en 1459. Sur son retable actuel, datant de l'année 1705, on peut voir les images de Bernardin de Sienne, de saint Michel Archange et d'Antoine de Padoue. Sur la prédelle, on observe une transfixion de Thérèse d'Avila. Auparavant, il y avait un retable gothique dédié à Bernardin de Sienne et à Michel à l'Archange saint Michel, une œuvre importante de Jaume Huguet  qui est maintenant conservé dans le musée de la Cathédrale.
Chapelle de Notre Dame du Rosaire
Le retable en bois sculpté polychrome date de 1619 par Agustí Pujol. Il est articulé en trois registres et un fronton.
Chapelle de saint Marie Magdeleine, saint Barthélemy et saint Isabelle.
Le retable est l’œuvre Guerau Gener, qui était apprenti à l'atelier de Lluís Borrassà et qui l'a exécuté en 1401. Les treize tableaux représentent les scènes suivantes : dans le corps principal, saint Barthélemy et sainte Isabelle (motif central), Le martyre de saint Barthélemy, sainte Isabelle soignant les malades, Prêche de saint Barthélemy, et miracles posthumes de saint Barthélemy; dans le registre du haut: le calvaire, l'exorcisme de la fille du roi Polem et l'intercession miraculeuse de sainte Isabelle; dans la predelle: l'Annonciation, la Nativité du Seigneur, la Vierge et l'Enfant entre les  saints et anges, l’Épiphanie et la Présentation de Jésus dans le temple.
Chapelle de Saint Sébastien et de sainte Thècle.
Elle possède un retable de style gothique tardif des années 1486-1498, réalisé par Rafael Vergós, Francesc Mestre et Pere Alemany, artistes appartenant à l'atelier de Jaume Huguet. Il se compose de plusieurs tableaux représentant les scènes et les figures suivantes : Jésus parmi les docteurs du temple et sainte Thècle et Saint Sébastien avec le chanoine Joan Andreu Sorts (Registre central) ; sainte Thècle dans la fosse des bêtes féroces, sainte Thècle dans le feu de joie et San Nicaise (registre de droite); Saint Sébastien détruisant les idoles, martyre de Saint Sébastien et San Roc (registre de gauche) ; l'Annonciation; saint Michel Archange, sainte Marie Madeleine, Ecce Homo, saint Jean l’évangéliste et sainte Barbara (Prédelle) ; et saint Jean Baptiste et saint André (de parte et d’autre de l’autel).
Chapelle de saint Marie de la Joie
Retable néogothique du sculpteur catalan Josep Maria Camps i Arnau de 1945.
Chapelles de la Vierge de Montserrat.
Retable a une stature d'albâtre de 1945, réplique de la Moreneta, installé avant un travail pictural de l'année 1940.

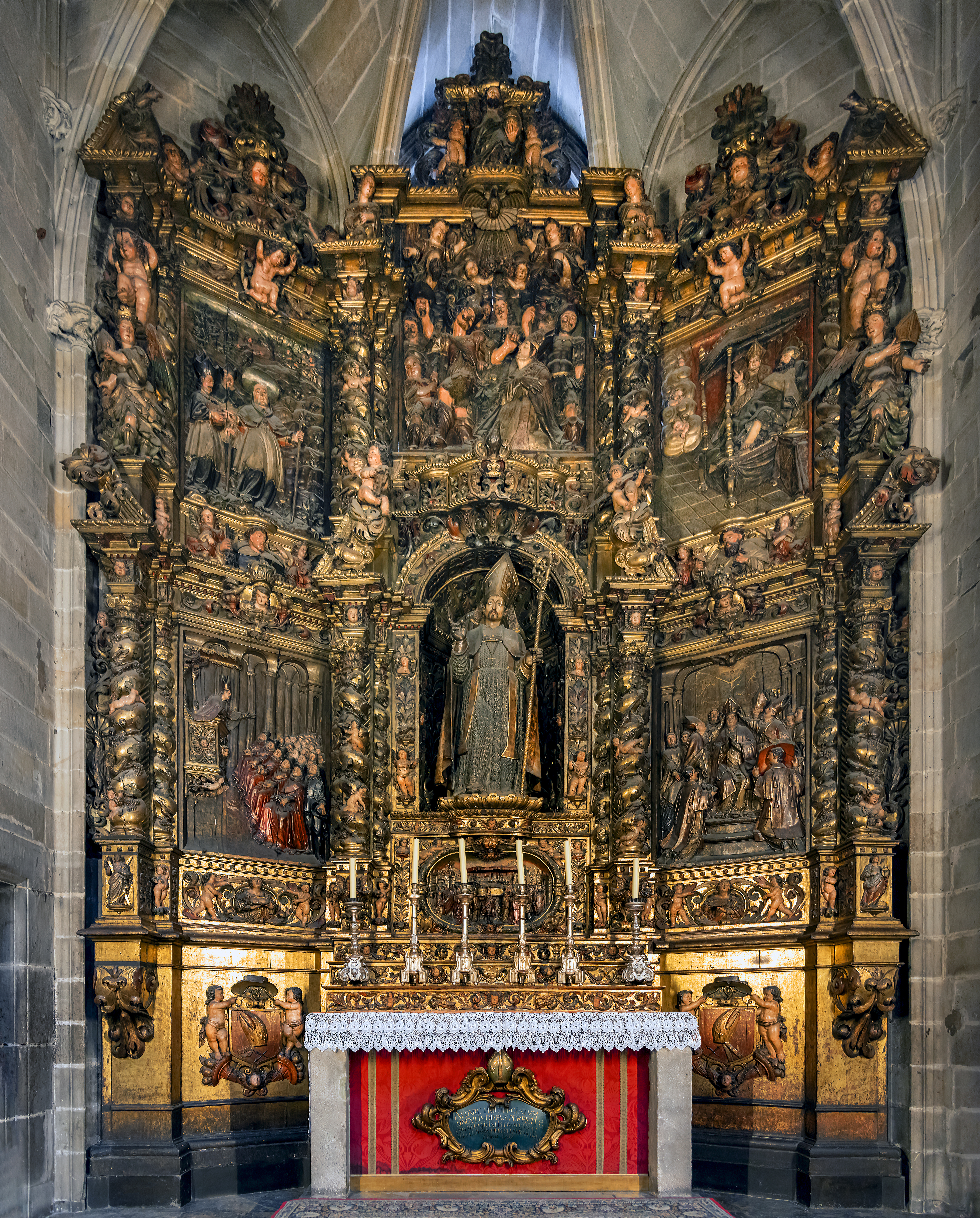
La chapelle de Sévère de Barcelone.
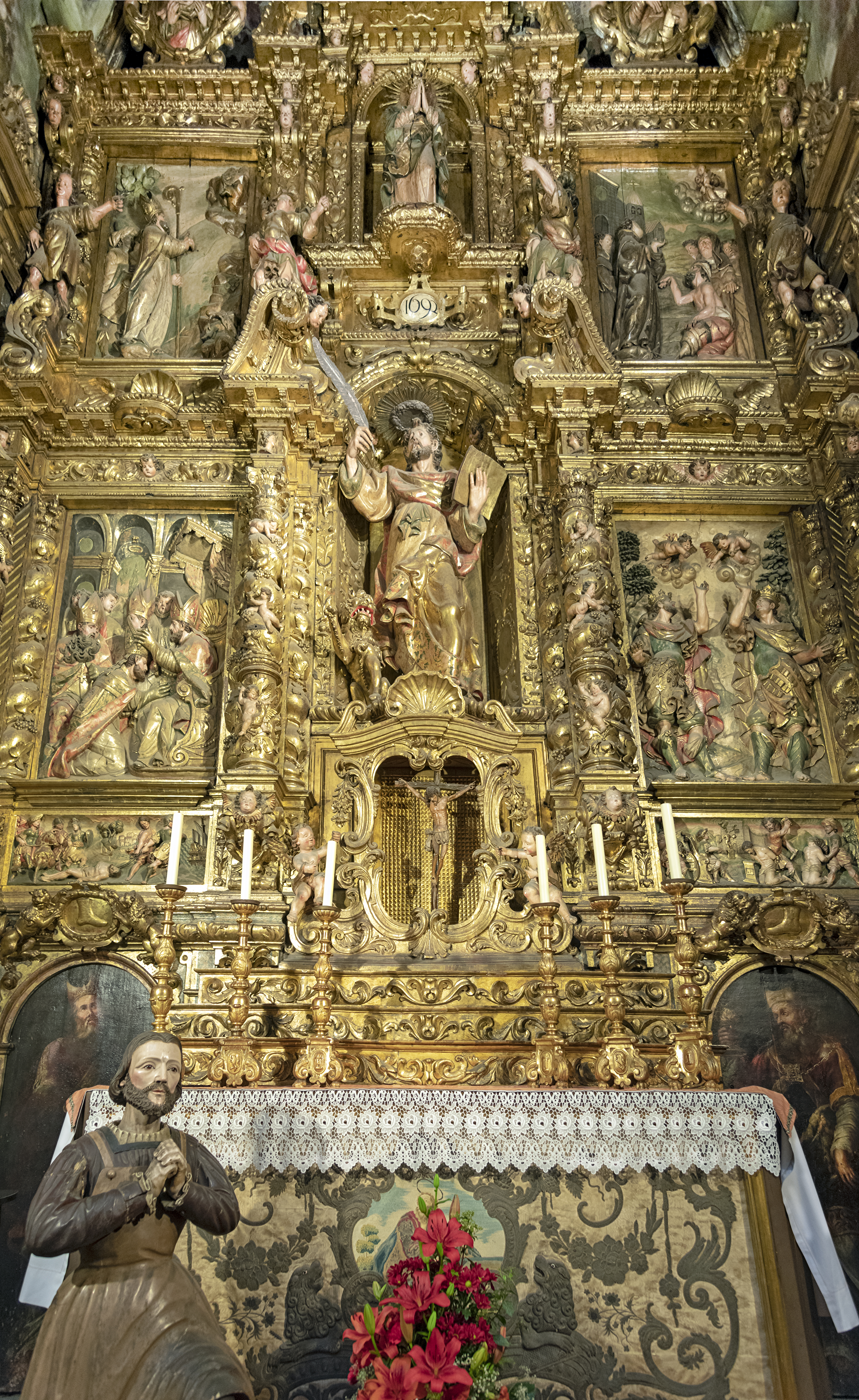
La chapelle de saint Marc.
La chapelle de Bernardin de Sienne.
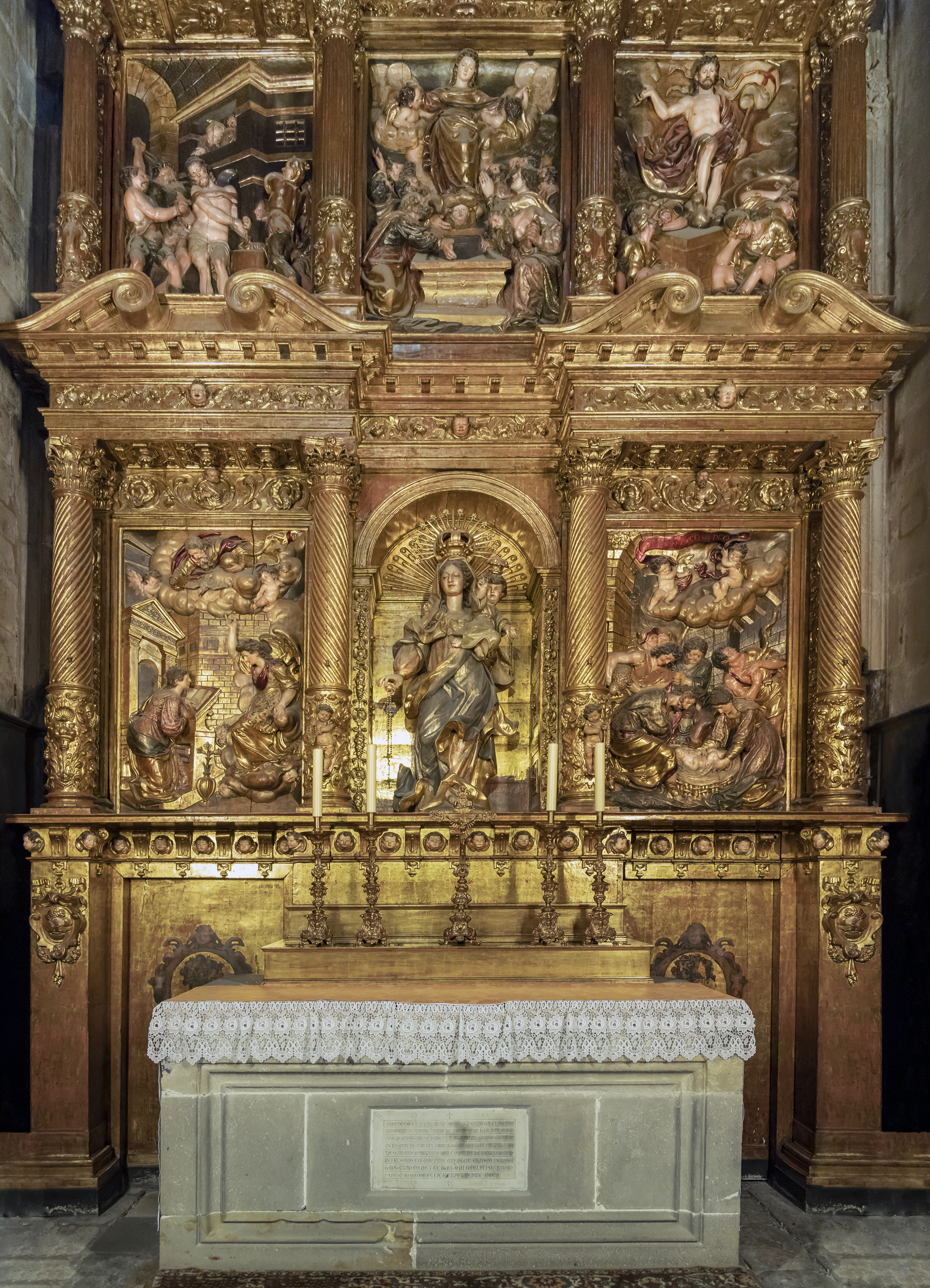
La chapelle de Notre Dame du Rosaire.
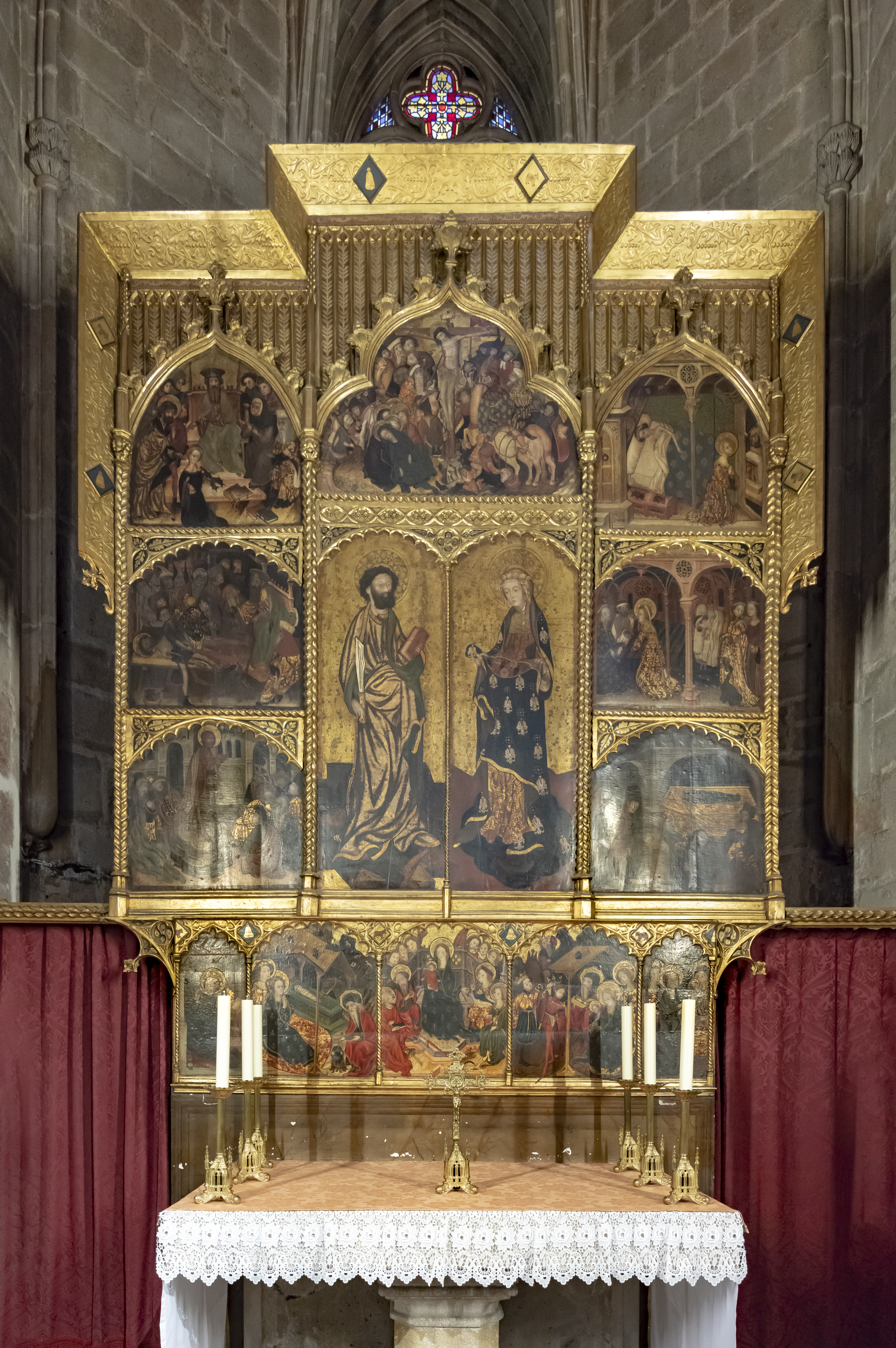
Chapelle de saint Marie Magdeleine, saint Barthélemy et saint Isabelle.
Chapelle de Saint Sébastien et de sainte Thècle.
Chapelle de saint Marie de la Joie.
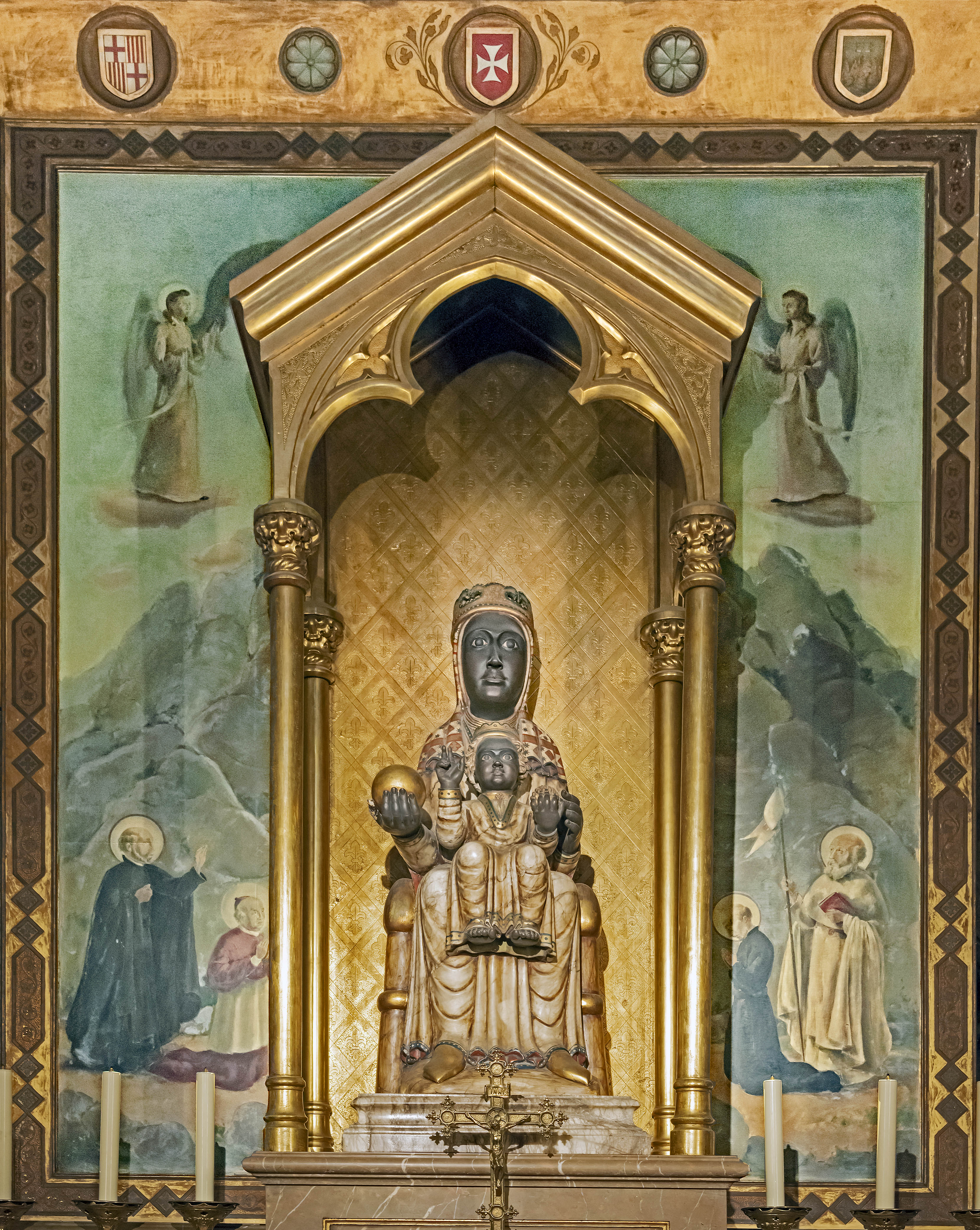
Chapelle de la Vierge de Montserrat.
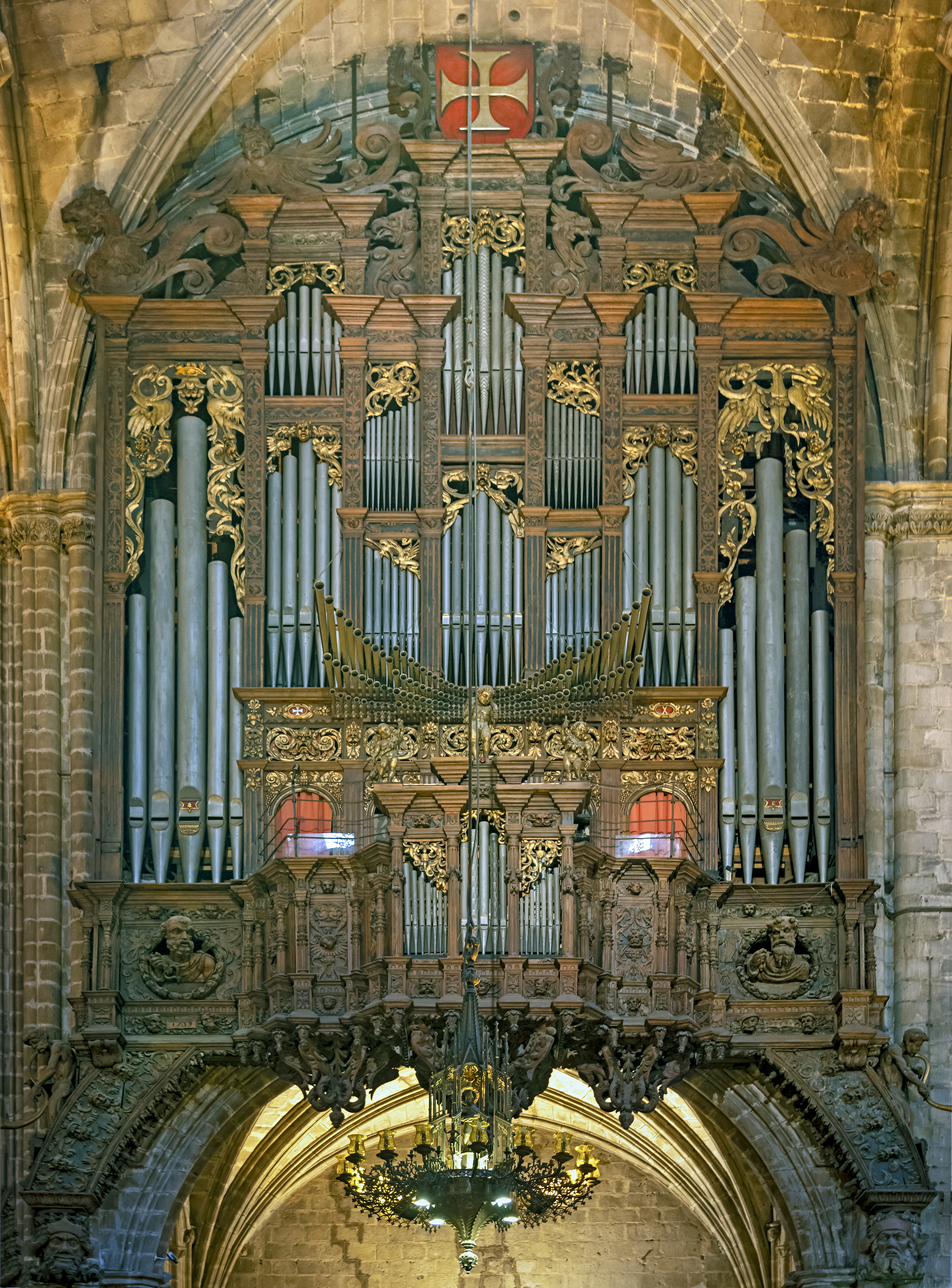
L'orgue.

### L'orgue
Il existe une documentation relative à un premier orgue datée de 1259, l'instrument actuel a vu sa construction débuter en 1538 pour se termine en 1540. Le projet d'origine est dû au facteur d'orgues Peter Flamench et Antoni Carbonell. Il a été installé sous le clocher de la porte de Saint Jean.

### Les chapelles du déambulatoire

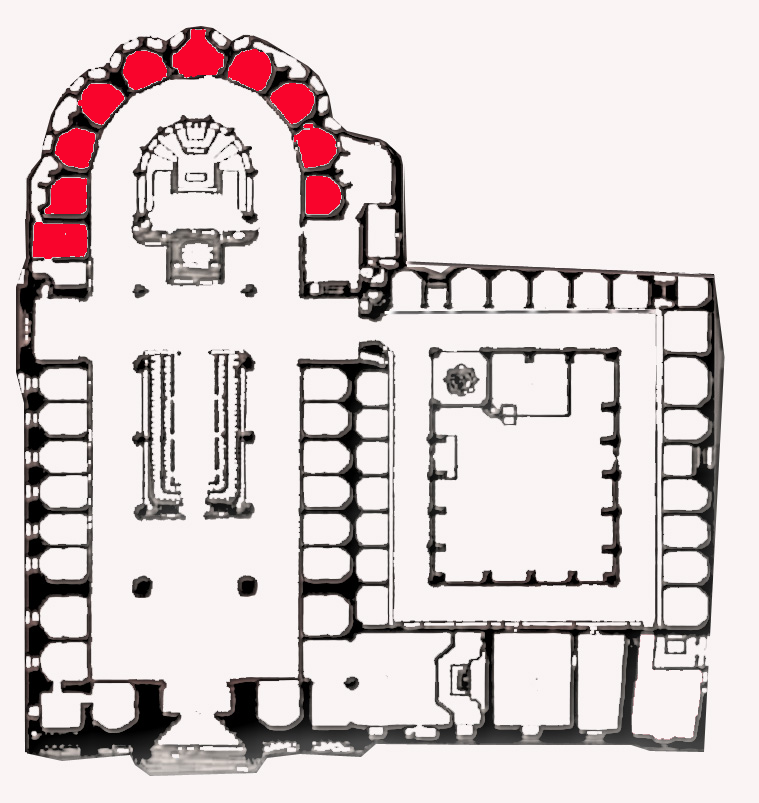
Les chapelles du déambulatoire.

Décrite dans le sens horaire
Chapelle des Saints Innocents
Elle est située derrière la porte de Saint Jean ; Sur son autel il y a une boîte en argent du XVe siècle contenant des reliques que le doge de Venise a donné à Jean le Grand à condition qu'elles soient conservées dans la cathédrale de Barcelone. Le retable de la chapelle, construit vers 1709, est l'œuvre du sculpteur Marià Montanya et des peintures sont de Joan Gallart (vers 1670-1714). Le tableau du retable (Huile sur toile) est une œuvre baroque de Joan Gallart autour de 1709-1711 La Vierge Marie entre saint Joachim et sainte Anne surmontés du Christ et du Père éternel.
Sur le mur de droite, le monument funéraire de l'évêque Ramon d'Escales (1386-1398), œuvre du sculpteur Antoni Canet en 1409.
Chapelle du Sacré-Cœur de Jésus.
La statue est du sculpteur Vicenç Vilarrubias faite en 1940.
Chapelle de la Mercè (chapelle de Notre-Dame de la Miséricorde).
Ou chapelle de l'invocation de Saint Pierre Nolasque. Le retable baroque est du sculpteur Joan Roig (père) en 1688. Le groupe de sculptures central représente le culte du roi Jaume I à la Vierge de la Miséricorde’’. Dans cette même chapelle, le peintre Pasqual Bailon Savall a en 1688 quatre tableaux:  Le Père éternel, le Pape San Silvestre administrant le baptême à Constantín, La vision de Saint Pierre Nolasque et La prédication de Saint Ramon dans la cathédrale de Barcelone devant Jaume I, aujourd'hui non visible dans la chapelle.
Chapelle de Saint Claire d'Assise et Sainte Catherine de Sienne
Le retable de l'année 1456 a été fait par Pedro García de Benavarre sauf la prédelle qui est de Miquel Nadal. Sur les murs latéraux, deux toiles de Francesc Tramulles Roig : Le martyre de saint Etienne et La libération de Galceran II de Pinós par saint Etienne.
Chapelle de saint Pierre
Elle a des peintures sur les murs latéraux avec des scènes de la vie de saint Pierre. Le retable est dédié à saint Martin de Tours et à saint Ambroise de Milan ; Il a été créé par Joan Mates en 1415, avec un caractère franco-flamand marqué. Il présente huit peintures au somme le Calvaire ; au centre saint Martin et saint Ambroise ; La naissance de Saint Ambroise et le miracle de l'essaim d'abeilles ; Rêve miraculeux de saint Martin ; Consécration de saint Ambroise comme évêque de Milan ; saint Martin fendant son manteau ; Consécration de saint Martin comme évêque de Tours ; Prédication de saint Ambroise.
Chapelle de sainte Héléne
Dans cette chapelle était jusqu'en 1932 le Saint-Christ de Lépante,. Le retable actuel, était autrefois dans le cloître. Il est dédié à San Gabriel Archange et intègre 18 peintures (tempera sur bois) par Lluís Borrasà, peintes entre 1381 et 1390. Les titres sont les suivants : le Calvaire ; L'Annonciation La vision de San Daniel de la lutte entre la chèvre et l'agneau ; Apparition de l'ange sur la rivière Hidekel ; Doute de San José ; Révélation de l'ange à Daniel ; Annonce à Zacarías de la naissance de saint Jean-Baptiste ; Annonciation aux pasteurs ; Avis de l'ange aux rois d'Orient ; Prière dans le jardin des Oliviers ; La fuite en Egypte; Les trois Maries avant le sépulcre ; Annonciation du transfert de la Mère de Dieu ; Nativité L'épiphanie; Présentation au Temple Dormition et couronnement de la Mère de Dieu. Sur les côtés de la chapelle, il y a deux peintures à l'huile d'auteur anonyme du XVIIIe siècle : Le couronnement des épines et la prière dans le jardin des oliviers.
Chapelle de saint Jean le Baptiste et saint Joseph.
C'était la chapelle de la guilde des charpentiers ; son patron était saint Jean jusqu'au dix-septième siècle, quand il a changé par saint Joseph. Le retable Renaissance dédié à saint Jean le Baptiste est anonyme, et date de l'année 1577. Il est réalisé en sculpture sur bois polychrome. les images et les scènes suivantes (sont énumérés de haut en bas et de gauche à droite : Baptême de Jésus ; Annonciation à saint Zacharie de la naissance de saint Jean ; Naissance de saint Jean et  saint  Jean le Baptiste ; Visitation de la Vierge Prédication de saint Jean ; L'arrestation de saint Jean; Emprisonnement de saint Jean ; Fête d'Hérode ; Décapitation de saint Jean ; Prière de Jésus dans le jardin ; La flagellation de Jésus ; Saint Joseph avec l'enfant ; Couronnement d'épines ; Chemin du Calvaire Saint Joseph ; saint Jean le Baptiste.
Chapelle de la transfiguration.
Également appelée chapelle de saint Benoît. Le retable, l'une des pièces gothiques les plus importantes de la cathédrale, a été réalisé par Bernat Martorell de 1445 à 1452 et commandé par l'évêque Simó Salvador († 1445). Sur le mur de gauche, il y a le mausolée de l'évêque Ponç de Gualba († 1334) couronné d'un calvaire par Jaume Cascalls. Sur le mur de droite, une sculpture de saint Benoît de Nursie.
Chapelle de la Visitation.
C'est le chanoine Nadal Garcés qui a commandé le retable (1466-1475) à un auteur qui nous est aujourd'hui inconnu. C'est un triptyque avec la scène de la Visitation et les portraits de saint Luc l’évangéliste et de saint Sébastien Martyr.
Chapelle de Saint Antoine le Grand
Cette chapelle a appartenu à l'union des négociants et le retable baroque qui honore le saint date de 1690-1712. Le travail sculptural est attribué à Joan Roig père et fils, tandis que la dorure est l'œuvre de Joan Moixi.

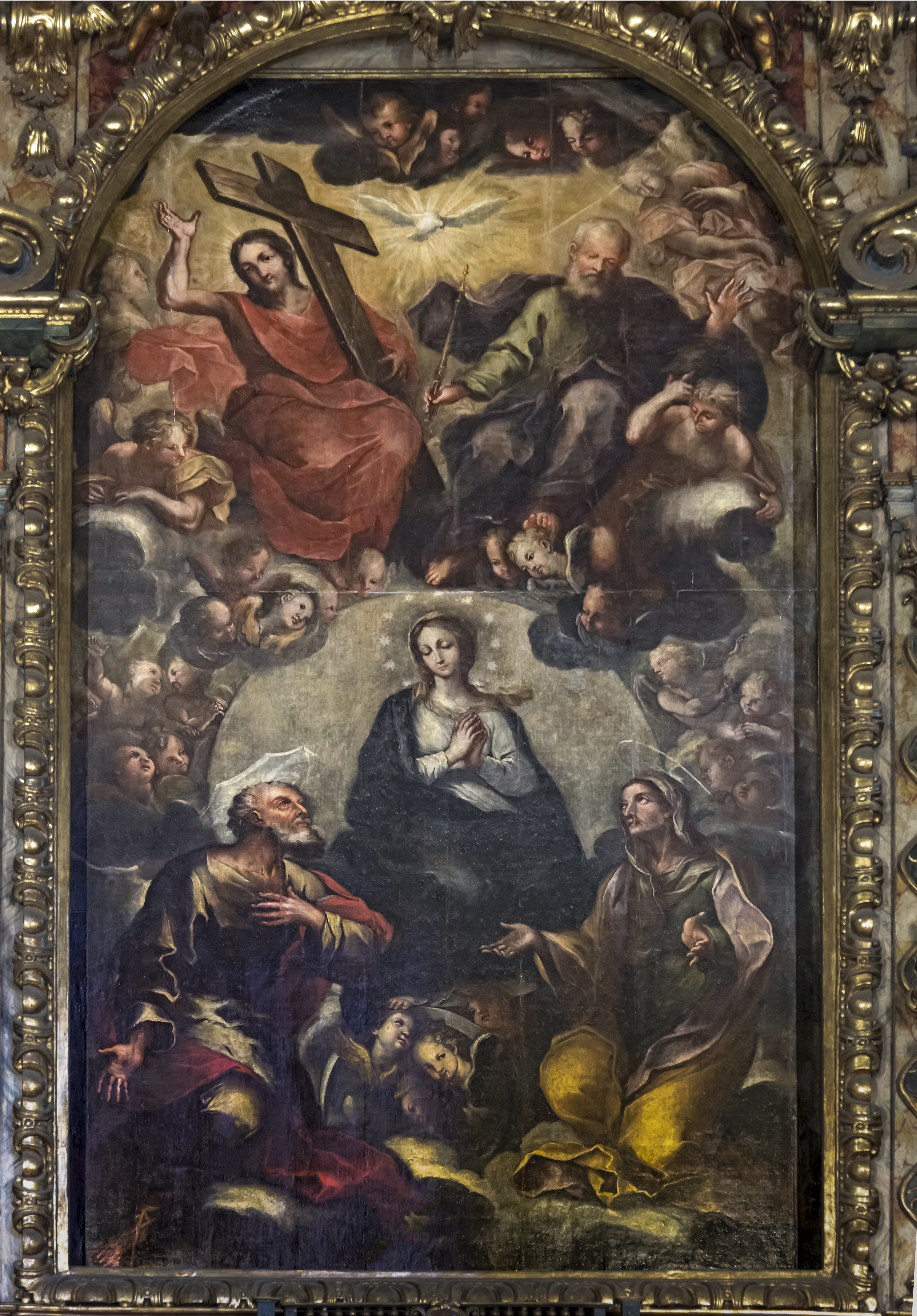
La Vierge Marie entre saint Joachim et sainte Anne surmontés du Christ et du Père éternel.
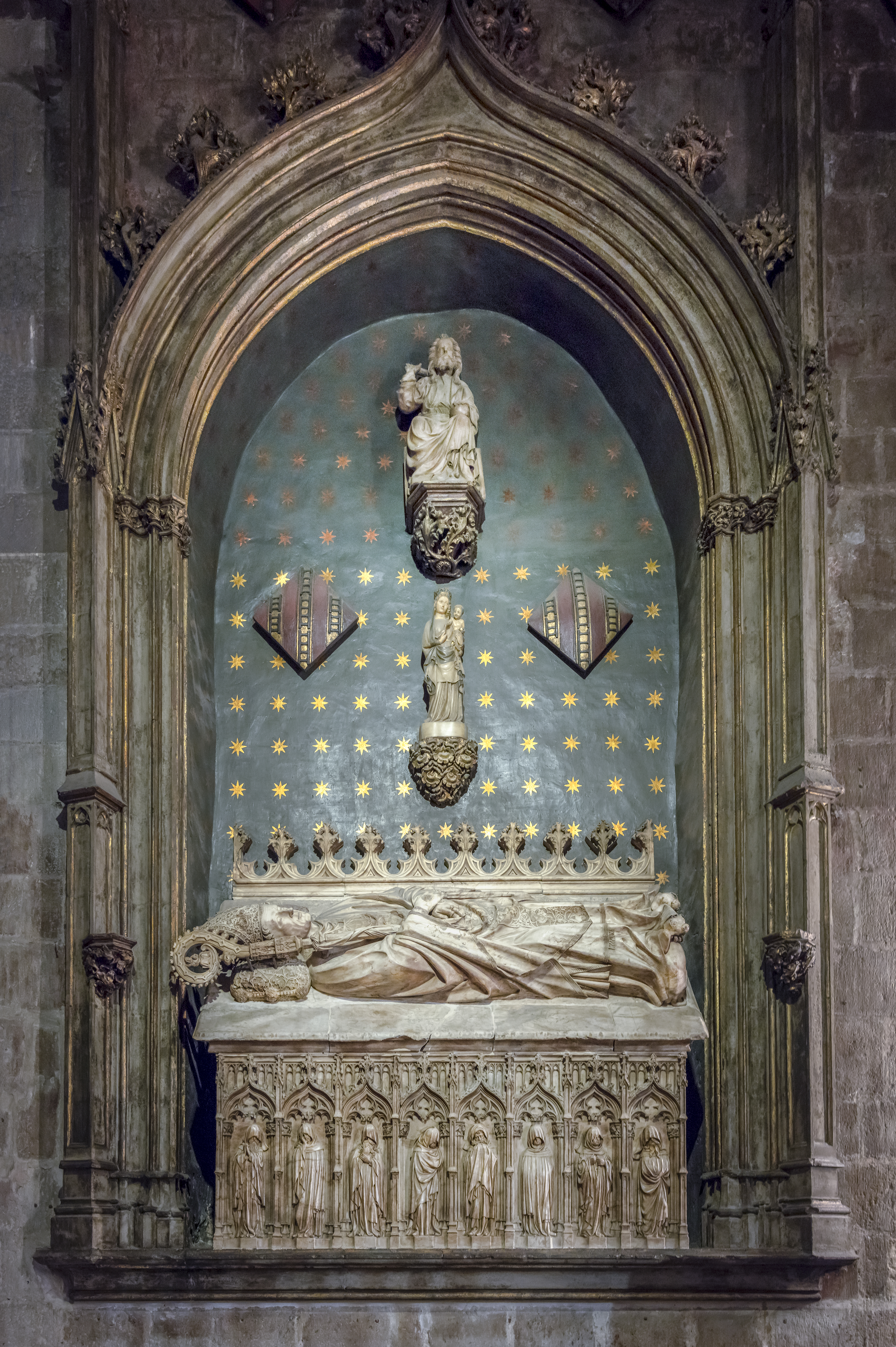
Chapelle funéraire de Ramón de Escales par Antoni Canet.
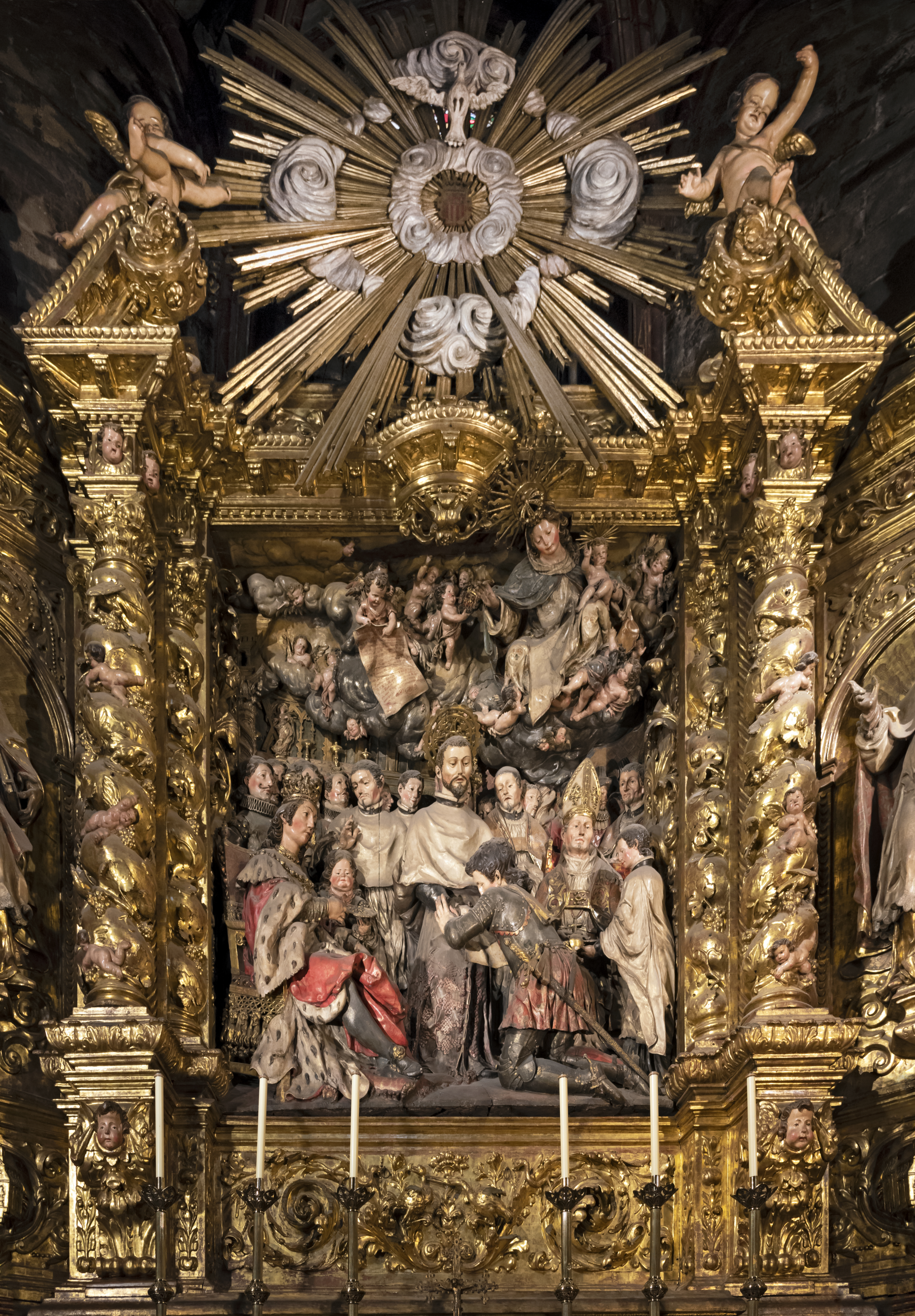
Retable de la Fondation de l'Ordre de la Miséricorde par Joan Roig 1688.
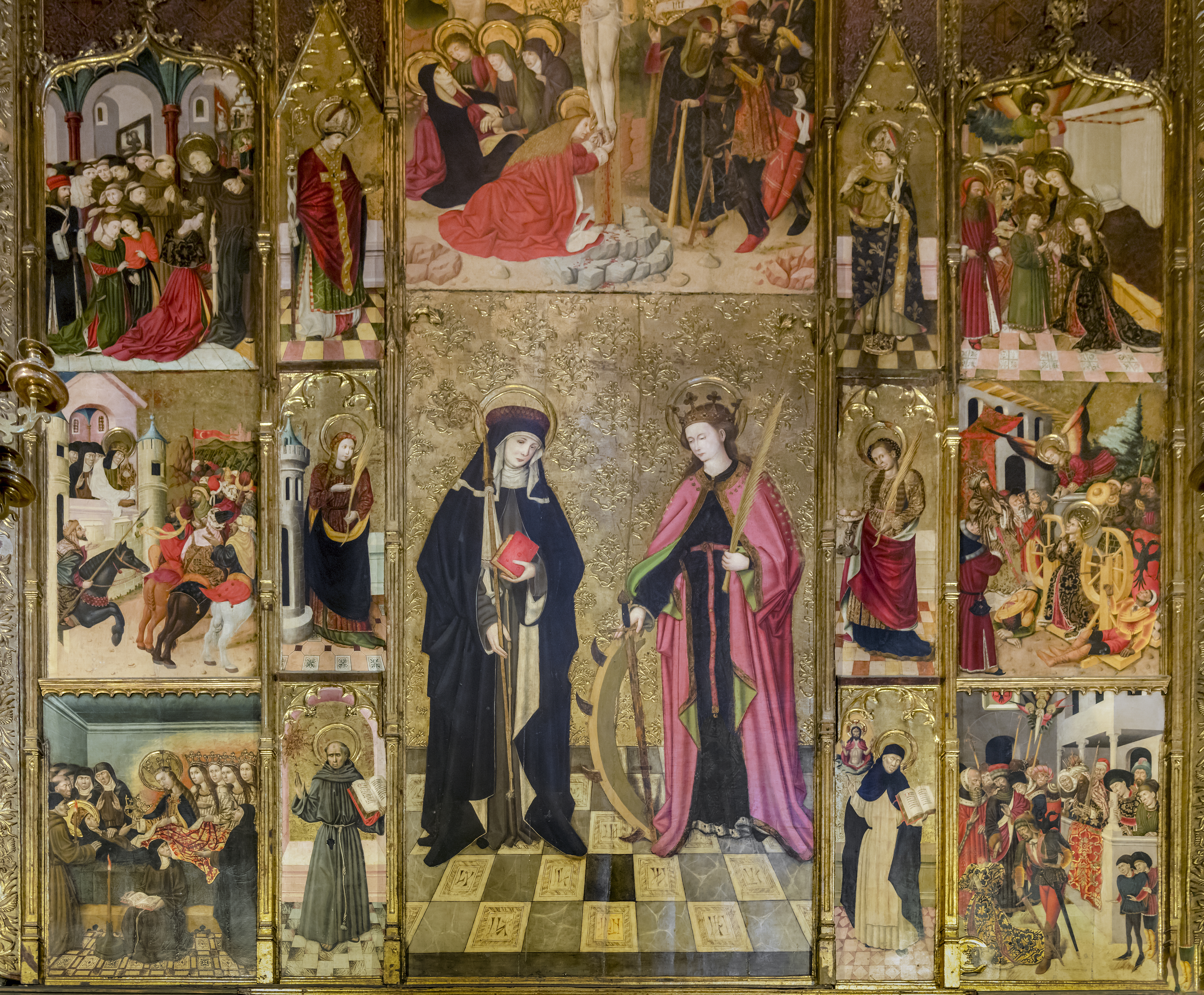
Claire d'Assise et Catherine d'Alexandrie - Retable par Pedro García de Benavarre.
Retable de saint Martin et saint Ambroise par Joan Mates.
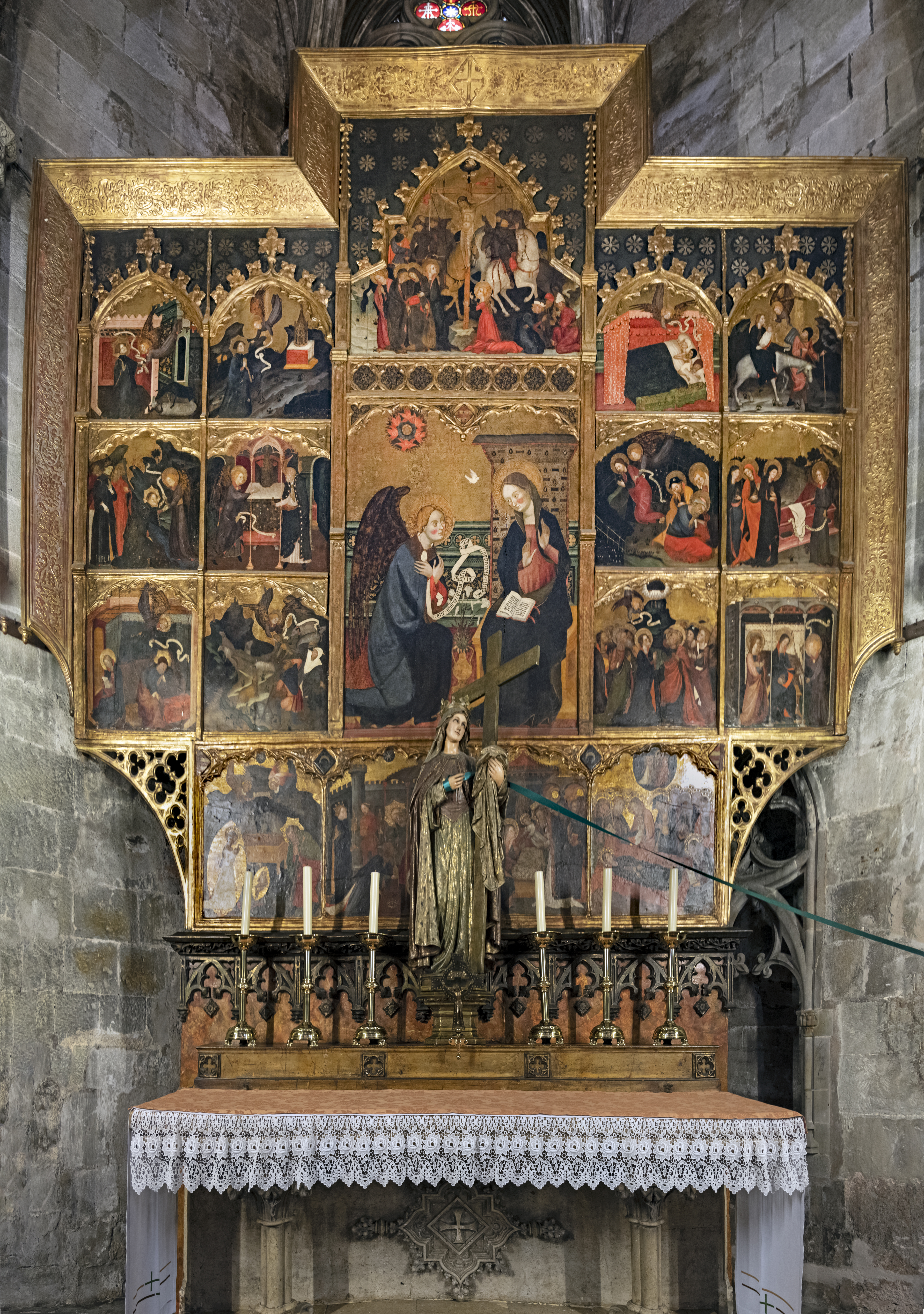
Retable de L’archange Gabriel par Lluís Borrassà.
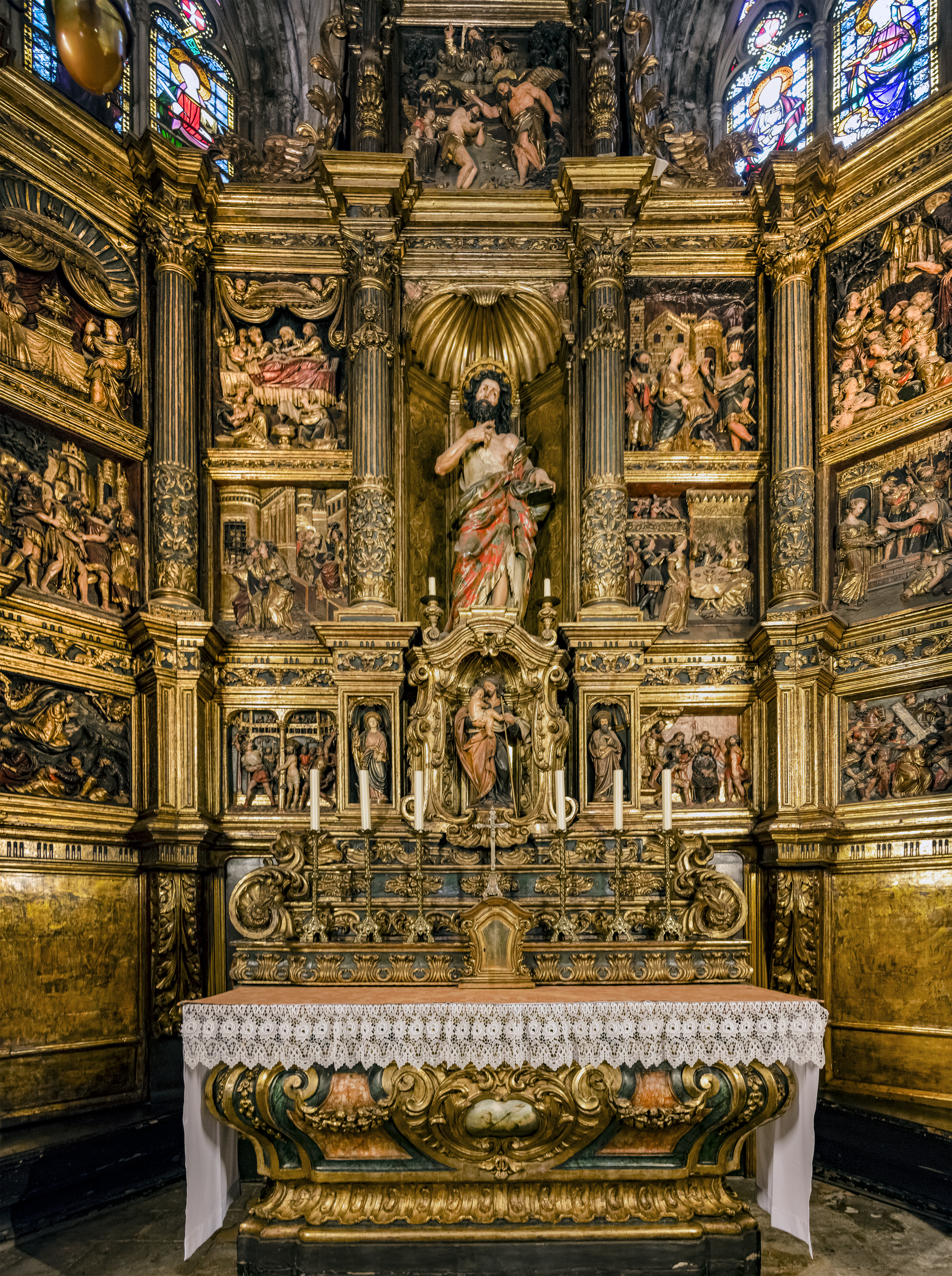
Chapelle de saint Jean le Baptiste et saint Joseph.
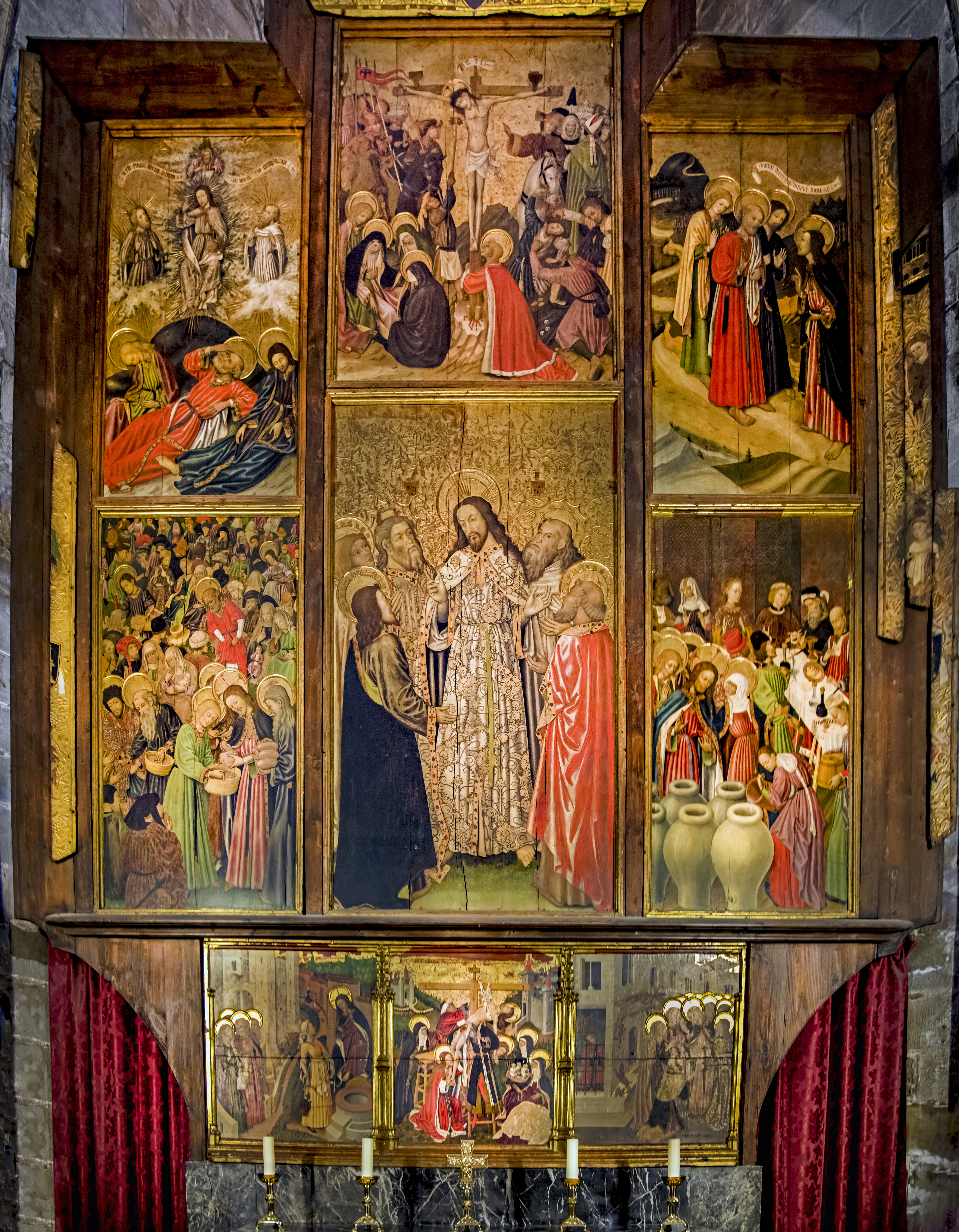
Le retable de la Transfiguration.
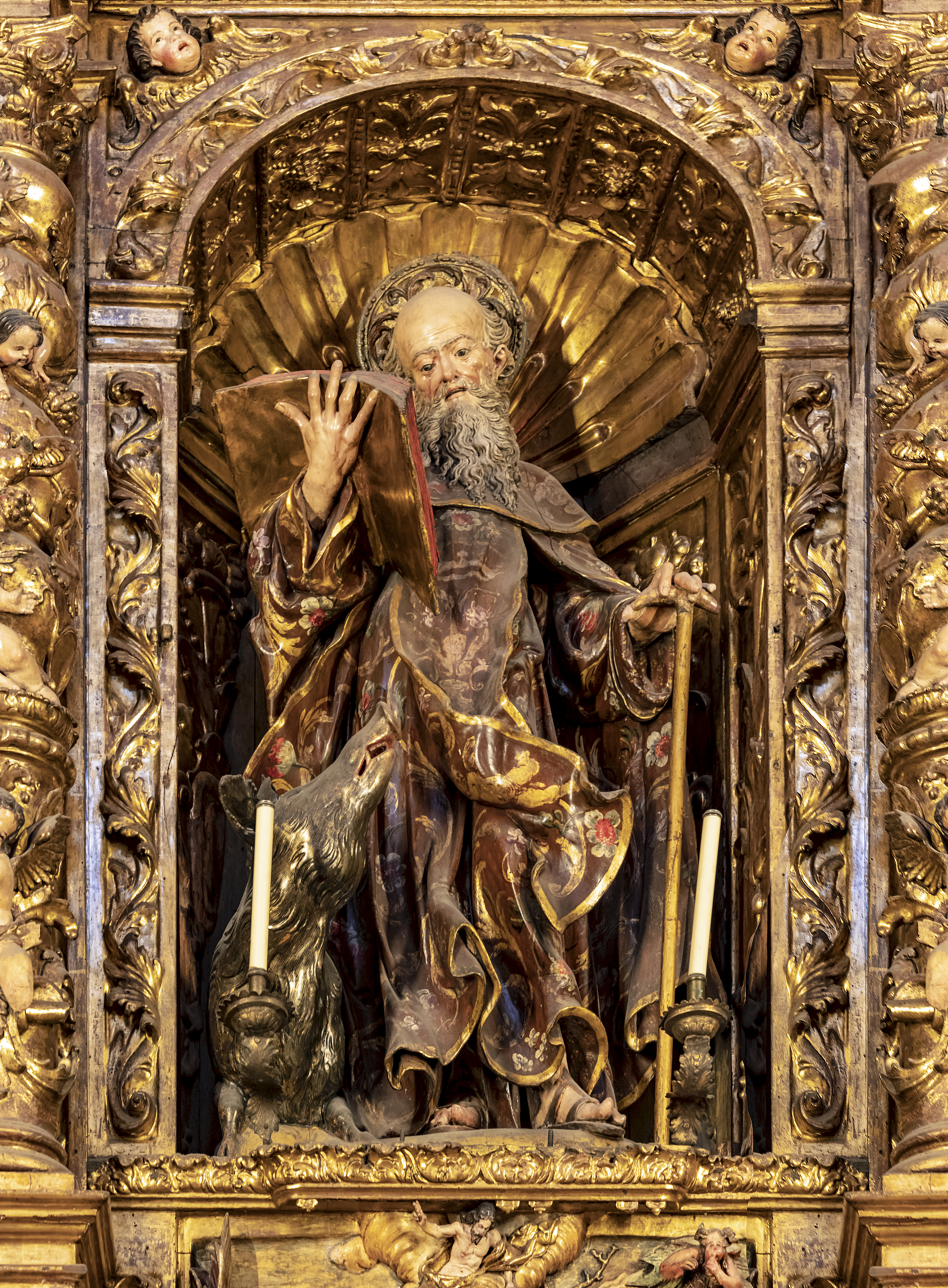
Retable de saint Antoine le Grand.

### Les chapelles de droite

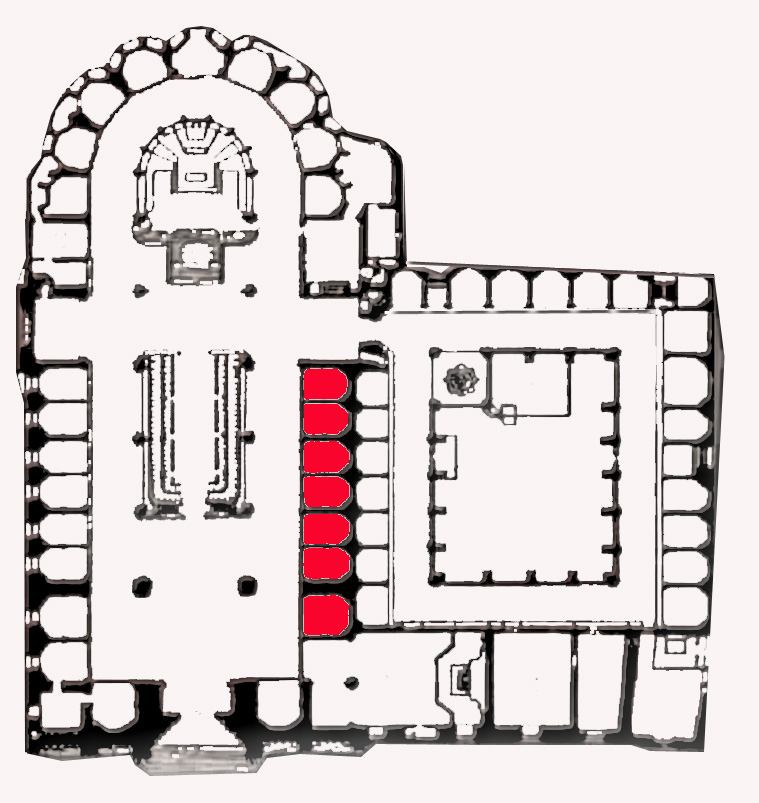
Les chapelles de droite.

Les sépultures
Précédent le chapelles de droite à côté de la sacristie, située en hauteur sur le mur, et sur un fond de 1545 peintures exécutées par le peintre portugais Enrique Ferrandis ou Fernandes, se trouvent les sépultures de Ramón Berenguer I, comte de Barcelone et Almodis de la Marca, sa femme.
Chapelle de saint Pacien de Barcelone et de saint François Xavier.
Le retable de saint Pacien est une œuvre baroque sculptée et assemblée entre 1688 et 1689 par Joan Roig, avec une polychromie de Joan Moxí. Dans la Cène, l'artiste a incorporé l'image de saint Ignace parmi les apôtres. D'autres sculptures et reliefs représentent: saint Pacien, Honneurs funèbres à saint Pacien, saint Mathieu, saint Vincent, saint Benoît, sainte Thècle, le martyre de saint Thècle, l'Annonciation et l'Adoration des bergers, ainsi que saint Patien avec le pape Paul III ; au pied du retable, une sculpture de 1687 par Andreu Sala. Sur le sol se trouve la tombe de Mgr Joan Dimas Loris († 1598).

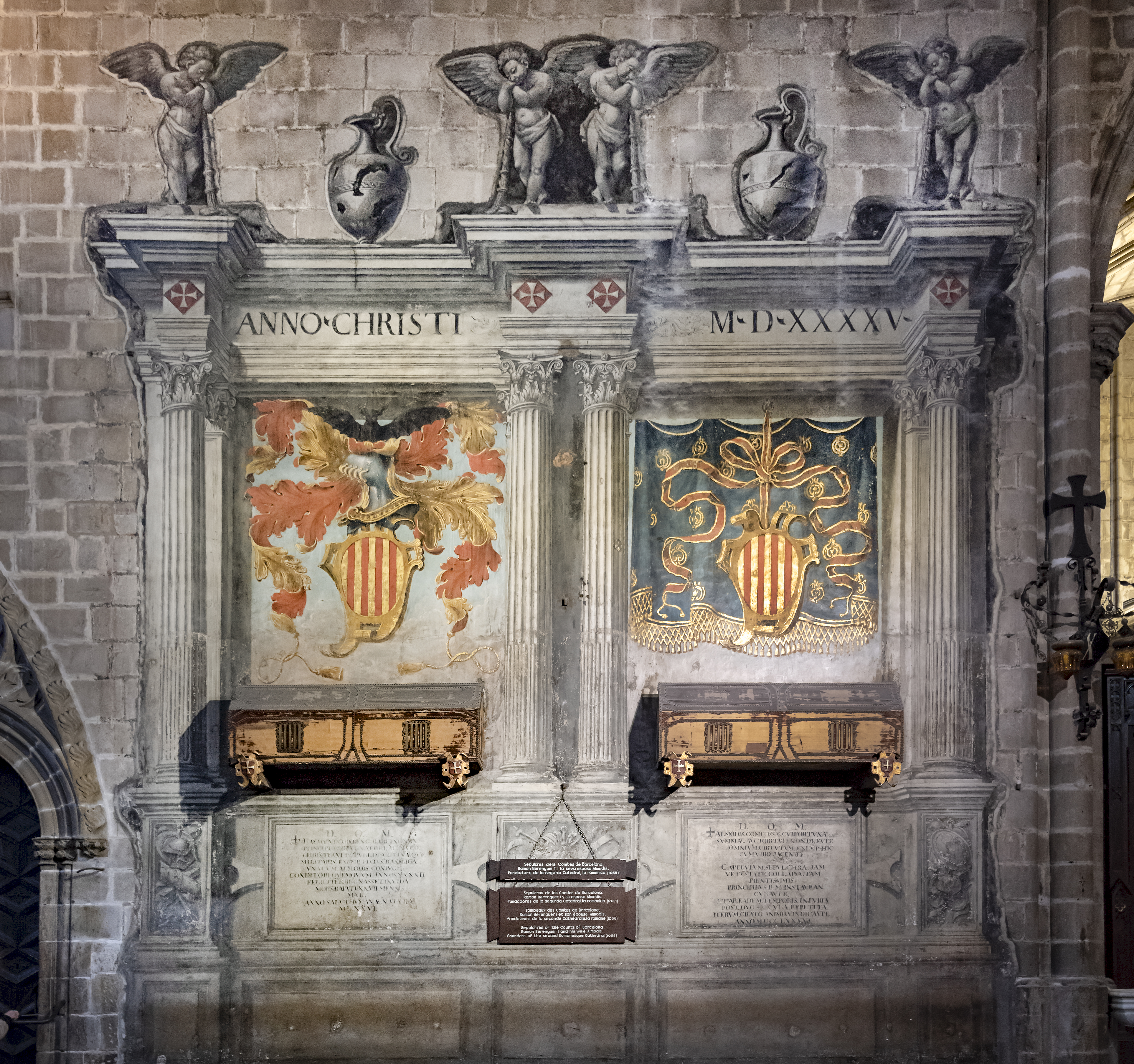
Sepultures de Ramón Berenguer I et d'Almodis.
Retable de saint Pacien de Barcelone et de saint François Xavier.
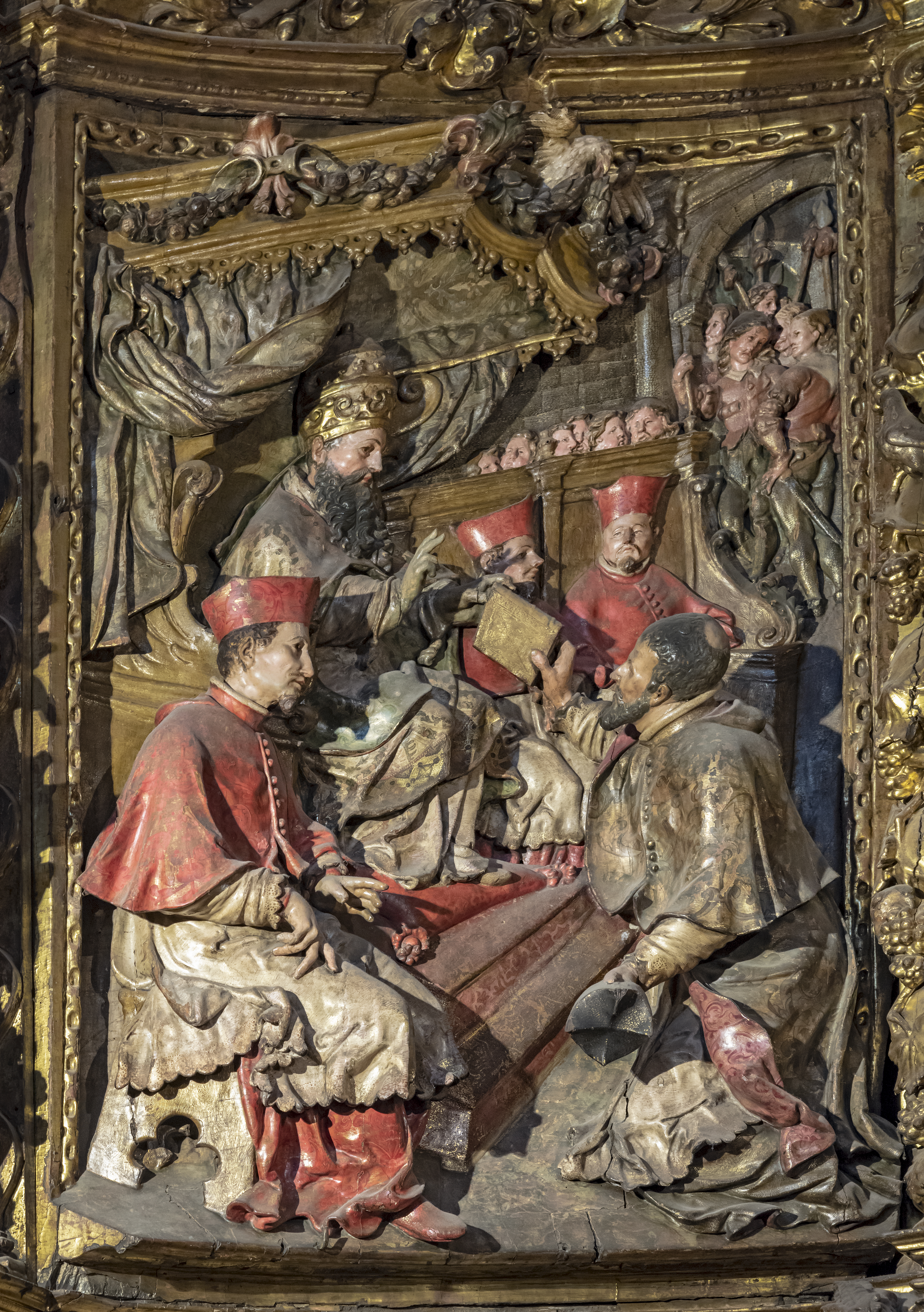
Saint Pacien face à Paul III.
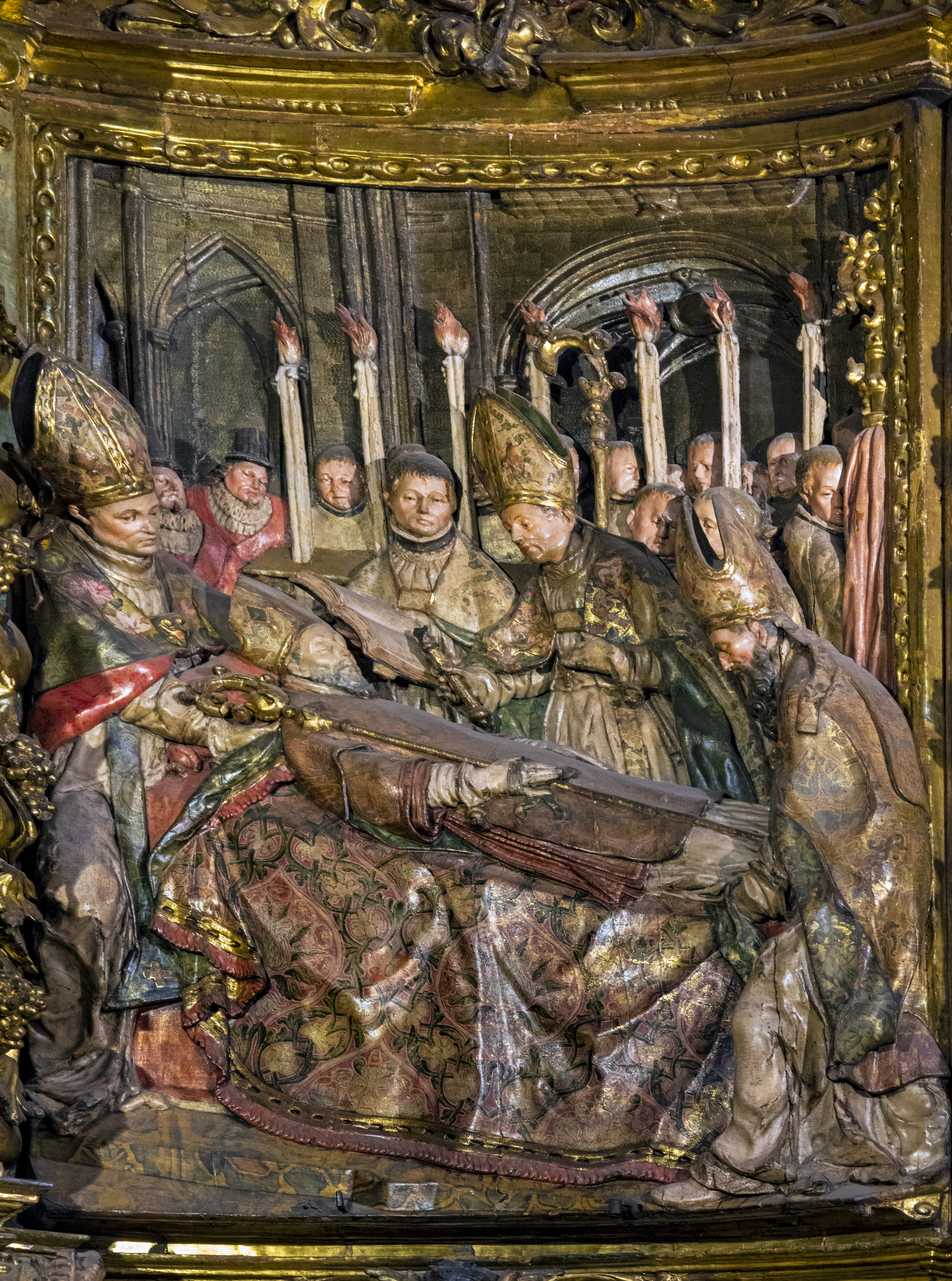
Honneurs funèbres à saint Pacien.

La chapele de Notre-Dame del Pilar
Le retable baroque du XVIIIe siècle a peu de valeur artistique, il est de plus d'un auteur anonyme. Sur le côté droit, le mausolée de l'archevêque Gregorio Modrego Casaus († 1972) avec un buste du sculpteur Frédéric Marès et Deulovol en 1972.
Chapelle de saint Paul et saint Gaétan de Thiène
Le retable de cette chapelle est du Baroque tardif, faisant partie d'une esquisse du peintre Francesc Tramullas i Roig, auteur des peintures de l'autel. L'œuvre sculpturale est du sculpteur et architecte Carles Grau et la polychromie est l'œuvre de Francesc Petit, 1769-1770. Le saint titulaire est saint Paul, accompagné de saint Dominique Guzmán et de saint Pierre de Vérone. À la prédelle, il y a une sculpture de la fin du XIXe siècle qui représente saint Gaétan de Thiène.
Chapelle de Raymond de Peñafort.
Sous l'autel de cette chapelle se trouve la sculpture de Raymond de Peñafort, gravée sur une dalle. Sur l'autel, le sarcophage en marbre blanc polychrome, avec des scènes en relief de la vie du saint, date du XIVe siècle. Les deux pièces proviennent de l'ancien couvent de Santa Caterina de Barcelona de l'ordre des dominicains.
Chapelle de Saint Pancrace de Rome et Saint Roc.
Elle possède un retable baroque du XVIIIe siècle avec les statues en bois polychrome des saints Roc de Montpellier et Pancrace de Rome.
Chapelle de saint Antoine de Padoue.
À côté de l'ancien chapitre, est cette chapelle, a d'abord été dédiée aux saintes Clara et Catherine lors de son achèvement en 1436 par le contremaître de la construction Bartholomew Gual. Elle a été financée par Sança Ximenis de Cabrera pour sa tombe, érigée par Pere Oller, un sculpteur qui a également travaillé dans la choir de la cathédrale. Le tombeau est placé à l'intérieur d'un arcosolium avec deux petits chiens sculptés aux pieds du gisant. Dans la partie frontale, les figures deplorantes masculins en deux groupes sont représentées autour d'une figure féminine avec un livre à la main et avec d'autres femmes en prière. Au-dessus de la tombe, peinte sur le mur, se trouve une représentation de elevatio animae du peintre Lluís Dalmau. La chapelle a depuis été dédiée à saint Antoine de Padoue représenté par une sculpture. Le retable est dédié aux saints docteurs Saints Côme et Damien. Commencé par Bernat Martorell, et sa mort en 1452, terminé par son disciple Miquel Nadal en 1455.

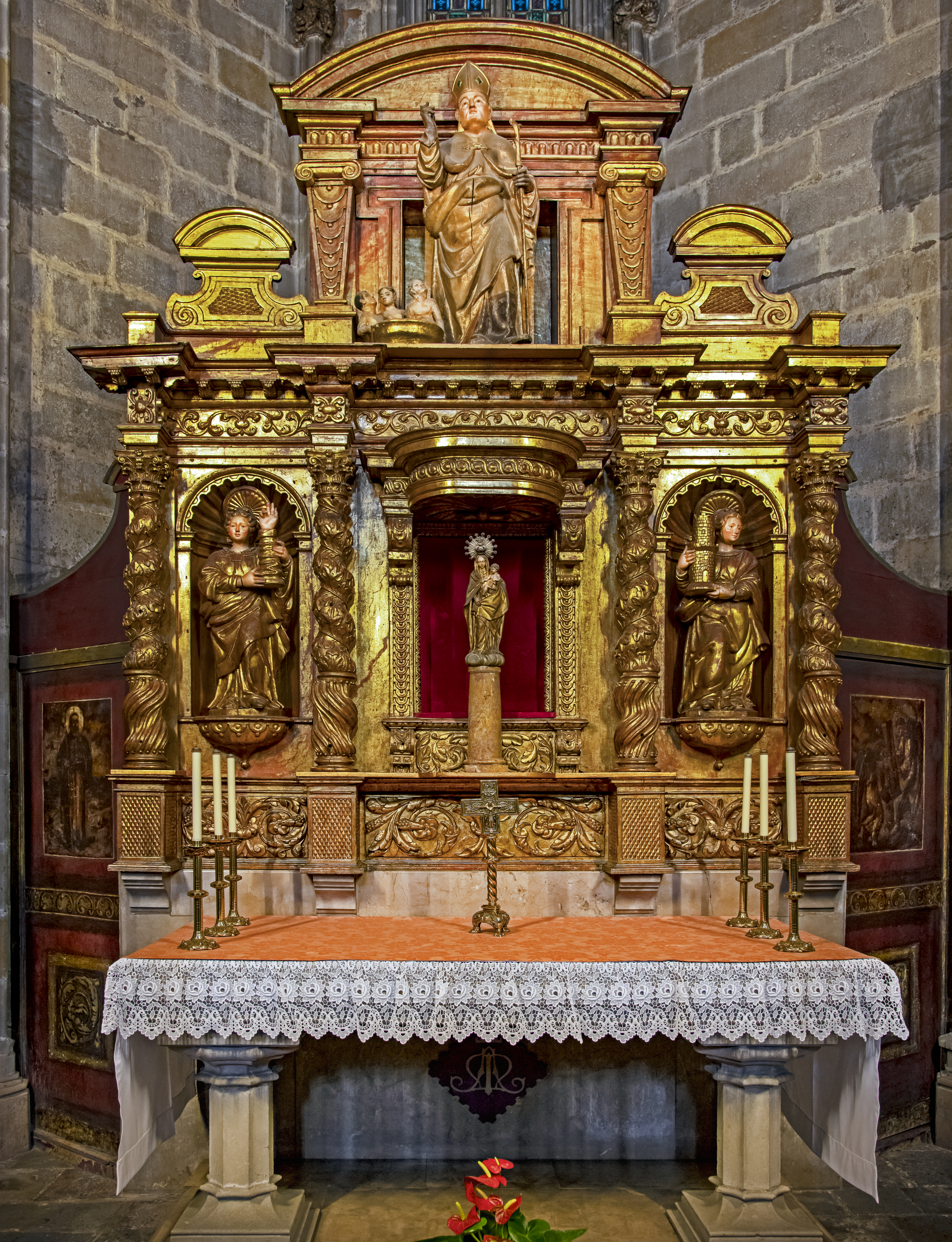
Retable de notre-dame del Pilar.
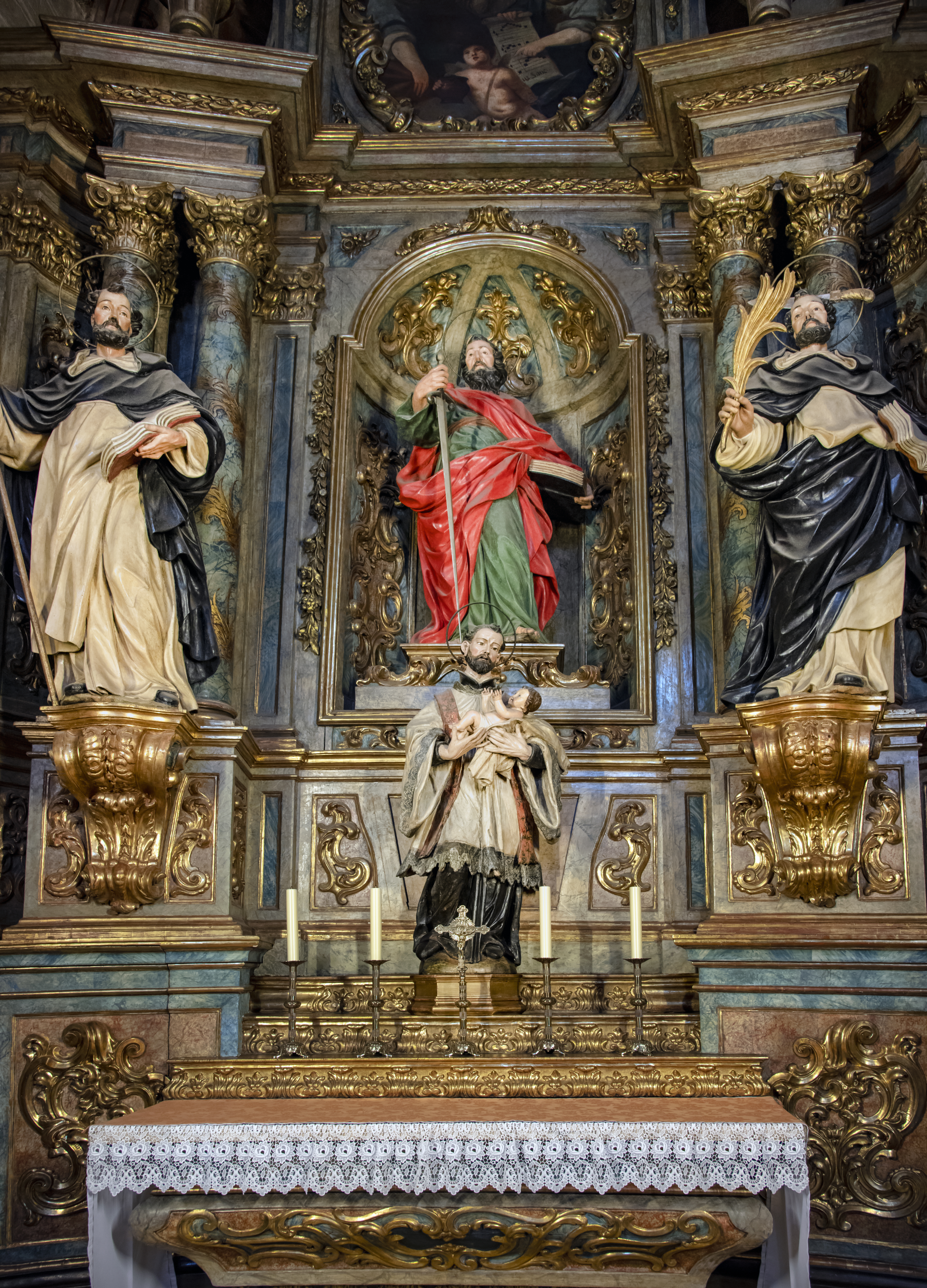
Retable de saint Paul et saint Gaétan de Thiène.
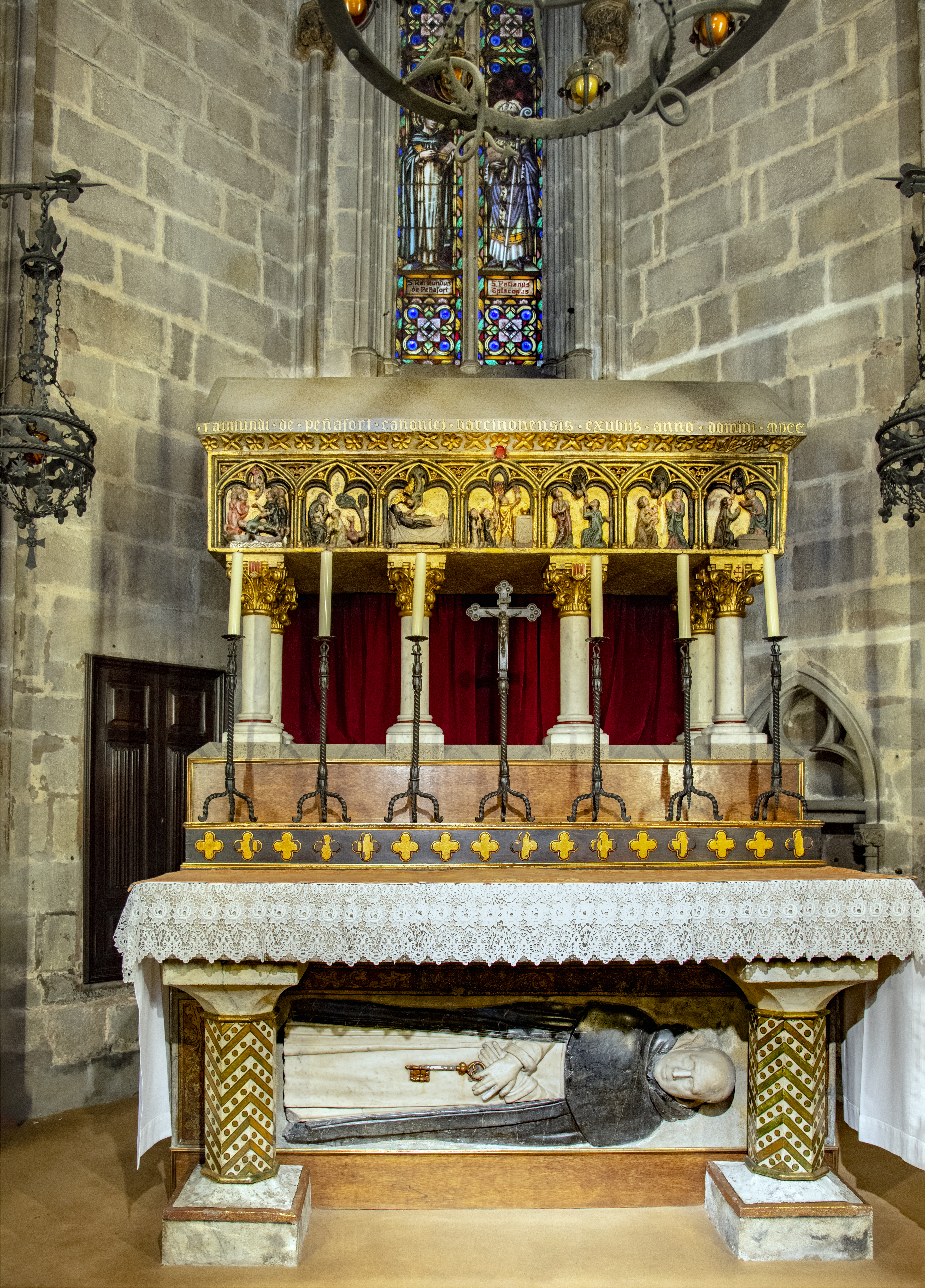
Chapelle de Raymond de Peñafort.
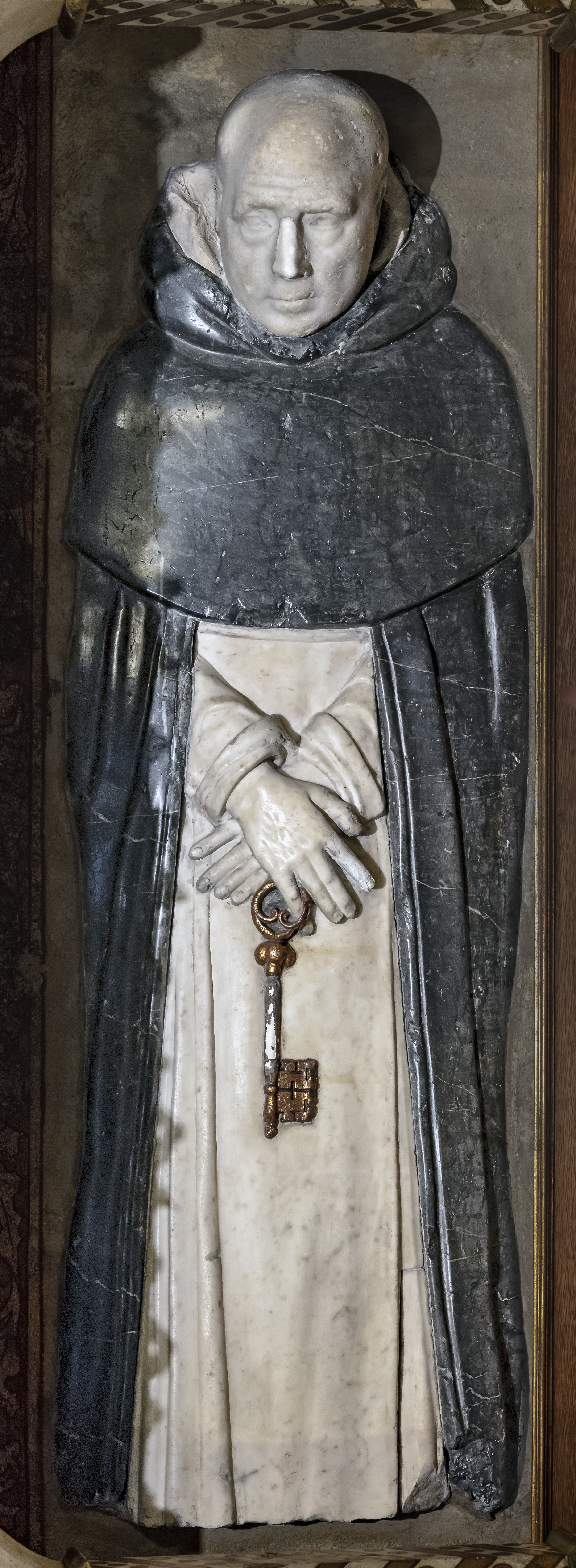
Tombe de Raymond de Peñafort.
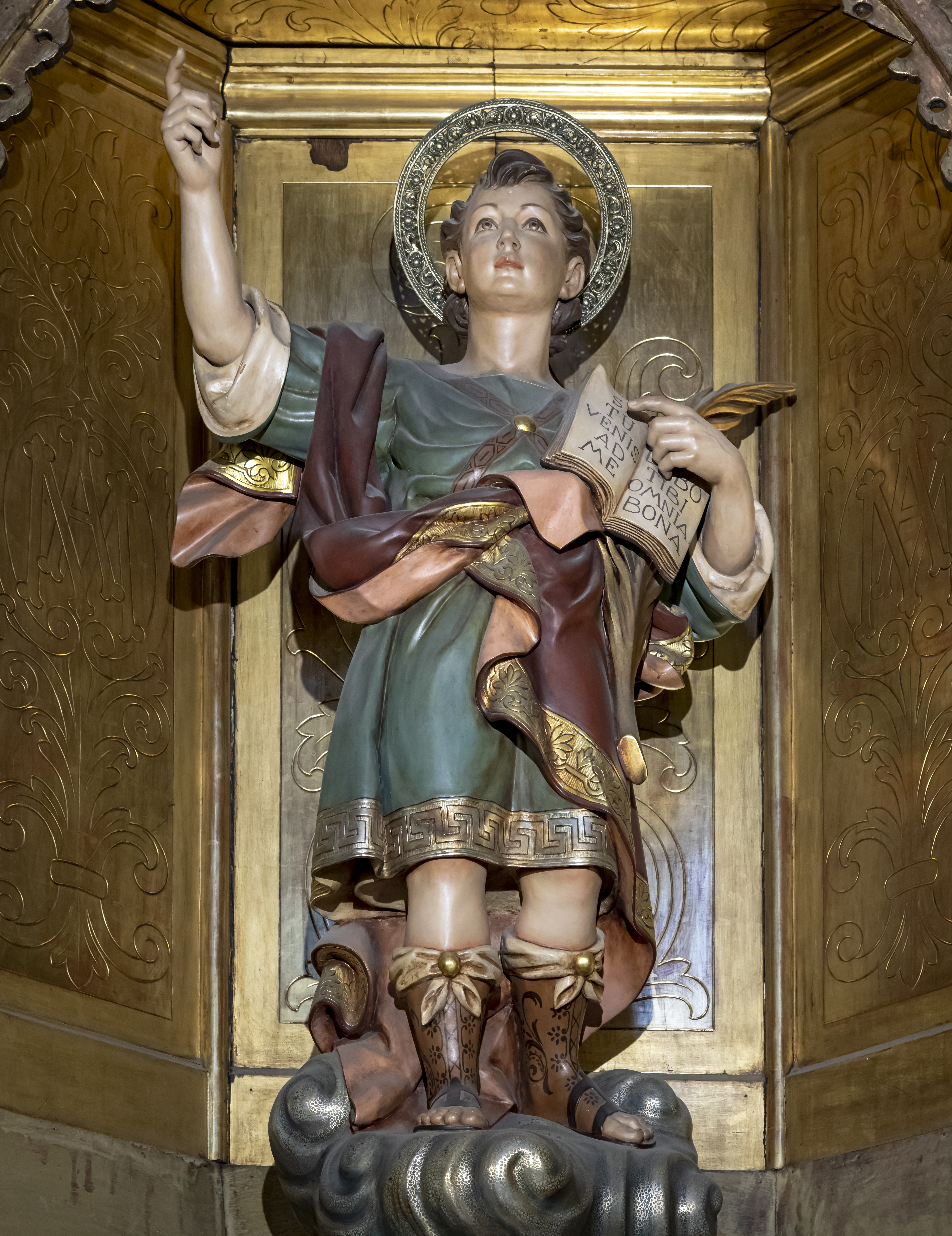
Statue de saint Pancrace de Rome.
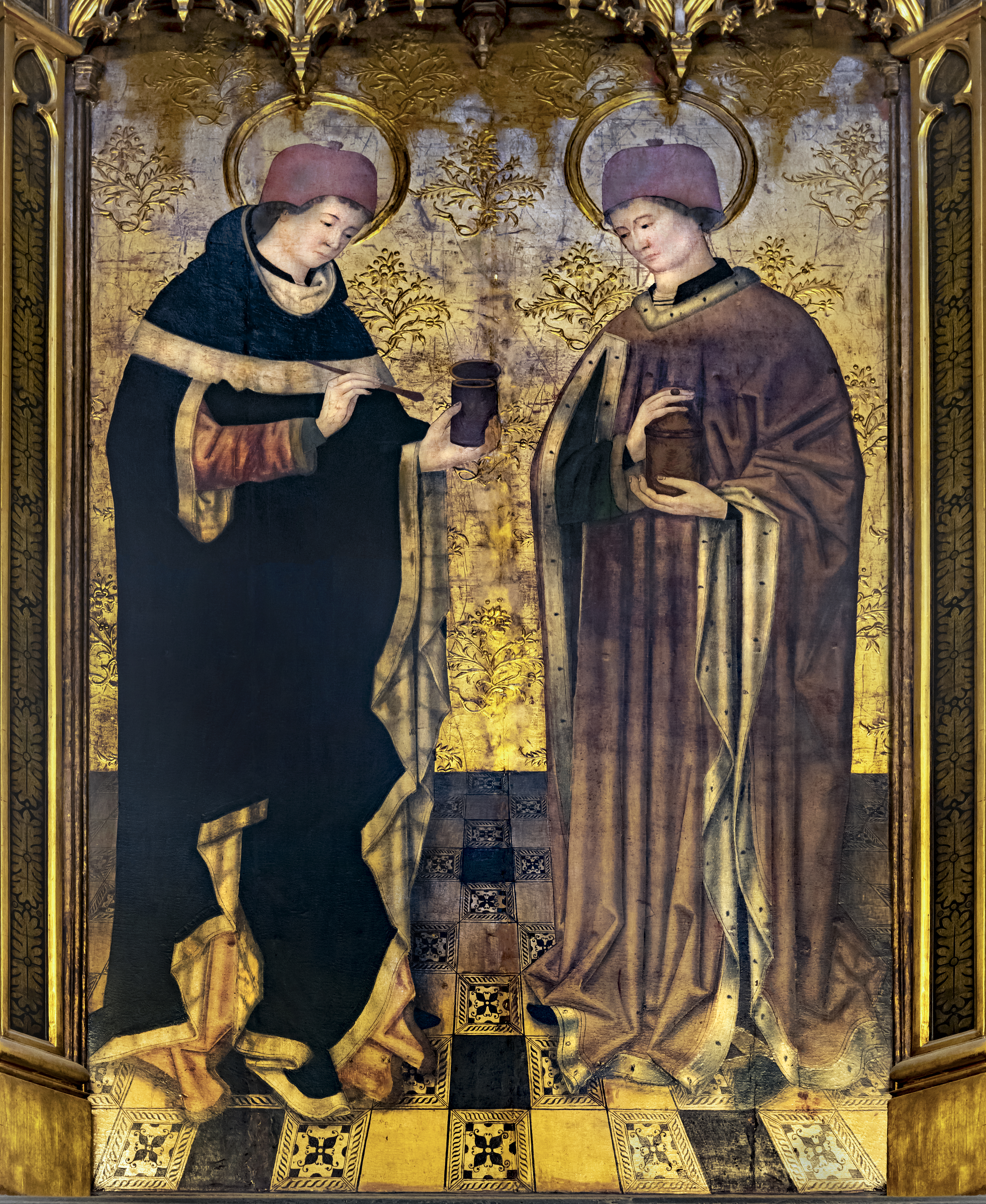
Saints Côme et Damien par Bernat Martorell, et Miquel Nadal.

### Le Chœur

#### La façade en marbre
Œuvre Renaissance due à Bartolomé Ordóñez, on sait qu'en 1519 il était sur ce chantier, montrant une colonnade dorique couronnée de balustres et parmi ses entrecolonnements quatre scènes en relief de la vie de sainte Eulalie, deux de chaque côté de la porte et à ses extrémités des niches contenant des sculptures grandeur nature. Pour l'exécution, il s’était adjoint la collaboration de Simone da Bellalana et du Florentin Vittorio da Cogono.
Il a été incapable de terminer le travail en raison de sa mort prématurée en 1520 à Carrare, où il était en déplacement pour acheter du marbre nécessaire à la commande. Le chantier a été terminé en 1564 par son disciple Pere Villar en accord avec le projet du maître. De Bartolomé Ordóñez, nous avons seulement les bas-reliefs qui représentent le jugement de Santa Eulalia par Dacià et la crémation de Santa Eulalia, et les deux statues grandeur nature de Sévère de Barcelone et d'Eulalie de Barcelone.
À Pere Villar, nous devons le bas-relief de la crucifixion de Santa Eulalia ; l'autre bas-relief de la Flagellation de Santa Eulalia est une œuvre postérieure à la mort de Villar, réalisée par le sculpteur Claude Perret dans les années 1619-1621.
Les sculptures de saint Oleguer et saint Raymond de Penyafort sont d'un maître anonyme de la fin du XVIIe siècle.

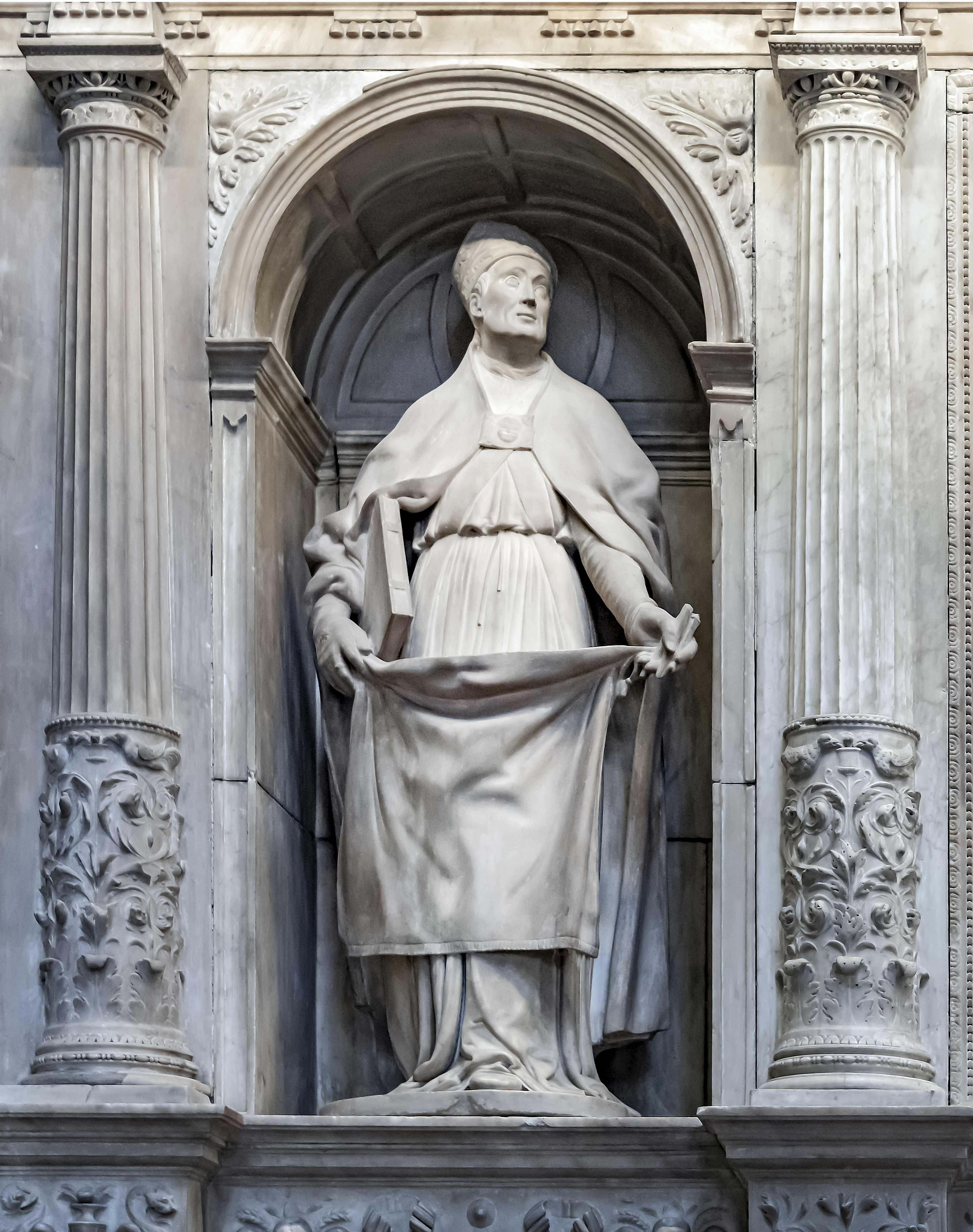
Sévère de Barcelone par Bartolomé Ordóñez 1519.
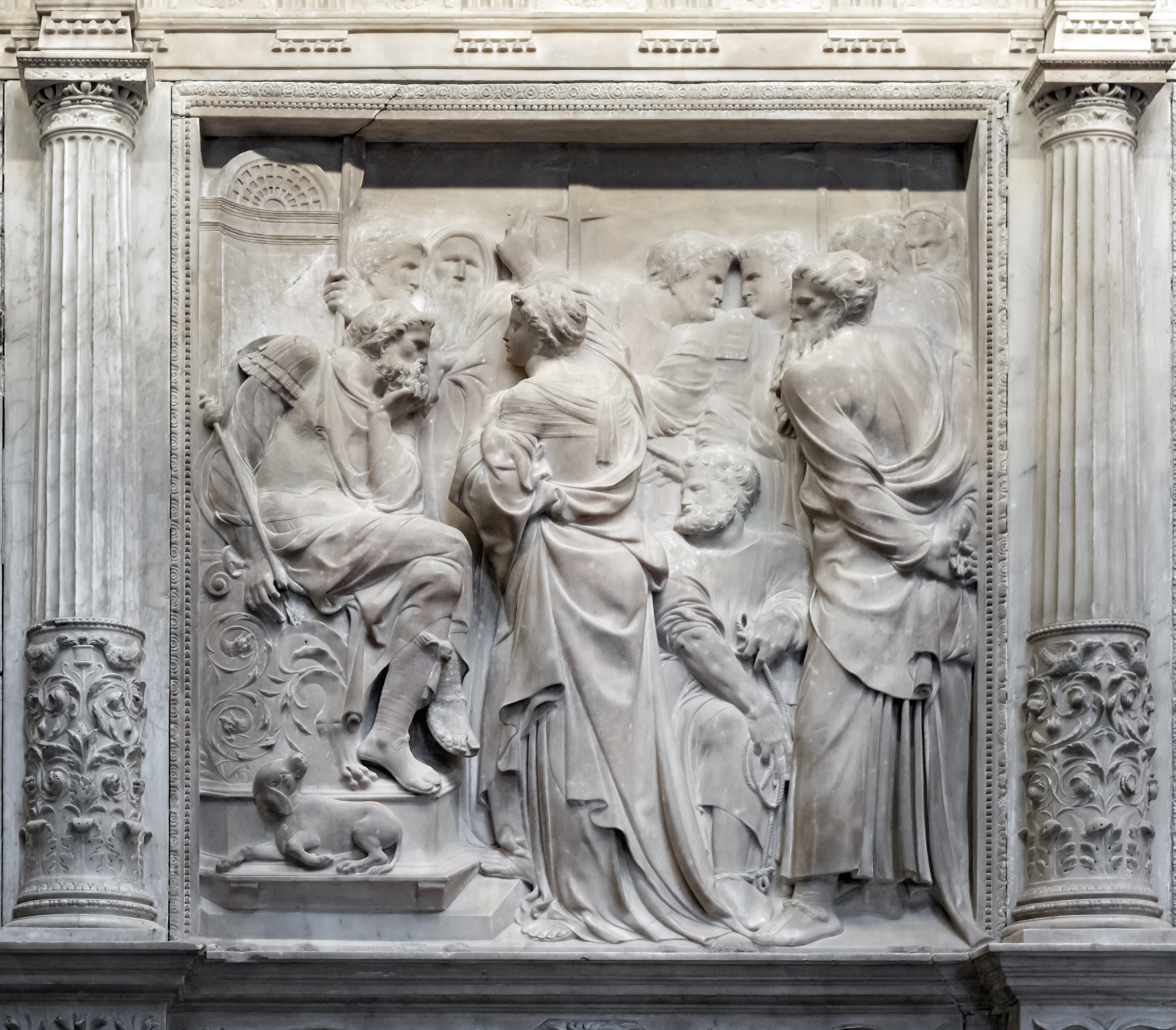
Le Jugement d’Eulalie de Barcelone par Bartolomé Ordóñez 1519.
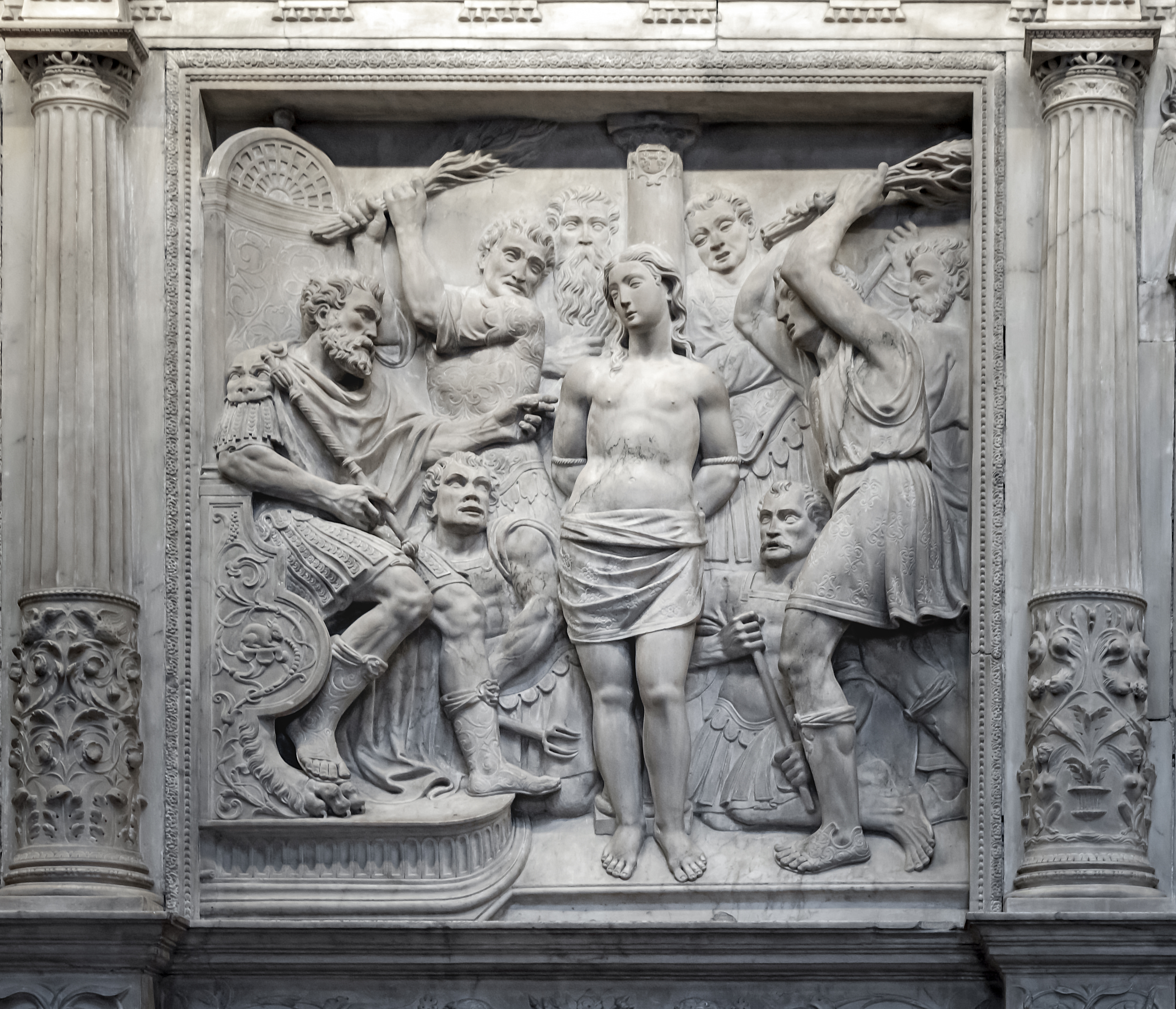
Flagellation d’Eulalie de Barcelone par Claudi Perret.
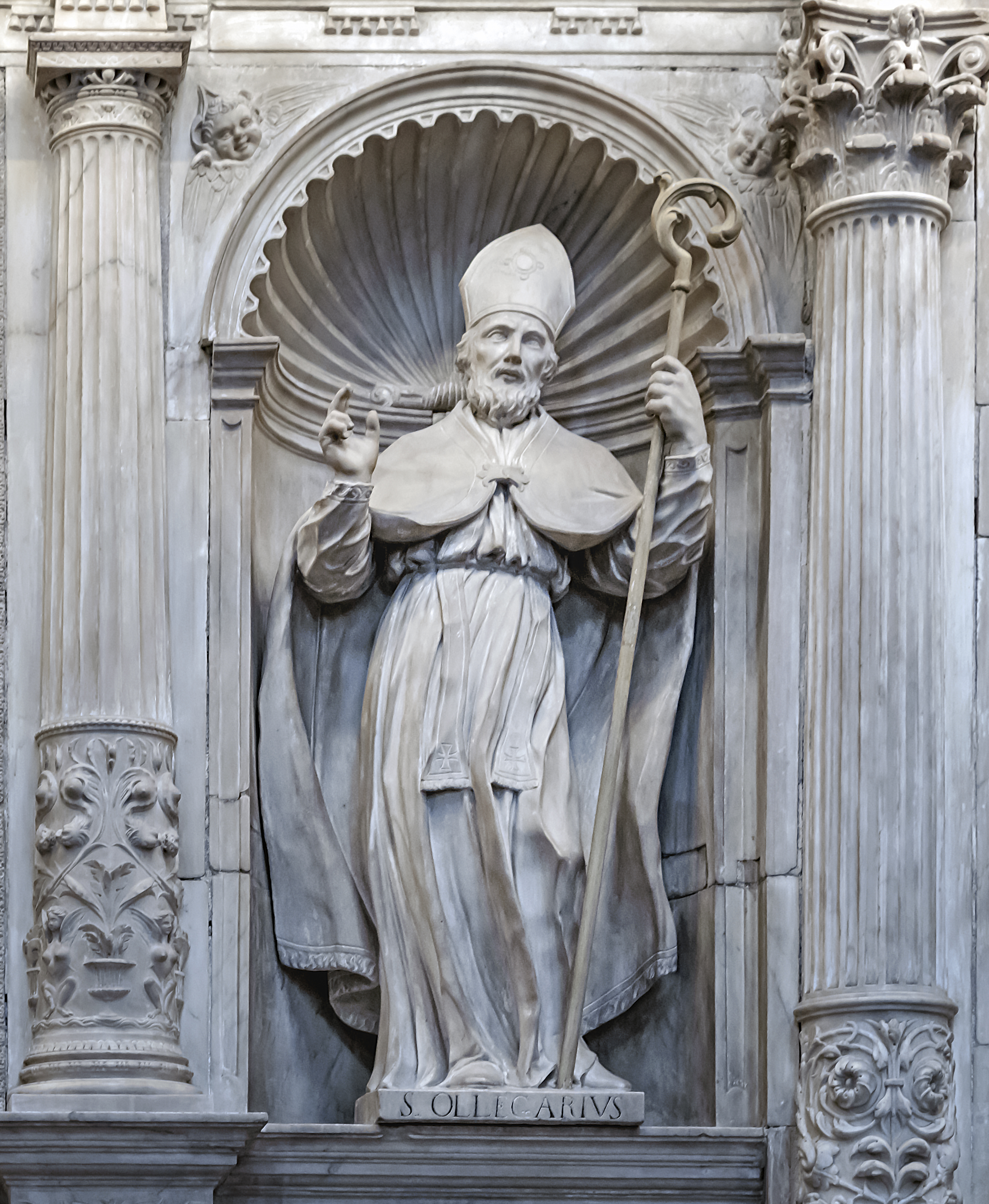
Statue de saint Olegarius de Barcelone.
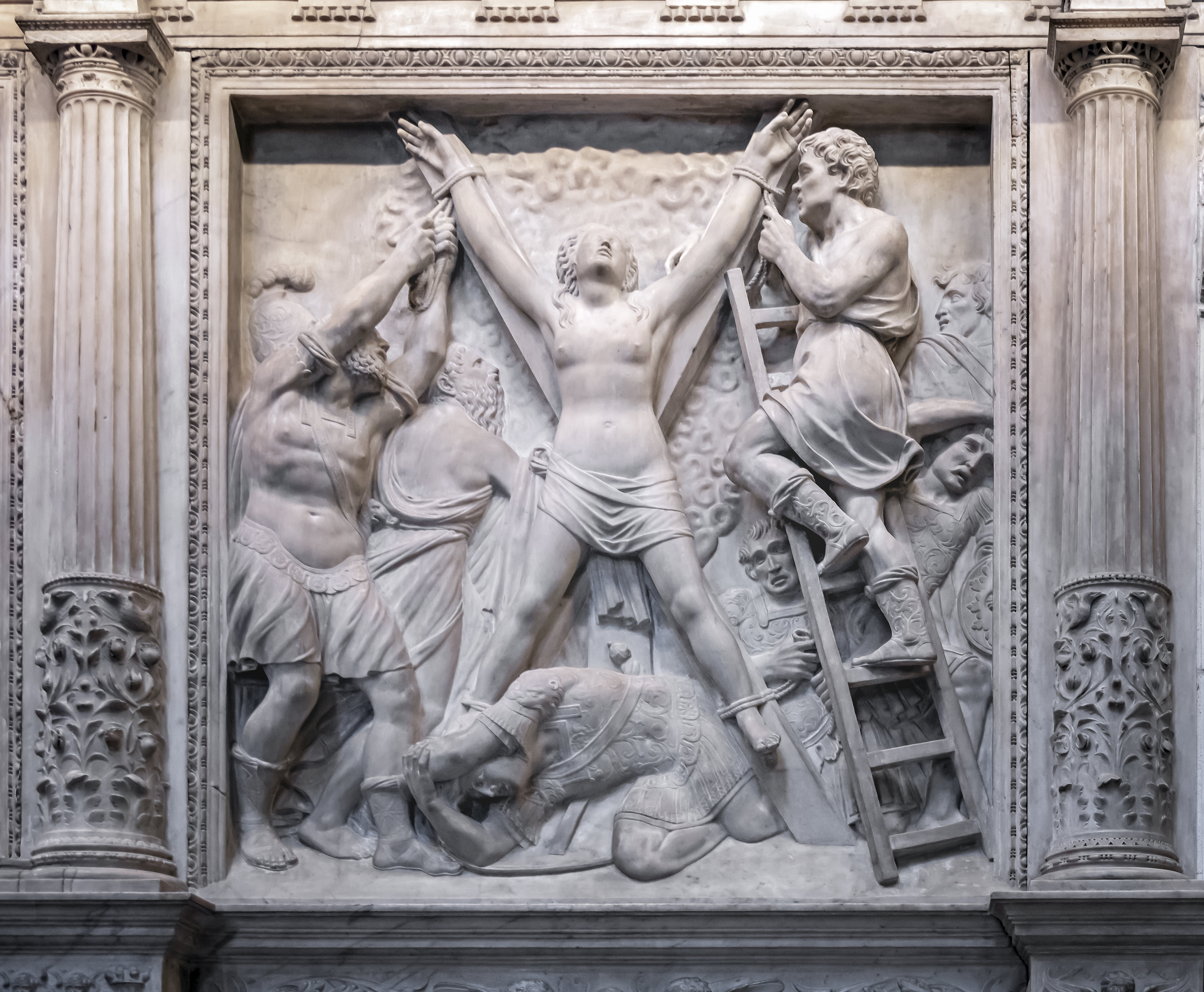
La crucifixion d’Eulalie de Barcelone par Pedro Villar 1564.
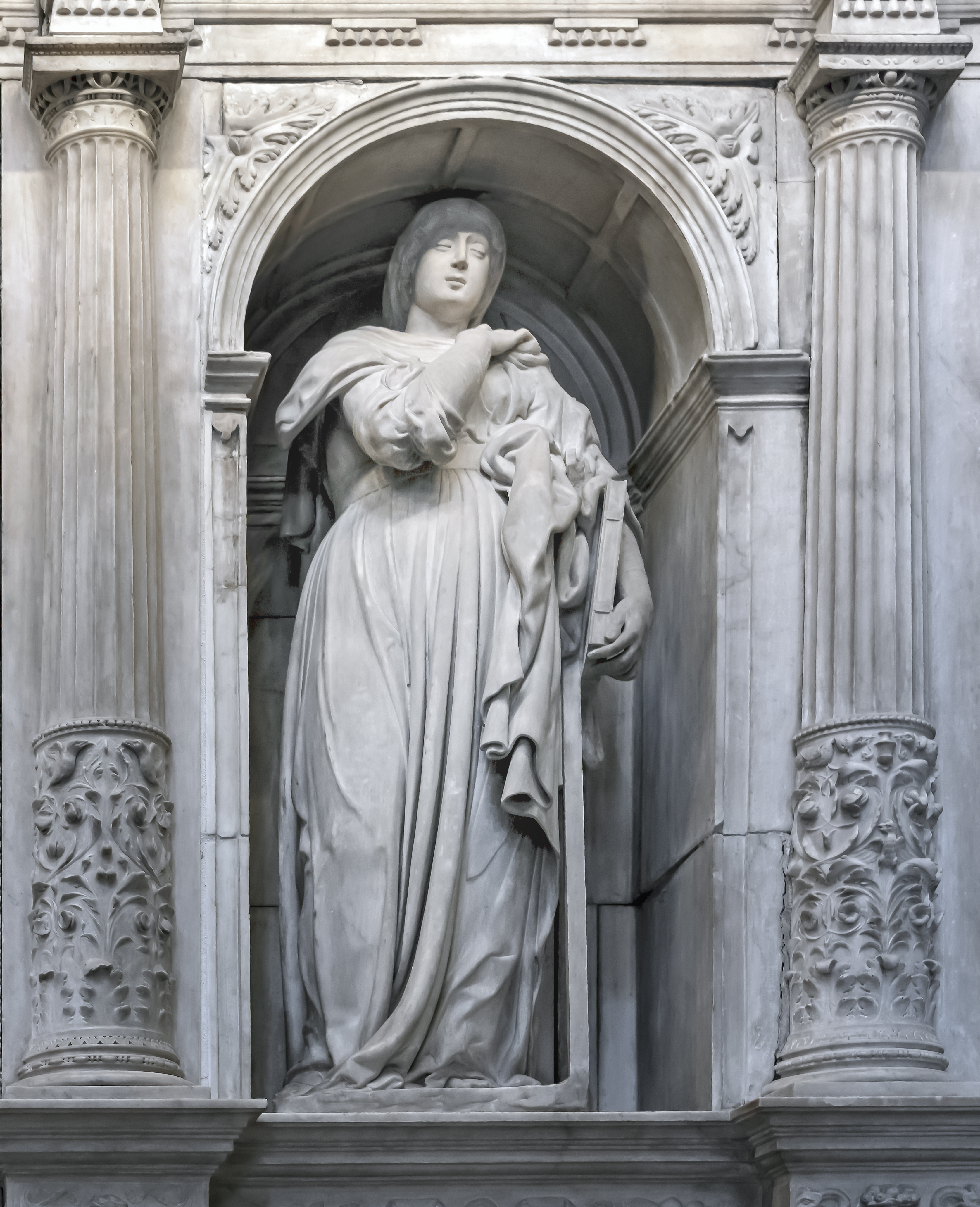
Eulalie de Barcelone par Bartolomé Ordóñez 1519.

#### Le mobilier en bois
Les travaux du chœur ont commencé sous le mandat de Mgr Ramon d'Escales en 1390.
Les murs du chœur ont été réalisés par Jordi de Déu avec des arcades sculptées représentant des prophètes de l'Ancien Testament. Sur le côté gauche, le même artiste a sculpté l’escalier qui permet l’accès à la chaire ; et à l'entrée, deux petites sculptures représentant l'Annonciation.
En 1394, le père Sanglada, un sculpteur déjà consacré, fut chargé de réaliser les stalles du chœur. Sur l'ordre du chapitre de la cathédrale, il se rendit à Gérone, à Elna, à Carcassonne et enfin à Bruges, où il acheta du chêne pour son exécution.
Il était entouré de bons assistants comme Pere Oller et Antoni Canet et a commencé la première phase des stalles du chœur où les sculptures les plus importantes sont concentrées.
Peter Sanglada est également l’auteur de la chaire en bois de chêne, de forme prismatique avec un arrière-plan d’entrelacs et de pinacles où il a placé quinze images représentant entre autres Jésus-Christ avec saint Pierre et saint Paul et un autre panneau avec  la Vierge Marie, sainte Eulalie et sainte Catherine. Dans la partie inférieure de la chaire, des arches rappellent celles de la cathédrale. Elle a été achevée en 1403.
Des années plus tard, le chœur a été complété avec les stalles de Macià Bonafè, finalisées en 1459.
En 1483, l'Allemand Michael Lochner a été chargé de faire les sculptures des auvents pour la partie haute des pinacles, en raison de sa mort en 1490, son travail a été poursuivi par son assistant Johan Friederich Kassel et terminé en 1497.
En 1517, le sculpteur Bartolomé Ordóñez a conçu les décors en bois de chêne pour l'accès aux sièges, avec des bas-reliefs représentant des scènes de l'Ancien Testament et de la Passion, l'une des grandes œuvres de la sculpture de la Renaissance hispanique. Diego de Siloé est également intervenu.

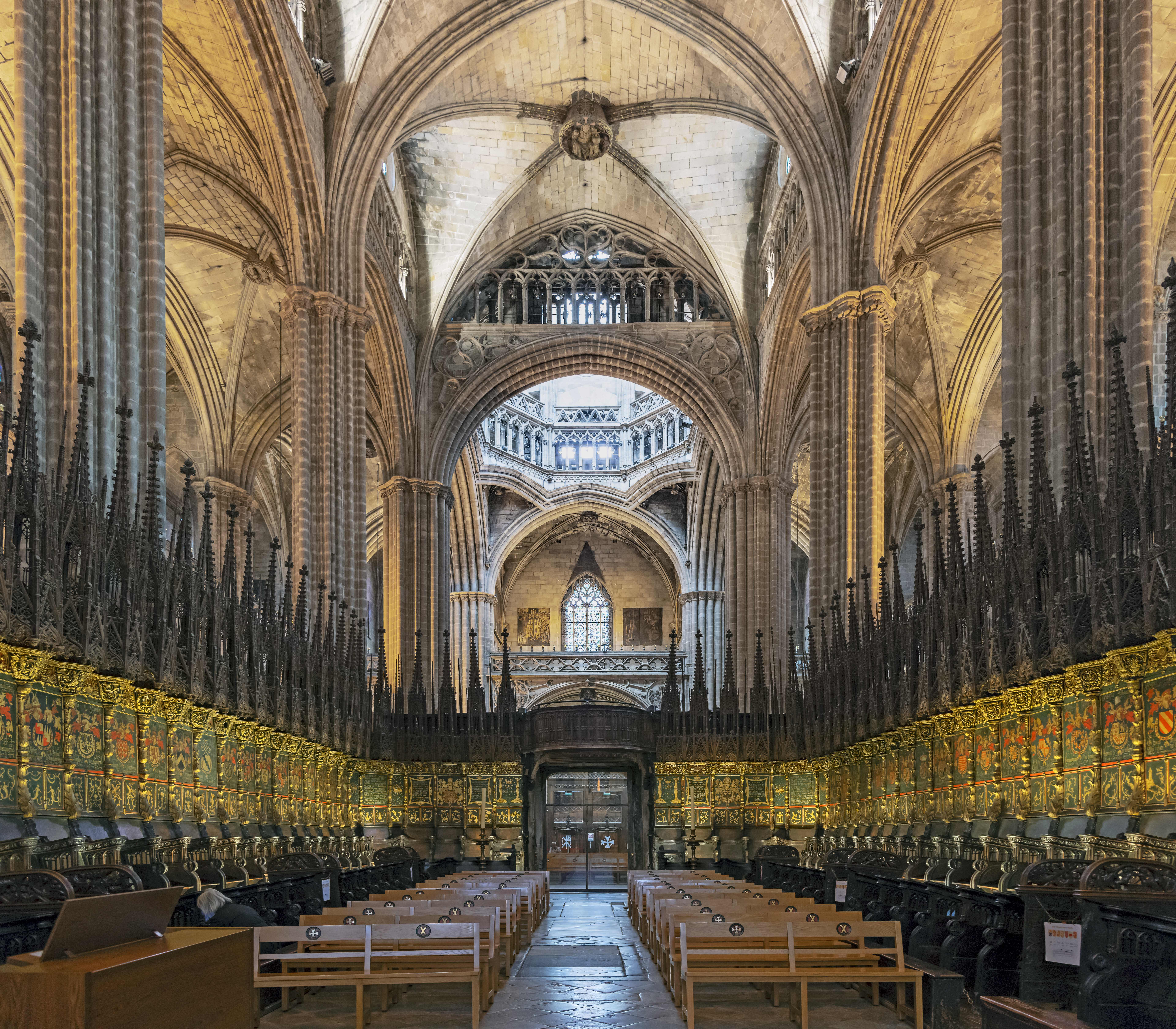
Vue du chœur vers l'entrée de la cathédrale.

#### Crypte de saint Eulalie
La crypte est située sous le chœur et sa construction est due à Jaume Fabre, au début du XIVe siècle.
On y accède par une entrée monumentale à arche surbaissée, ornée au centre du portrait d'un évêque, qui semble être Ponç de Gualba, sous le mandat duquel elle a été construite. Sur ses côtés, il y a des groupes sculptés de petites figures de personnages de l'époque. Sur les murs latéraux de l'escalier, il y a deux arches avec des sculptures qui étaient l'entrée de deux chapelles sculptées en 1779 pour les travaux de rénovation destinés à rapprocher l'escalier du maître-autel.
La voûte aplatie est divisée en douze arches qui convergeront toutes vers une clef de voûte centrale qui représente la Vierge Marie avec l'Enfant Jésus, qui place à sainte Eulalie le diadème du martyre. La crypte a été terminée en 1326, bien que le transfert des restes de la sainte n'ait eu lieu qu'en 1339.
La présence d'une crypte n'est pas habituelle dans les lieux gothiques, mais on pense qu'à Barcelone cela a été fait pour maintenir l'organisation de la cathédrale romane, qui possédait une crypte avec le saint sépulcre au même endroit que celle de sainte Eulalia.
Le nouveau tombeau d'albâtre a été sculpté par le pisan Lupo di Francesco, il est exposé derrière la table de l'autel, au centre de la crypte, soutenue par huit colonnes de styles différents avec des chapiteaux corinthiens dorés. le couvercle et les flancs montrent des scènes du martyre de Santa Eulalia. Dans les quatre angles supérieurs, il y a des anges et au centre la Vierge Marie avec l'enfant Jésus. Sur le mur du fond, l’ancien tombeau du IXe siècle est conservé avec l’inscription de l’année 877 qui évoque la découverte de reliques à Santa Maria del Mar, appelée Santa Maria de las Arenas. La transcription des plaques dit ainsi:
«Ici se trouve la martyre Santa Eulalia Christ qui a souffert à Barcelone, sous le règne de Dacian deuxième jour des ides de février, et a été trouvé par l'évêque Frodoí avec le clergé dans l'église de Santa Maria le (...) des calendriers de novembre. Dieu merci»

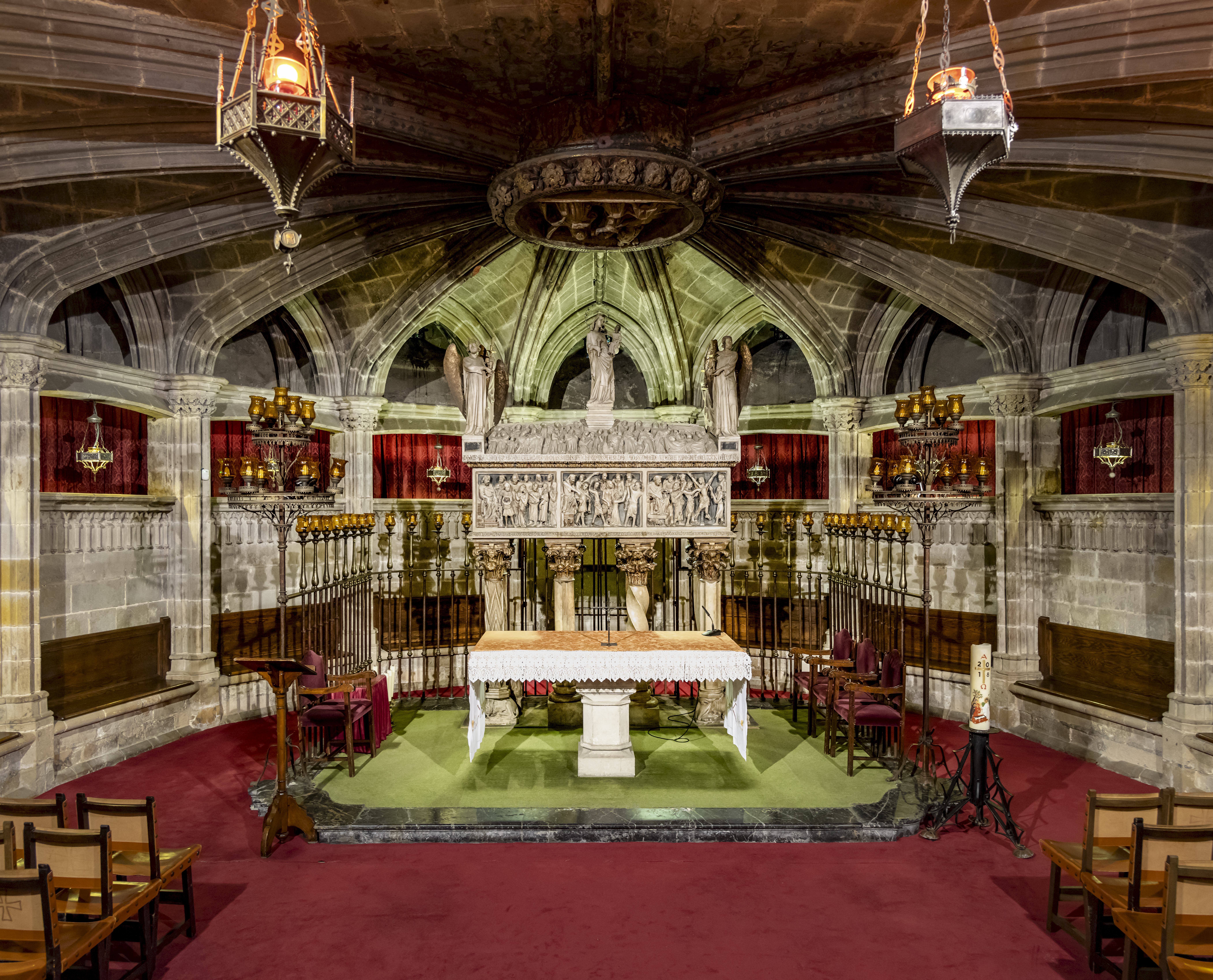
La crypte.
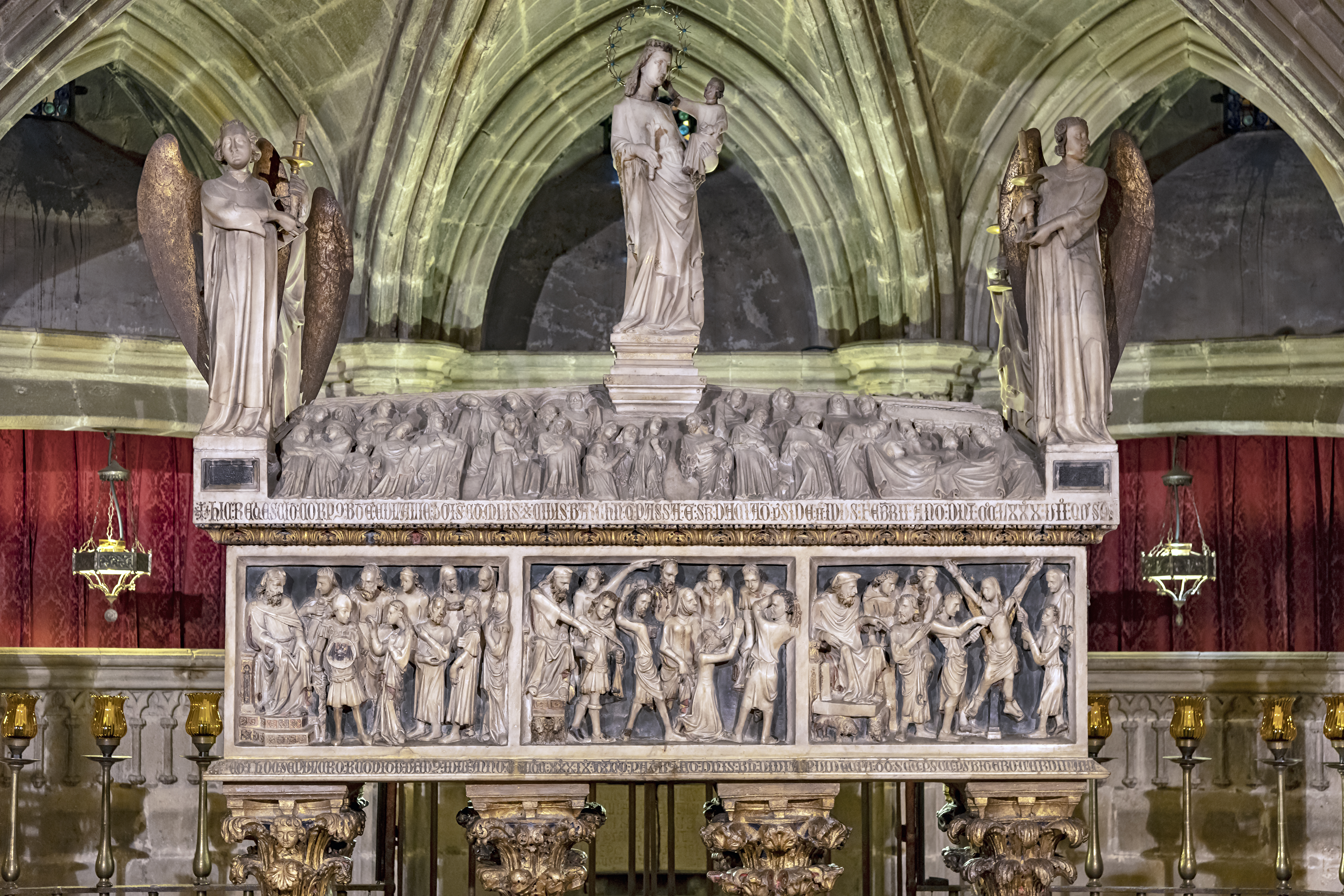
Tombe de sainte Eulalie.

### Ancienne salle du chapitre
Connue comme étant la chapelle de Saint Olegarius et du saint Sacrement, ou encore la chapelle du Christ de Lépante, qui est l'une des statues la plus visitée de la cathédrale. La salle du chapitre fut construite par Arnau Bargués en 1407 sur un plan d'étage rectangulaire recouvert d'une grande voûte en ogive étoilée. La voûte centrale de la chapelle représente la Pentecôte et a été réalisée par Joan Claperós en 1454. Au centre se trouve une pierre tombale sur la tombe de Mgr Manuel Irurita, qui aurait été assassiné en 1936.
Quand il fut canonisé par l'évêque de Barcelone, saint Olegarius, en 1676, il fut décidé d'en faire son mausolée. Sur le tabernacle, le tombeau du saint est placé, dans un style baroque, avec une urne en verre qui permet de voir depuis la chambre le corps incorruptible du saint, l’œuvre des sculpteurs Francesc Grau et Domènec Rovira II ; Sur cette œuvre a été placée le gisant de Mgr Oleguer, qui avait déjà été exécutée par le sculpteur Pere Sanglada en 1406.

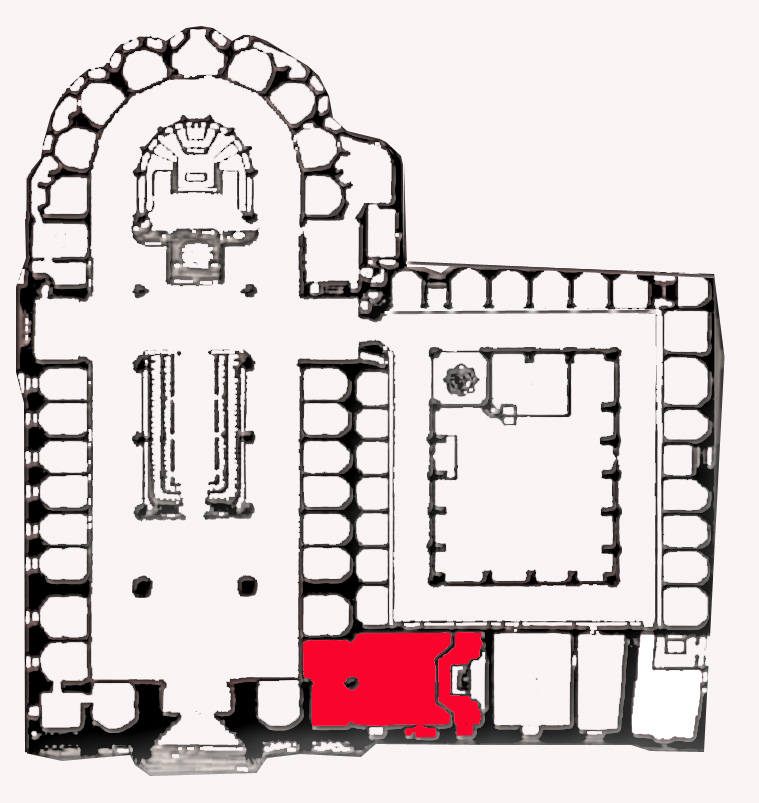
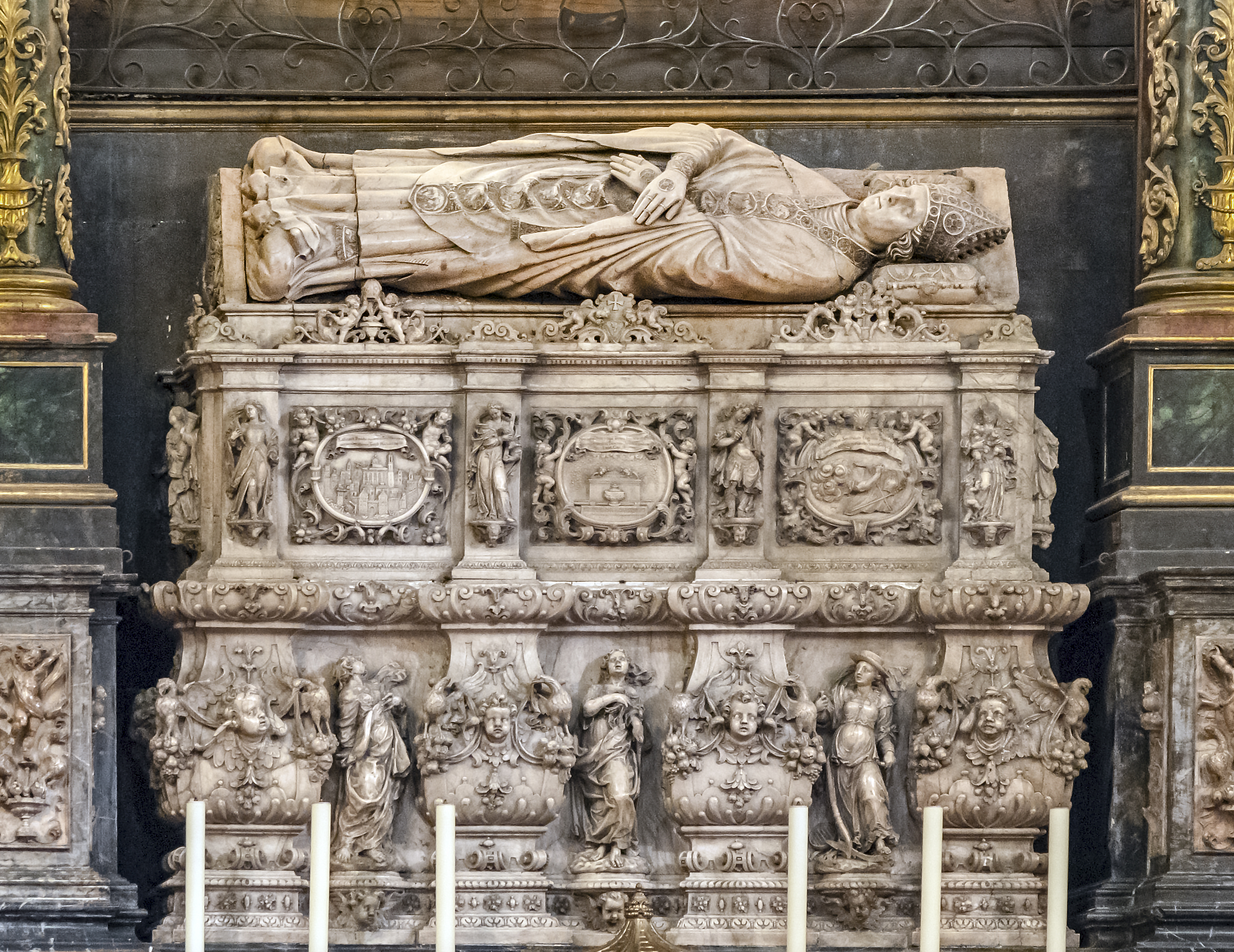
Tombeau de saint Olegariu.

### Le cloître
Le cloître gothique actuel est situé sur l’emplacement qu'occupait le cloitre roman primitif, plus petit.
Sa construction s’étale du quatorzième au quinzième et a été suivie par de grands architectes comme Andreu Escuder et des sculpteurs tels que Claperós, père et fils.
À l’angle de la porte de la piété, une chapelle du maître Escuder, au centre duquel on peut voir une clé de voûte représentant saint Georges combattant le dragon par les sculpteurs Antoni et Joan Claperós de 1448 et une autre sculpture de saint Georges avec un cheval au centre de la fontaine du sculpteur contemporain Emili Colom, réalisé en 1970.
Dans trois de ses galeries, il y a des chapelles qui étaient à l'origine dédiées au patron d'une institution ou d'une guilde, ainsi que par tombeau de famille. Toutes les chapelles sont couvertes de croisées d’ogive (la plupart des quadripartites). Plusieurs personnes sont inhumées dans le cloître.
- Antoni Tallander courtisan, diplomate et bouffon d'Alphonse V d'Aragon (XVe siècle). Sur le mur du cloître, près de la porte de la chapelle de Santa Llúcia.
- Francesc Desplà chanoine, la tome est près de la salle capitulaire et date comme le gisant de 1457.
- Manuel Girona homme politique espagnol, dans une chapelle latérale. Sa tombe est surmontée d'un grand groupe statuaire en marbre du sculpteur catalan Manel Fuxà, représentant les vertus théologales : Foi, Espérance et Charité. Le crucifix est l'œuvre du sculpteur Eduardo Alentorn en 1910.
- La famille Sanllehy, où est enterré Charles Sanllehy, le tombeau est surmonté d'un groupe statuaire représentant l’enterrement du Christ, faite par l'artiste Josep Llimona.
- En 2011 un monument en mémoire du bienheureux Pere Tarrés i Claret par la sculptrice Montserrat García Rius a été inauguré dans une chapelle du cloître.

Au centre du cloître se trouve un jardin rénové en 1877 avec des magnolias et de grands palmiers ; jusque-là, il avait été planté d'orangers.

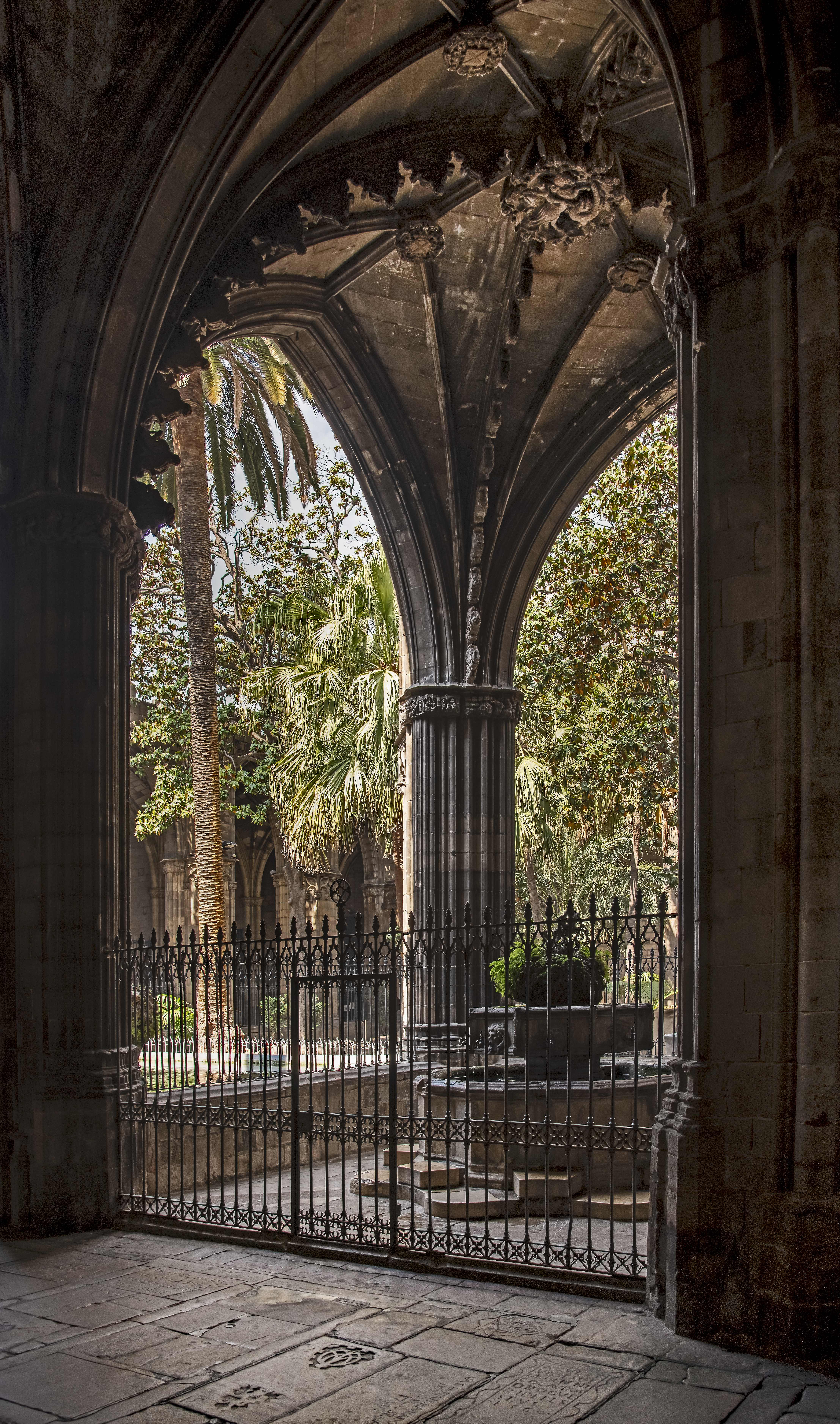
Le cloître et la fontaine saint Georges.
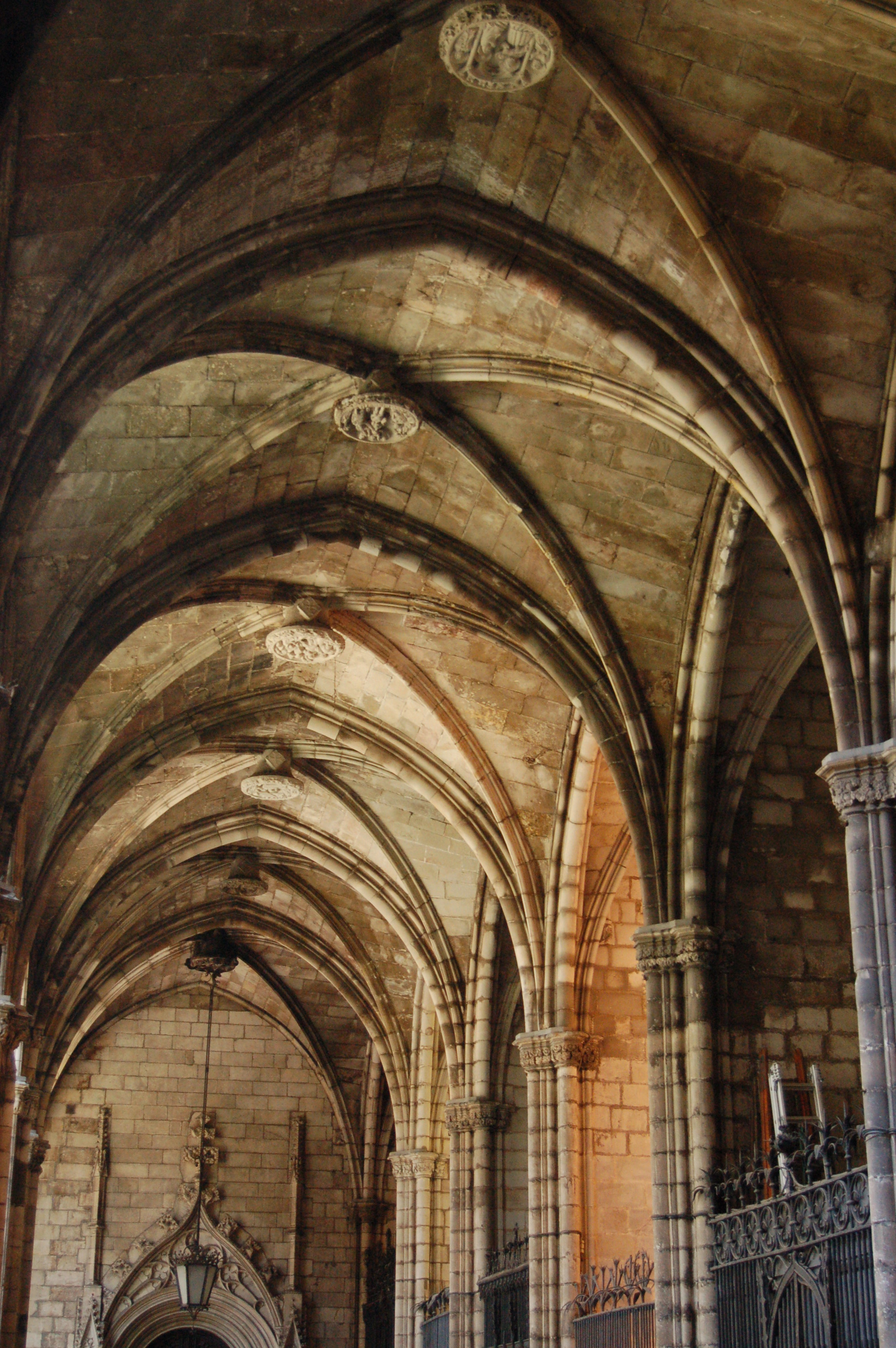
Cloître de la cathédrale.
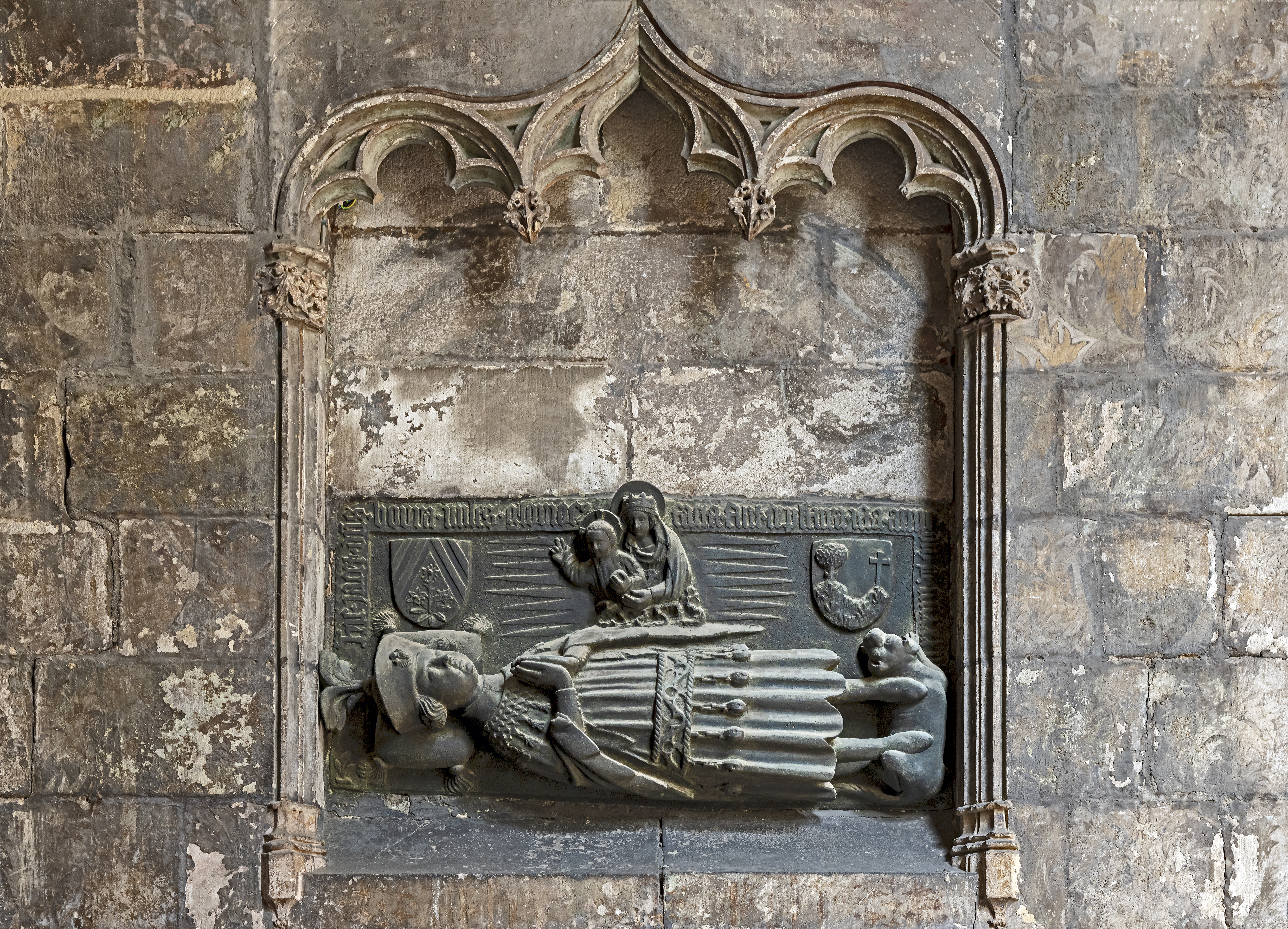
Tombe d'Antoni Tallander.
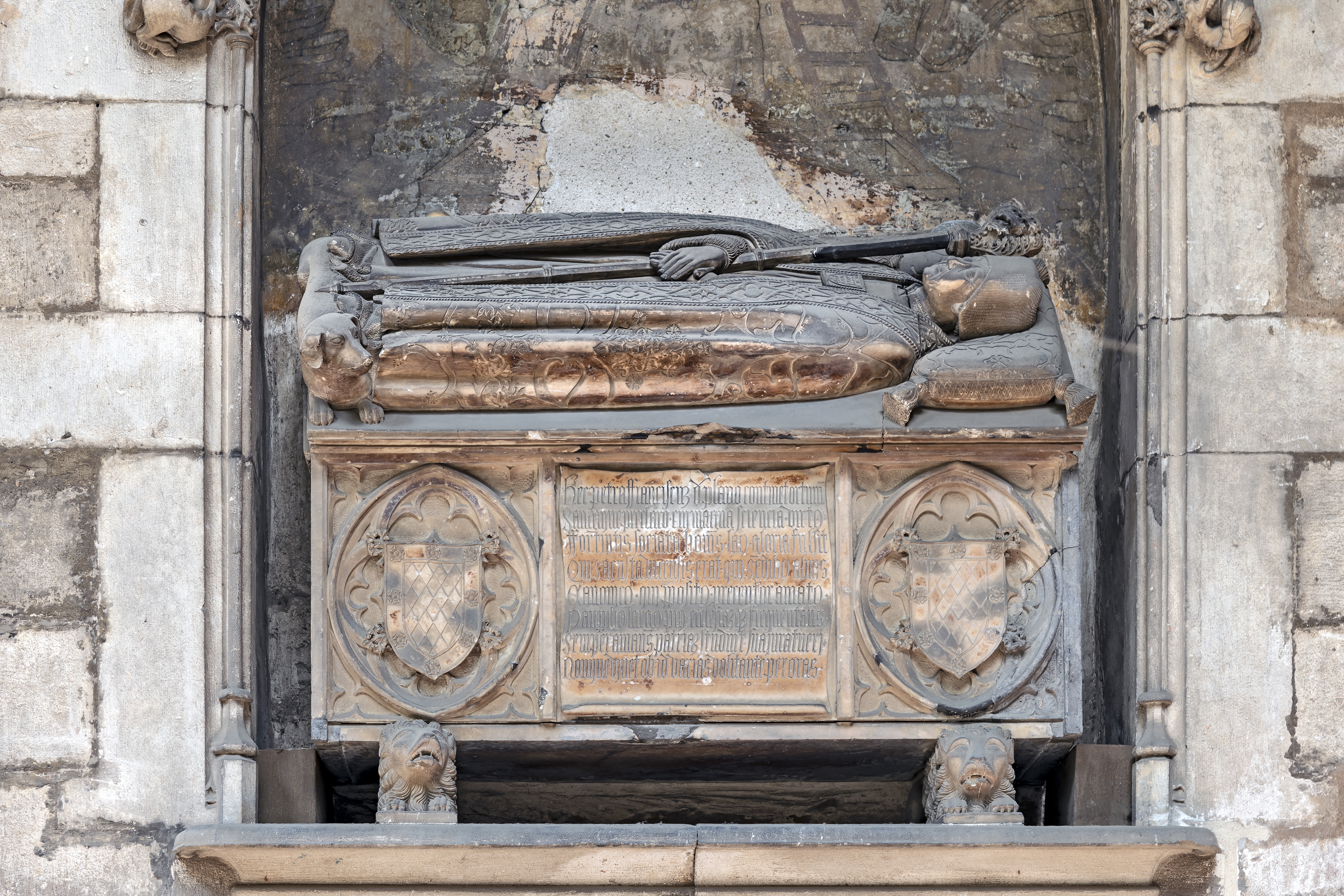
Tombe du chanoine Francesc Desplà.
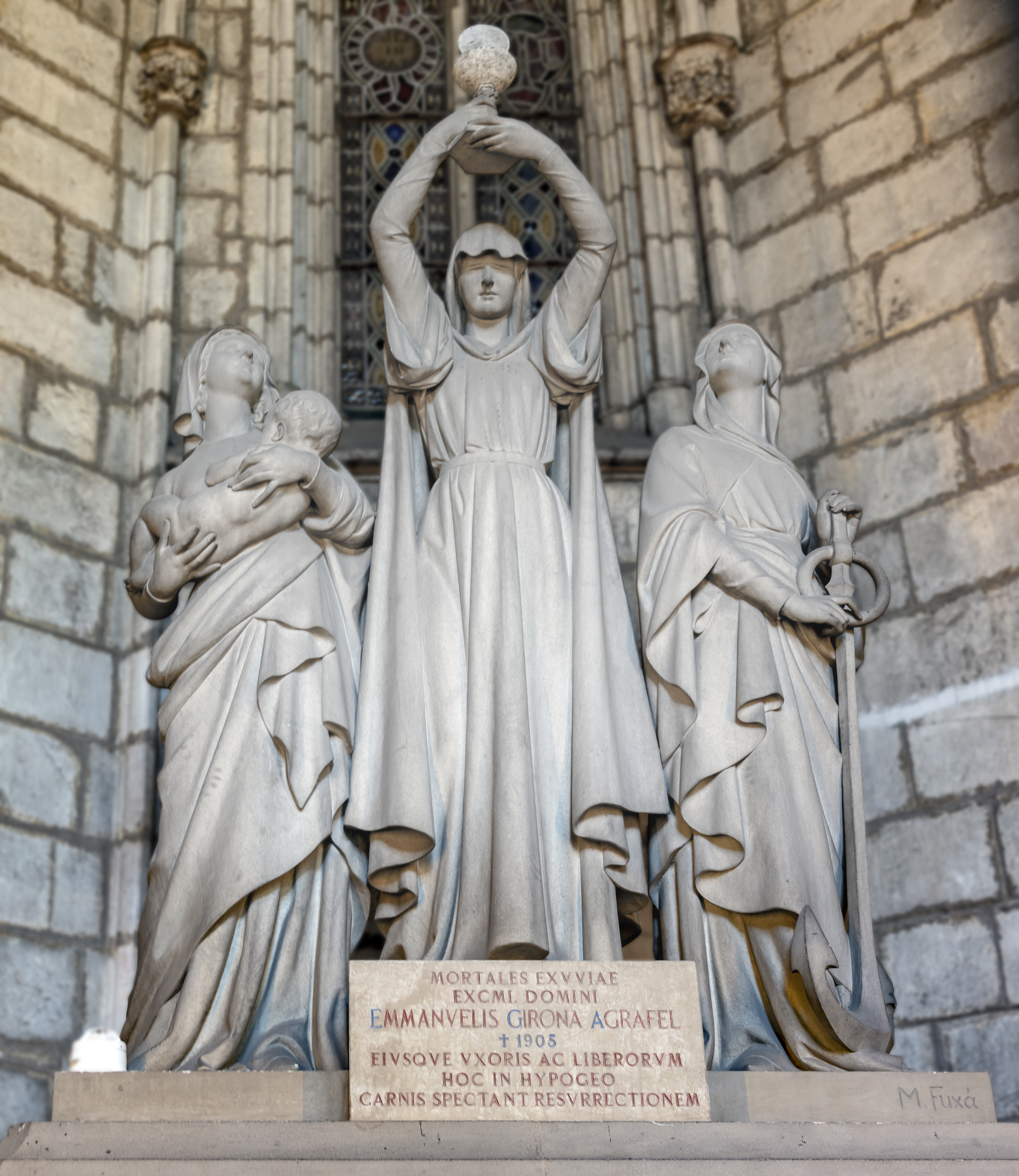
Tombe de Manuel Girona.
L'enterrement du Christ par Josep Llimona.
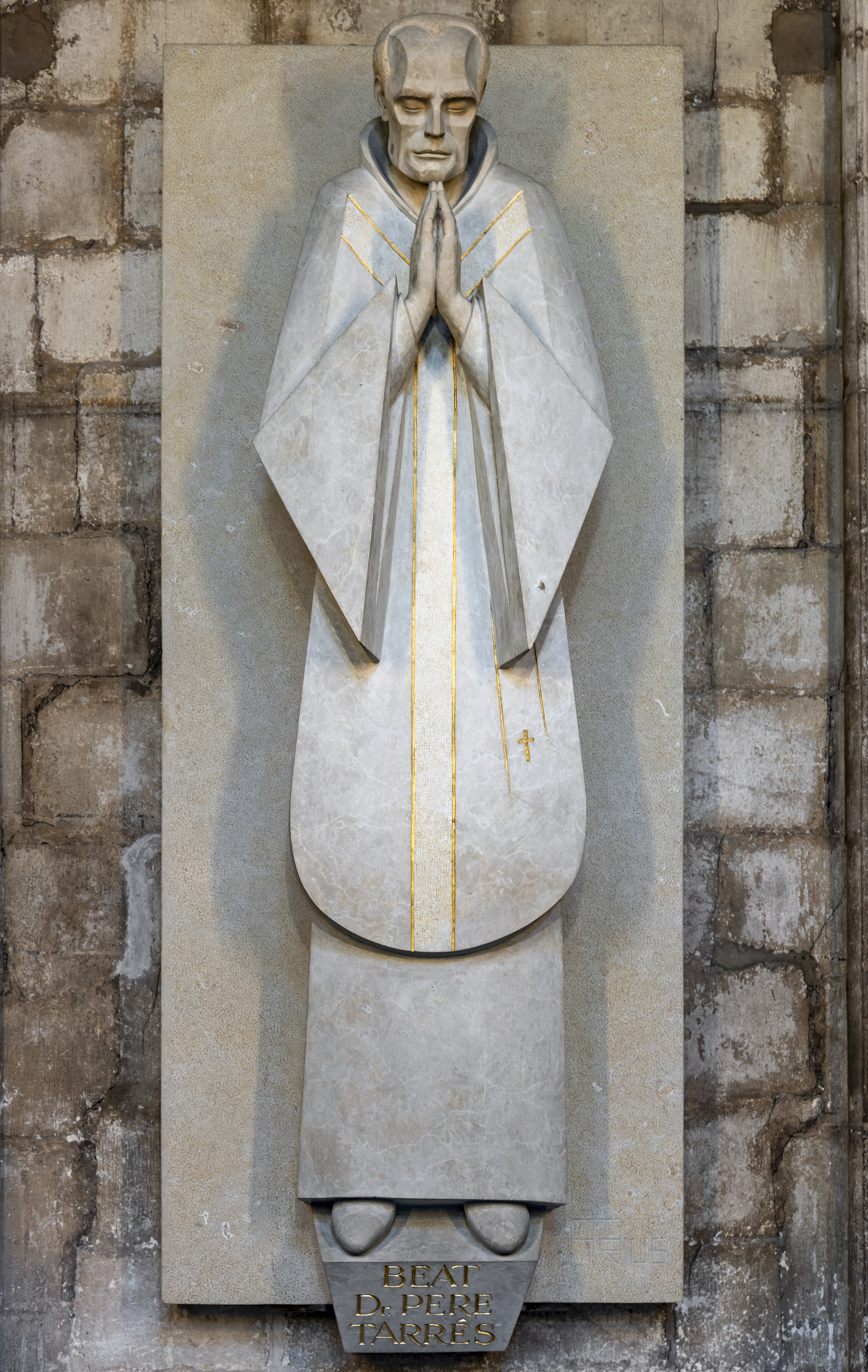
Monument au bienheureux Pere Tarrés i Claret par Montserrat García Rius.

## Protection
La cathédrale fait l’objet d’un classement en Espagne au titre de bien d'intérêt culturel depuis le 2 novembre 1929.